# Пермь
Пермь (МФА: /pʲermʲ/; местн. произн. /pʲerʲmʲ/) — город на востоке европейской части России, в Предуралье, на берегах реки Камы, ниже впадения в неё реки Чусовой, административный центр Пермского края и Пермского района, транспортный узел на Транссибирской магистрали, речной порт, имеет статус города краевого значения и городского округа.
Крупный многоотраслевой промышленный, научный и культурный центр Урала. Население — 1 027 518 чел. (2025), пятнадцатый по численности населения город России.
Город основан в 1723 году, в 1940—1957 годах назывался Мо́лотов. В 1916 году в Перми был открыт первый на Урале университет.
В 2020 году городу было присвоено звание «Город трудовой доблести».

## Этимология
Название города относится к женскому роду. Лишь на рубеже XVIII—XIX веков иногда слово Пермь в официальных документах ставили в мужской род — Перм (склонялось оно так: Перм, Перма, Перму, в Перме), например, «План губернского города Перма». Слово Пермь впервые упоминается в Повести временных лет, в недатированной части, созданной в 1113 году, и его происхождение является предметом научных дискуссий. Основные версии происхождения топонима следующие:
- От фин. perämаа, вепс. пера ма «задняя земля» (в смысле «Заволочье») — гипотеза Д. В. Бубриха, изложенная в 1947 году и подтверждённая последующими данными археологии и языкознания. По мнению современных финно-угроведов, к этому слову восходят и др.-рус. Перемь, Перьмь, и др.-сканд. Bjarmaland, которые изначально обозначали некую прибалтийско-финскую территорию на побережье Белого моря. По мере древнерусской колонизации топоним Пермь сдвигался на восток и был перенесён на предков коми-зырян (Пермь Вычегодская), а затем и коми-пермяков (Пермь Великая)[18][19].
- От коми парма «возвышенное место, поросшее еловым лесом» — предположение, высказанное в середине XIX века[18]. Макс Фасмер отмечает фонетические трудности этой версии[20].

До XVIII века топоним Пермь использовался для обозначения определённых территорий (Пермь Великая, Пермь Вычегодская), а также некоторых населённых пунктов (например, у С. Герберштейна сказано, что существует «Великая и обширная область Пермия» и «в ней есть город того же имени»).
От топонима Пермь произошёл геологический термин «пермь» (пермский период), введённый Родериком Мурчисоном в 1841 году по результатам его экспедиции по России, в частности по Пермской губернии.

## Физико-географическая характеристика

### Географическое положение

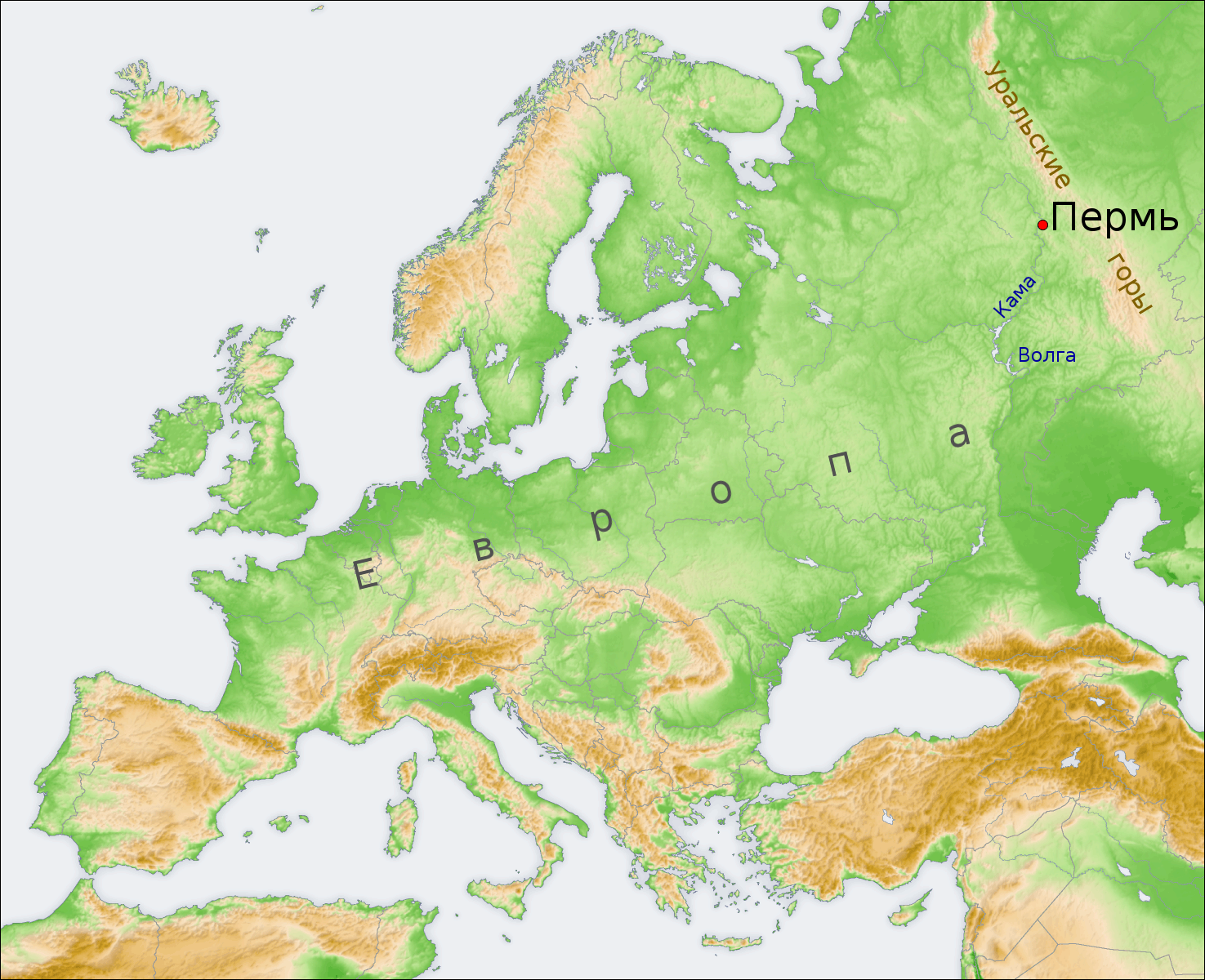
Пермь на карте Европы

Город Пермь расположен на востоке европейской части России, на берегах реки Камы, к югу от устья реки Чусовой. Протяжённость Камы в пределах городской черты Перми составляет около 60 км (от устья р. Ласьвы до устья ручьёв Азово и Глушата — правых притоков Камы). Благодаря Каме, Пермь связана водными путями с пятью европейскими морями: Каспийским, Белым, Чёрным, Азовским и Балтийским.
Площадь территории Перми составляет примерно 800,5 км² или 80 049,6 га.
Рельеф в черте города — всхолмлённая равнина в долине реки Камы. Левый берег выше правого, сильнее расчленён логами и оврагами. Характерная особенность города — множество малых рек, протекающих преимущественно по многочисленным городским оврагам.

### Часовой пояс
Пермь находится в часовой зоне МСК+2. Смещение применяемого времени относительно UTC составляет +5:00.
В соответствии с применяемым временем и географической долготой средний солнечный полдень в Перми наступает в 13:15.

### Климат
Климат Перми — умеренно континентальный.
Долгота дня изменяется от 6 часов 28 минут до 18 часов 11 минут (приблизительные значения во время солнцестояний).
Среднемесячная влажность воздуха от 60 % в мае до 84 % в ноябре, среднегодовая — 75 %. Годовая норма осадков 638 мм; максимальное количество осадков обычно приходится на июнь-август, а минимальное — на февраль-март. Зимой средняя высота снежного покрова может достигать 60 см. Иногда незначительное количество снега может выпасть и в летний период. Город оказывает сильное тепловое воздействие на окружающую среду, поэтому климат города отличается от пригородной зоны более высокой среднегодовой температурой.
Климатические рекорды, зарегистрированные в Перми:
- Самая высокая температура: +37,5 °C (11 июля 2023 года)[29],
- Самая низкая температура: −47,1 °C (декабрь 1978 года),
- Самое высокое количество осадков за сутки: 63 мм (июнь 1960 года).

| Показатель                    | Янв.  | Фев.  | Март  | Апр.  | Май  | Июнь | Июль | Авг. | Сен. | Окт.  | Нояб. | Дек.  | Год   |
| ----------------------------- | ----- | ----- | ----- | ----- | ---- | ---- | ---- | ---- | ---- | ----- | ----- | ----- | ----- |
| Абсолютный максимум, °C       | 4,3   | 6     | 15    | 27,3  | 34,6 | 35,4 | 37,5 | 37,2 | 30,7 | 22,5  | 11,9  | 4,5   | 37,5  |
| Средний суточный максимум, °C | −9,3  | −7,5  | 0,2   | 9,1   | 17,7 | 22,0 | 24,0 | 20,7 | 14,5 | 6,3   | −2,6  | −7,8  | 7,3   |
| Средняя температура, °C       | −12,5 | −11,3 | −4    | 3,9   | 11,5 | 16,2 | 18,5 | 15,6 | 10,0 | 3,3   | −5,2  | −10,7 | 2,9   |
| Средний суточный минимум, °C  | −15,8 | −14,8 | −7,8  | −0,6  | 5,8  | 10,9 | 13,2 | 11,2 | 6,6  | 0,9   | −7,6  | −13,7 | −1    |
| Абсолютный минимум, °C        | −44,9 | −40,8 | −34,8 | −23,5 | −13  | −3,4 | 1,7  | −1,9 | −7,8 | −25,2 | −38,5 | −47,1 | −47,1 |
| Норма осадков, мм             | 44    | 33    | 34    | 37    | 55   | 89   | 78   | 88   | 64   | 63    | 56    | 48    | 687   |
| Источник: Погода и климат     |       |       |       |       |      |      |      |      |      |       |       |       |       |

### Гидрография

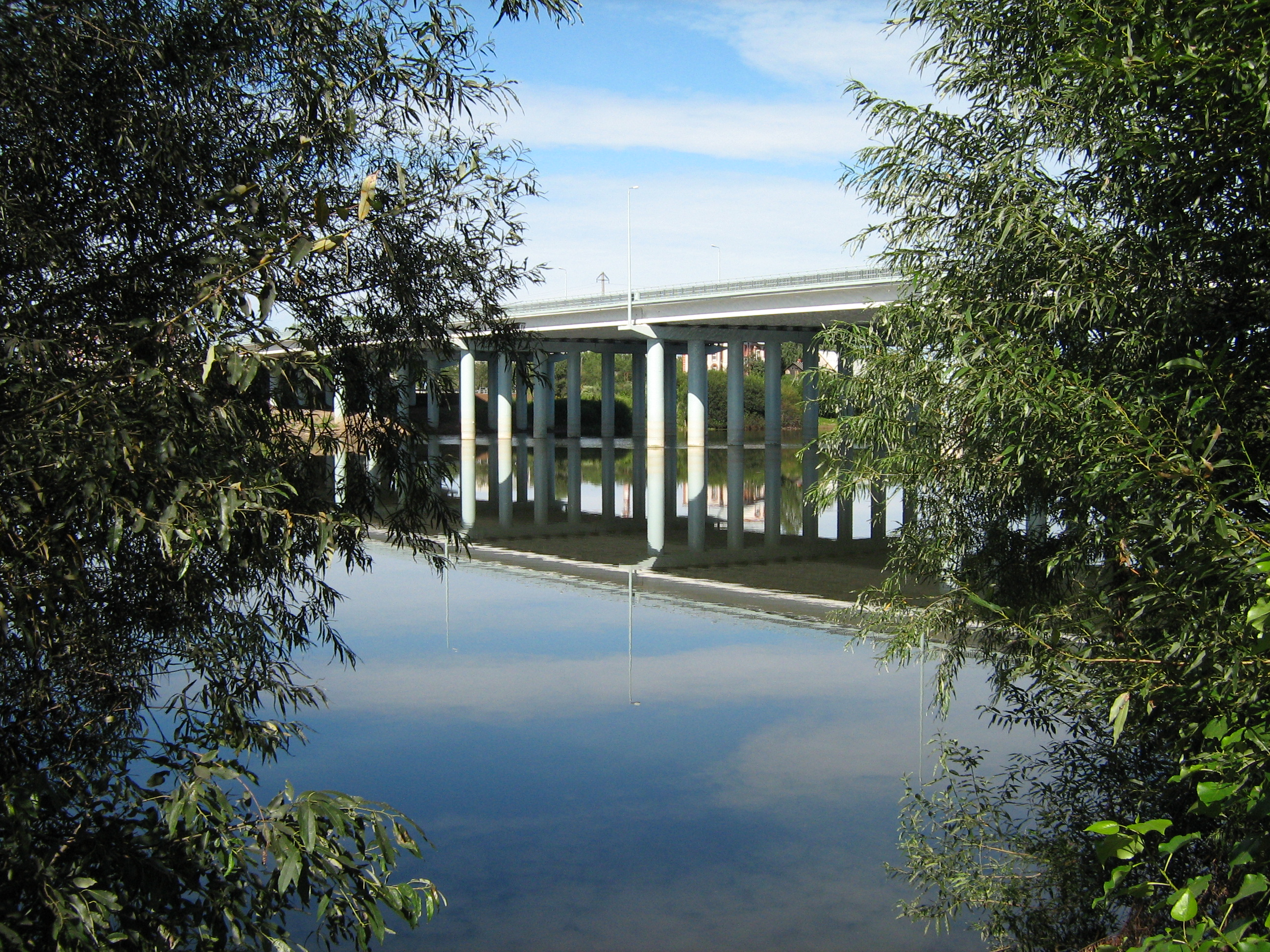
Мост через реку Мулянку

Помимо протекающих по территории Перми крупных рек — Камы и Чусовой, в городе существует большое количество малых рек, входящих в бассейн Камы. Всего в черте города протекает более 300 рек и ручьёв. Крупнейшие из них: Мулянка, Егошиха (Ягошиха), Большая Мотовилиха — в камском левобережье, Гайва, Ласьва — в правобережье. По количеству малых рек Пермь является рекордсменом среди городов России.
Протекая по территории города, эти реки испытывают сильное антропогенное воздействие, оказывающее влияние на их экологическое состояние. Качество воды ухудшается при движении от истока к устью. По химическому составу оно изменяется от 1-го класса до 3-го. Худшее качество воды — в низовьях рек Егошихи и Данилихи. Вода там непригодна для питья.

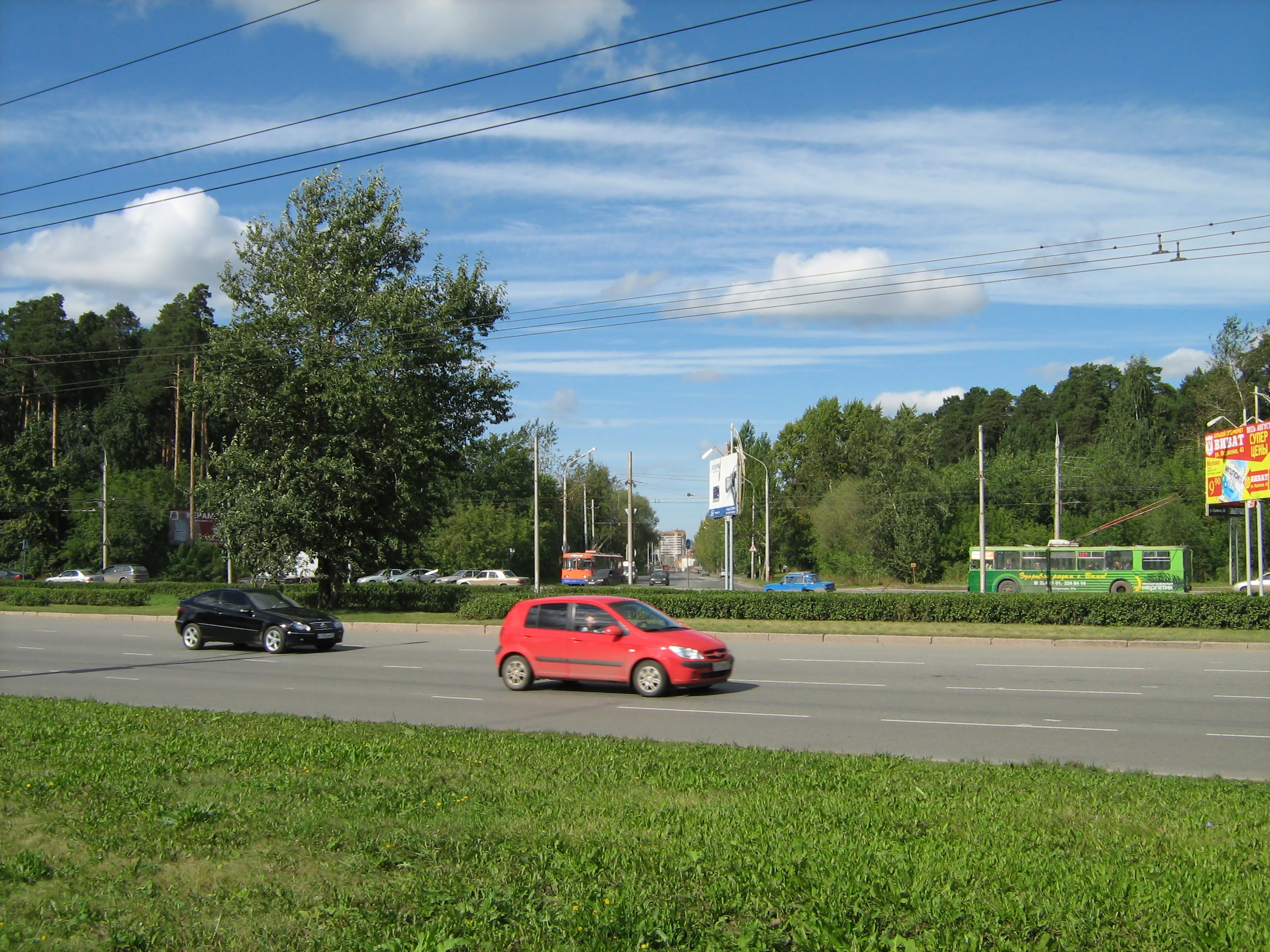
Черняевский лес

### Растительность
Общая площадь городских лесов в Перми занимает почти половину городской территории. Леса не только окружают городскую застройку, создавая зелёное кольцо в пределах городской черты, но и отдельными массивами, лесопарками располагаются в жилых кварталах. Содержание городских лесов осуществляет муниципальное казённое учреждение (МКУ) «Пермское городское лесничество».

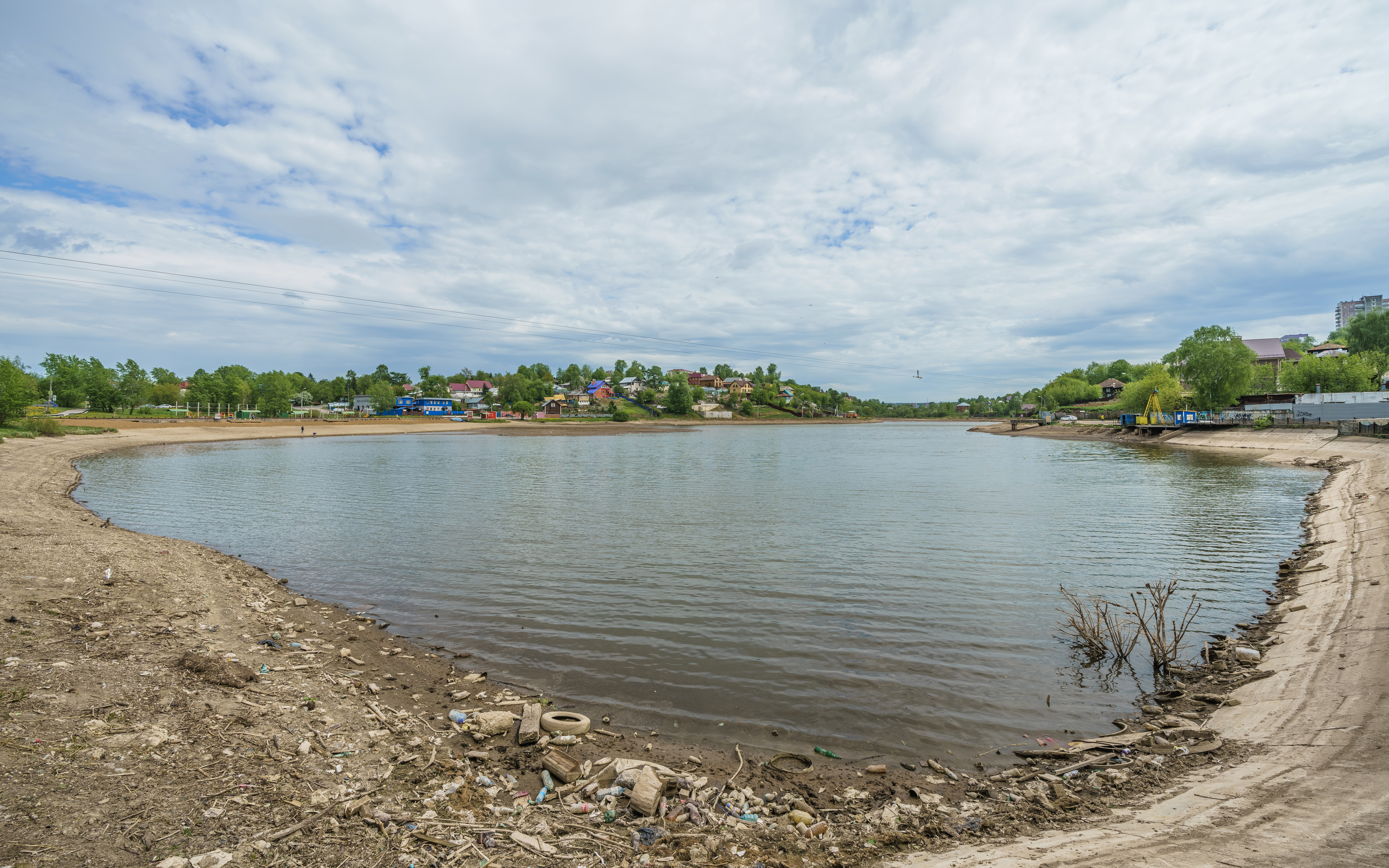
Мусор на берегу Мотовилихинского пруда

### Загрязнение и охрана природы
Хорошо развитая промышленность Пермского края и наличие крупных предприятий в городе создают экологические проблемы региона, причинами которых являются как техногенное загрязнение, так и недостаточное управление природоохранной деятельностью.

## История
Территория, на которой расположен город Пермь, заселена людьми с древнейших времён. В городе изучено более 130 археологических памятников, от каменного века (стоянка Егошиха) до позднего Средневековья.
В XVII веке эти земли принадлежали купцам Строгановым. Первые документальные упоминания о поселениях на территории исторического центра города встречаются в переписных книгах воеводы Прокопия Елизарова в 1647 году по вотчинам Строгановых. Там упоминается «починок на реке на Каме и на речке Егошихе».

### Основание города

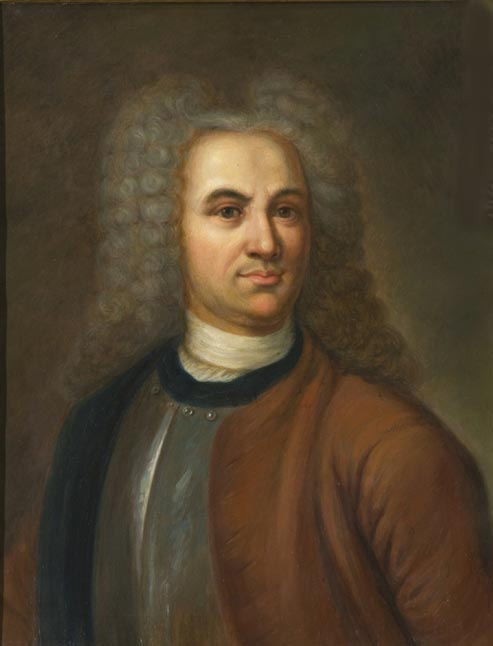
В. Н. Татищев

В 1720 году по приказу Петра I капитан-поручик артиллерии Василий Никитич Татищев отправился на Урал для постройки заводов по выплавке меди и серебра. Он выбрал для постройки медеплавильного завода место вблизи устья речки Егошихи благодаря наличию медной руды и удобному положению для вывоза продукции по судоходным рекам.

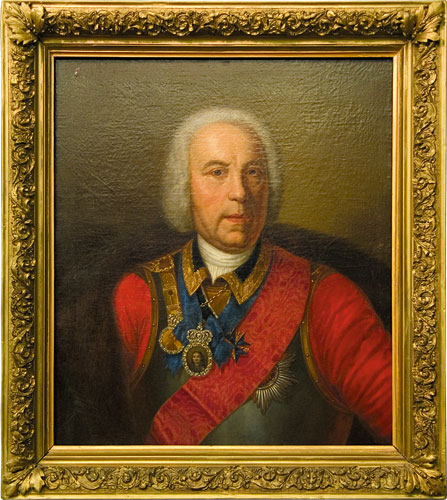
Г. В. де Геннин

В 1722 году преемником Татищева как управляющего заводами стал генерал-майор артиллерии Георг Вильгельм де Геннин, который одобрил проект и распорядился о подготовке к строительству завода.
Татищев присутствовал при закладке завода. В рукописи «Описание Уральских и Сибирских заводов. 1735 г.» В. И. де Геннин писал: «И по определению ево, генерала лейтенанта, оный завод начат строить мая 4-го дня 1723 года и построен по январь месяц 1724 года».
Дата начала строительства Егошихинского (Ягошихинского) медеплавильного завода — 4 (15) мая 1723 года — считается с 1995 года официальной начальной датой истории Перми.

### Губернский центр
Императрица Екатерина II, носившая титул «княгини Пермской», 16 ноября 1780 года подписала именной указ, которым повелевалось передать Егошихинский завод в казну и, учитывая выгодность его местоположения, предписывалось «город губернский для Пермского наместничества назначить в сем месте, наименовав оный город Перм…».
Летом 1781 года спешно велась постройка зданий для наместника, для присутственных мест и гауптвахты недалеко от Петропавловской церкви, которая 12 августа была переименована в собор. Торжественное открытие города и наместничества состоялось 18 октября 1781 года. Первым городским головой был избран купец из Кунгура Михаил Абрамович Попов.

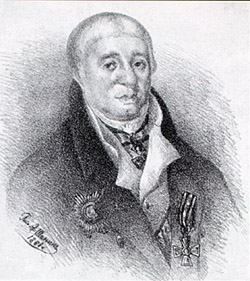
К. Ф. Модерах

В соответствии с указом императора Павла I от 12 декабря 1796 года «О новом разделении государства на губернии» Пермское наместничество было преобразовано в Пермскую губернию с центром в Перми. Губернатором был назначен Карл Фёдорович Модерах, занимавший этот пост до 1811 года. Среди прочих его заслуг историками отмечается разработанная им планировка улиц Перми. Строительный план Модераха осуществлялся в течение всего XIX века. Его строительные работы вышли далеко за пределы города. Без издержек для казны и не отягчая обывателей он довёл дороги до совершенства, удивляющего иностранцев, видевших шоссе Франции и Англии. При нём же в Перми было учреждено управление казённых горных заводов по Уралу на основании нового положения 1806 года.

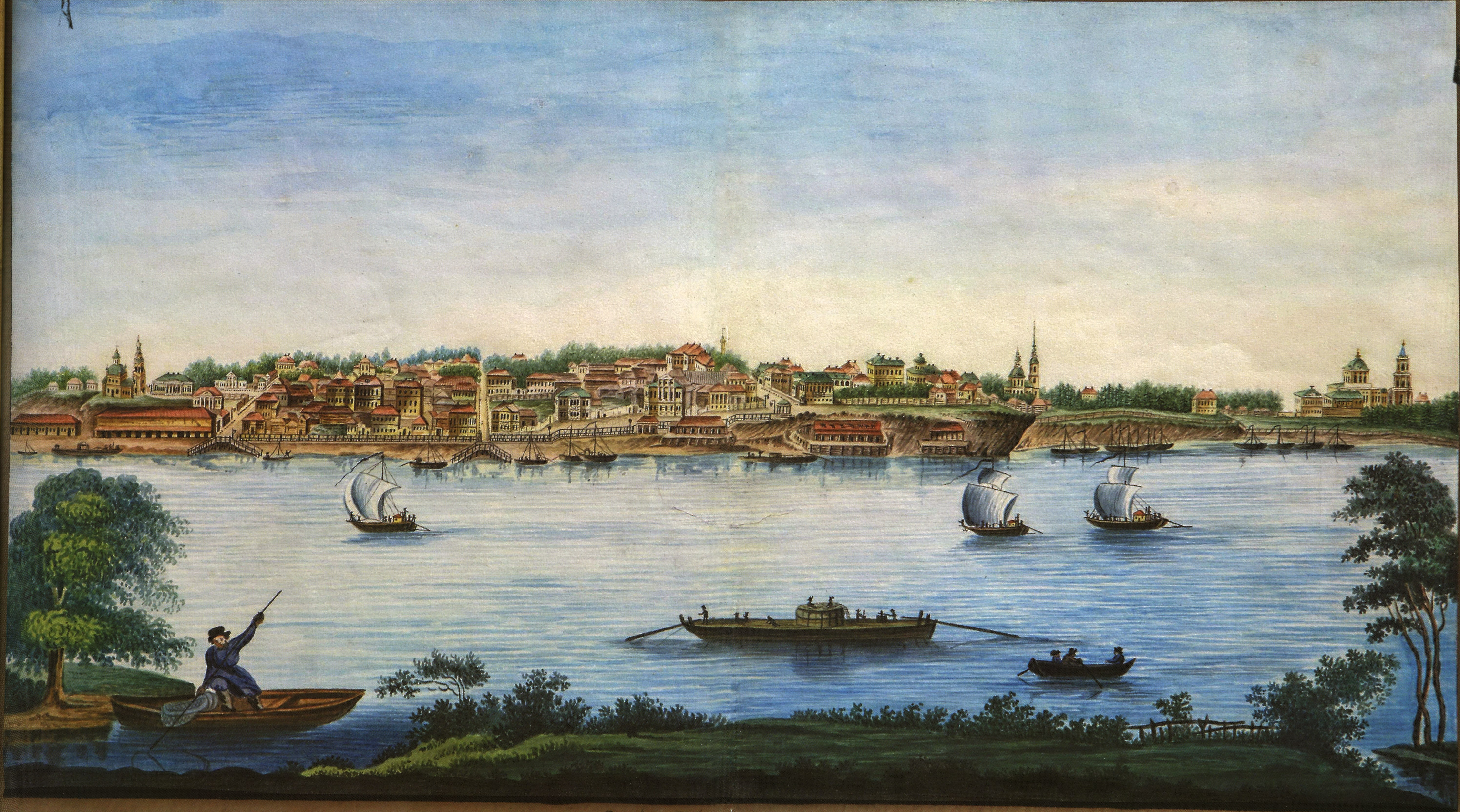
П. Е. Размахнин. Вид Перми. Акварель 1832 года. Старейшее сохранившееся изображение Перми — панорама со стороны Камы

Став губернским центром, Пермь стала и центром образованной в 1799 году Пермской епархии.
В 1861 году в городе был открыт телеграф. В 1863 году на Сибирской улице впервые проведён опыт по освещению керосиновыми фонарями.
В 1876 году был открыт первый специализированный книжный магазин, фактическим владельцем которого был участник польского восстания Юзеф Пиотровский, сосланный и отбывший срок на каторге и после этого получивший разрешение поселиться в Перми. На своё имя ему, как бывшему каторжнику, открыть магазин было нельзя, поэтому он был открыт на имя жены и работал под вывеской «Ольга Петровская».
При губернаторстве Николая Ефимовича Андреевского (1870—1878) в Перми было устроено газовое освещение (1873), открыто Пермское Алексеевское реальное училище (1876).
Конец XIX века стал в Перми периодом активного железнодорожного строительства. 24 августа 1878 года состоялось открытие участка Уральской железной дороги от Перми до Чусовской, а 1 октября 1878 года была введена в строй вся линия — Пермь — Кушва — Екатеринбург. В 1897—1898 годах была проложена Пермь-Котласская железная дорога, соединившая Уральскую железную дорогу с железнодорожной сетью Европейской России.
В конце XIX века в Перми активно развивались учреждения искусства и культуры. В 1874 году началось строительство театра оперы и балета. В 1896 году появилось первое заведение для демонстрации кинематографа (электротеатр «Иллюзион»).
В 1902 году при экспертной поддержке А. С. Попова, обучавшегося в своё время в Пермской духовной семинарии, в Перми появилось электрическое освещение на улицах. Из семи представленных Попову на рассмотрение проектов электростанции был утверждён проект инженера фирмы «Унион» Б. Ю. Гецена.

Фотографии С. М. Прокудина-Горского, 1909 год
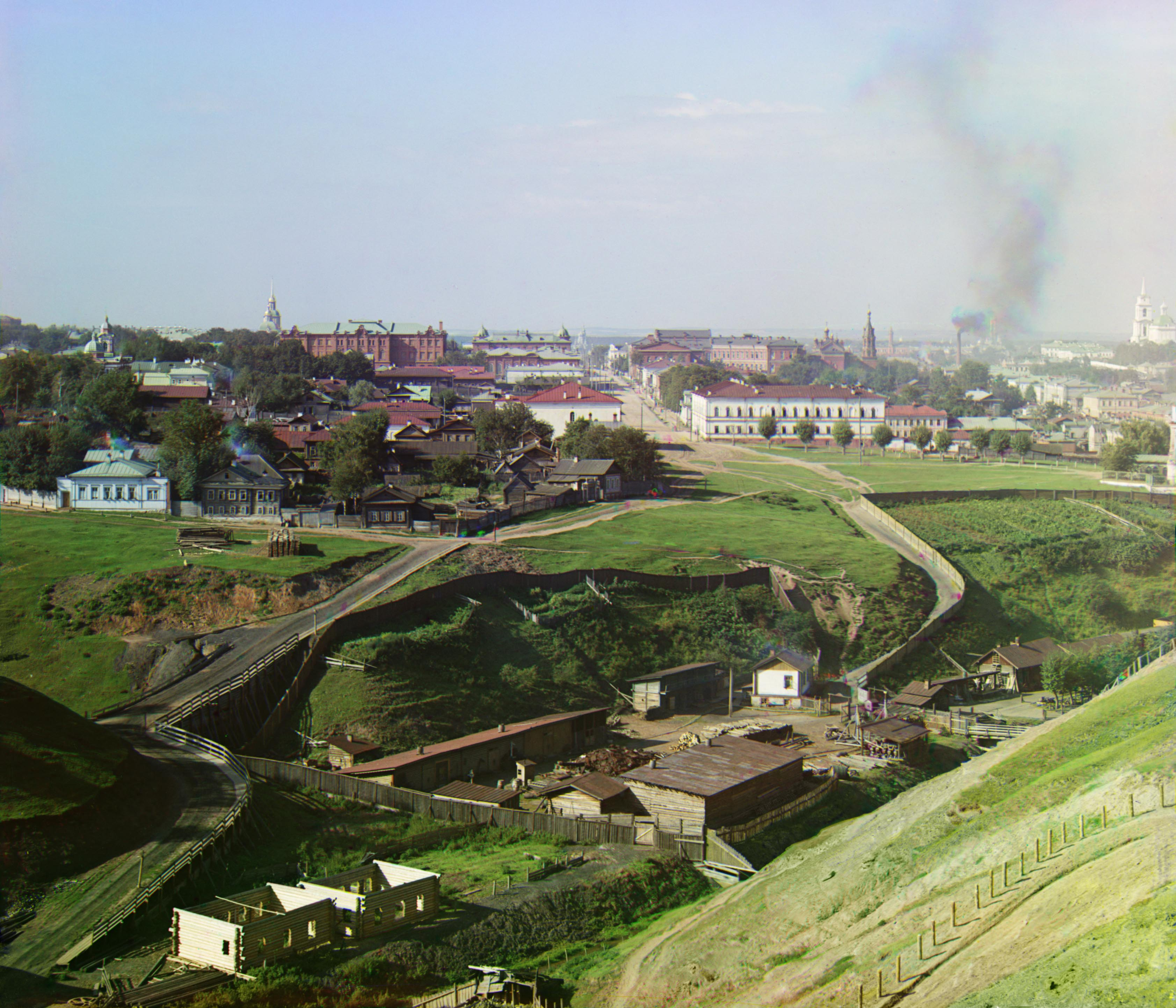
Пермь. Общий вид.
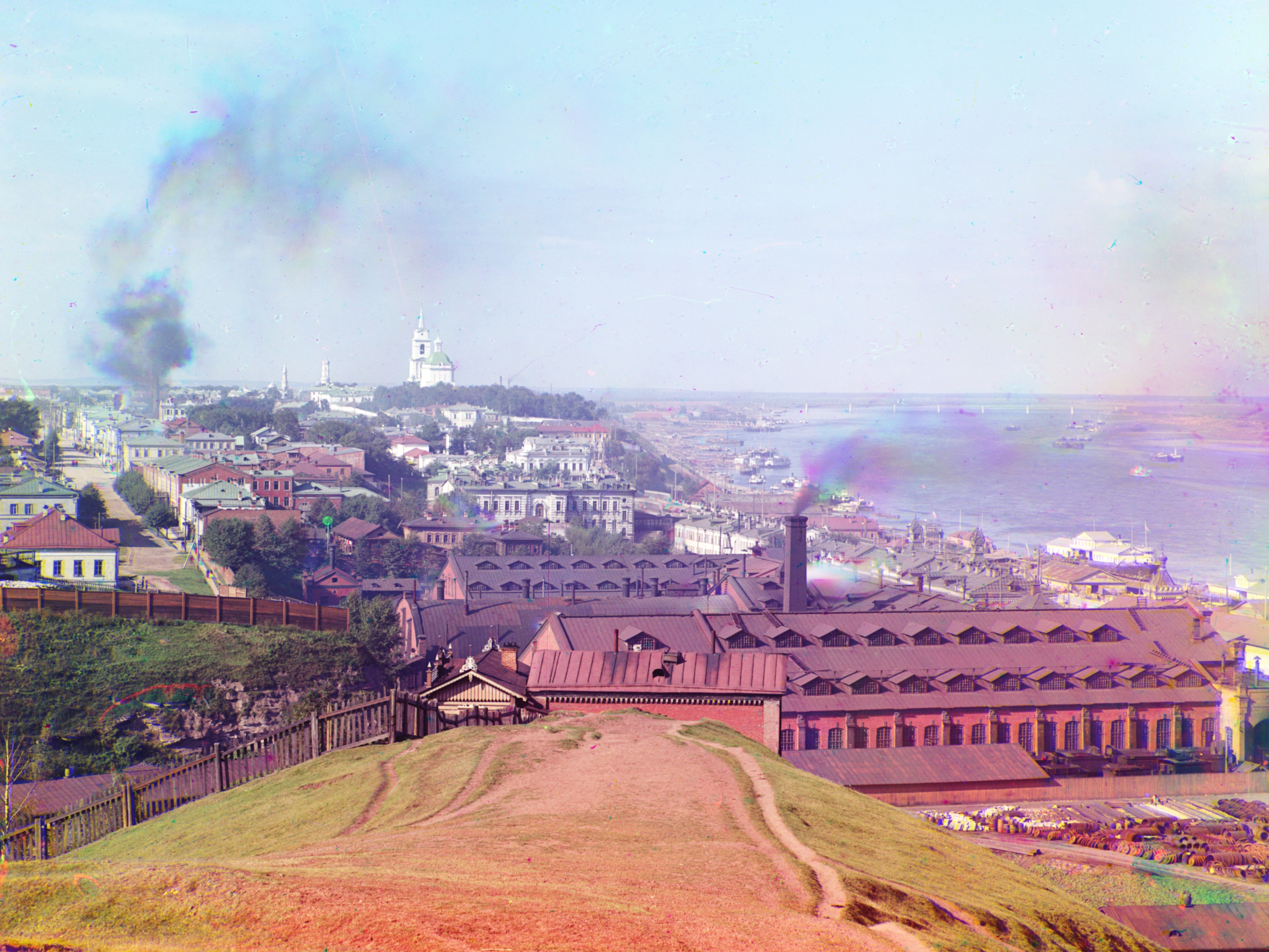
Вид на Пермь с Городских горок.
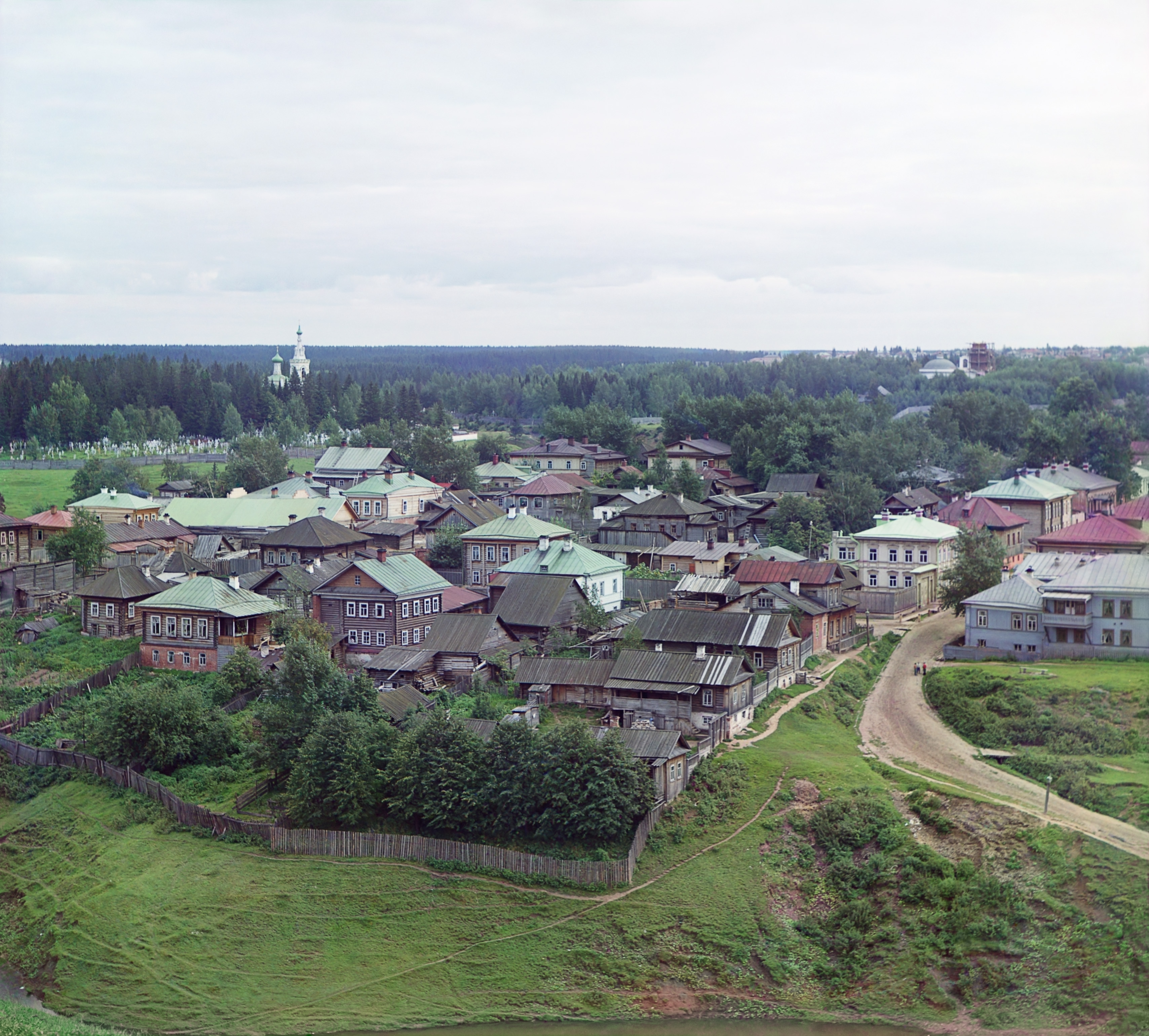
Пригород Перми — Разгуляй
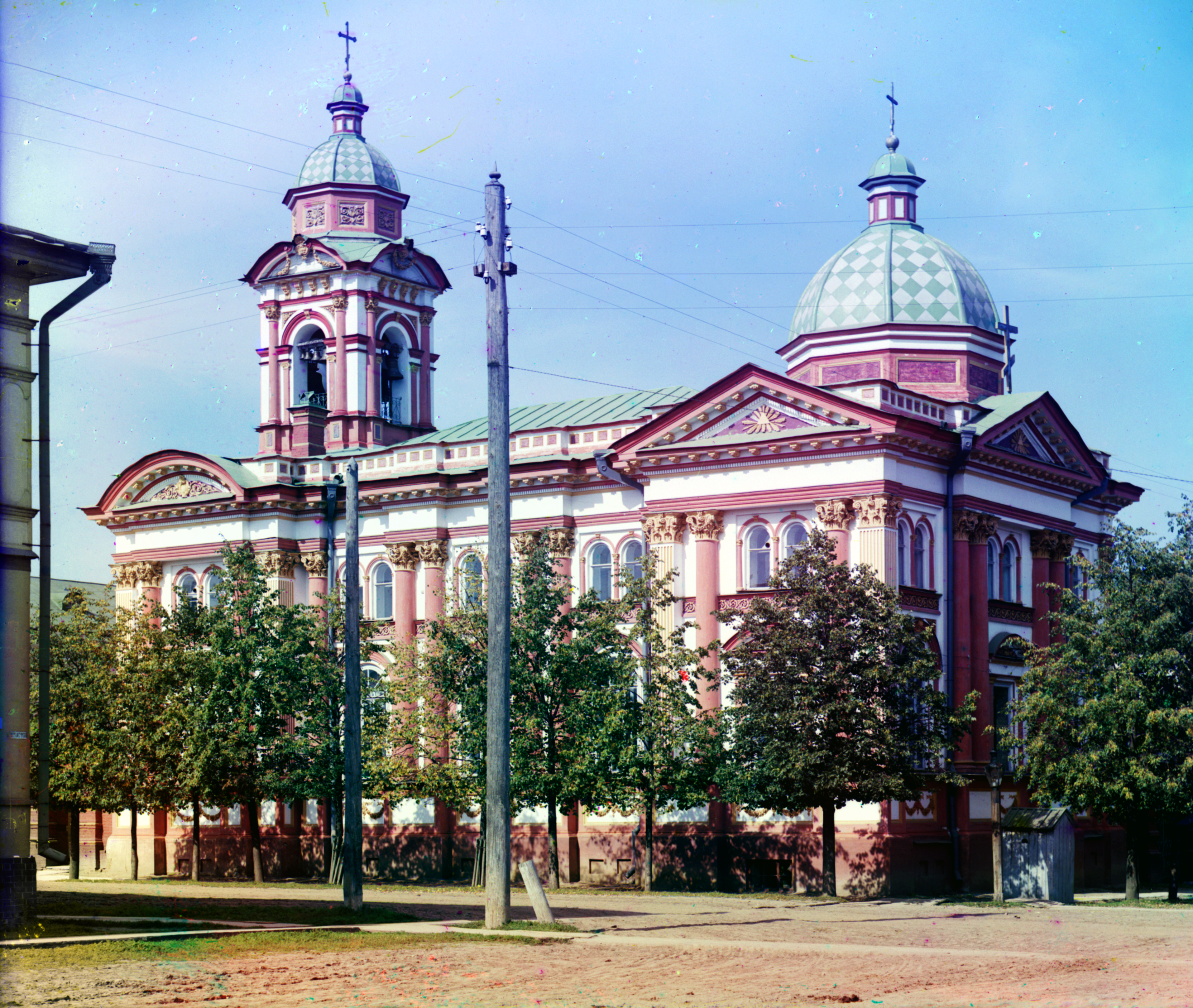
Церковь Марии Магдалины
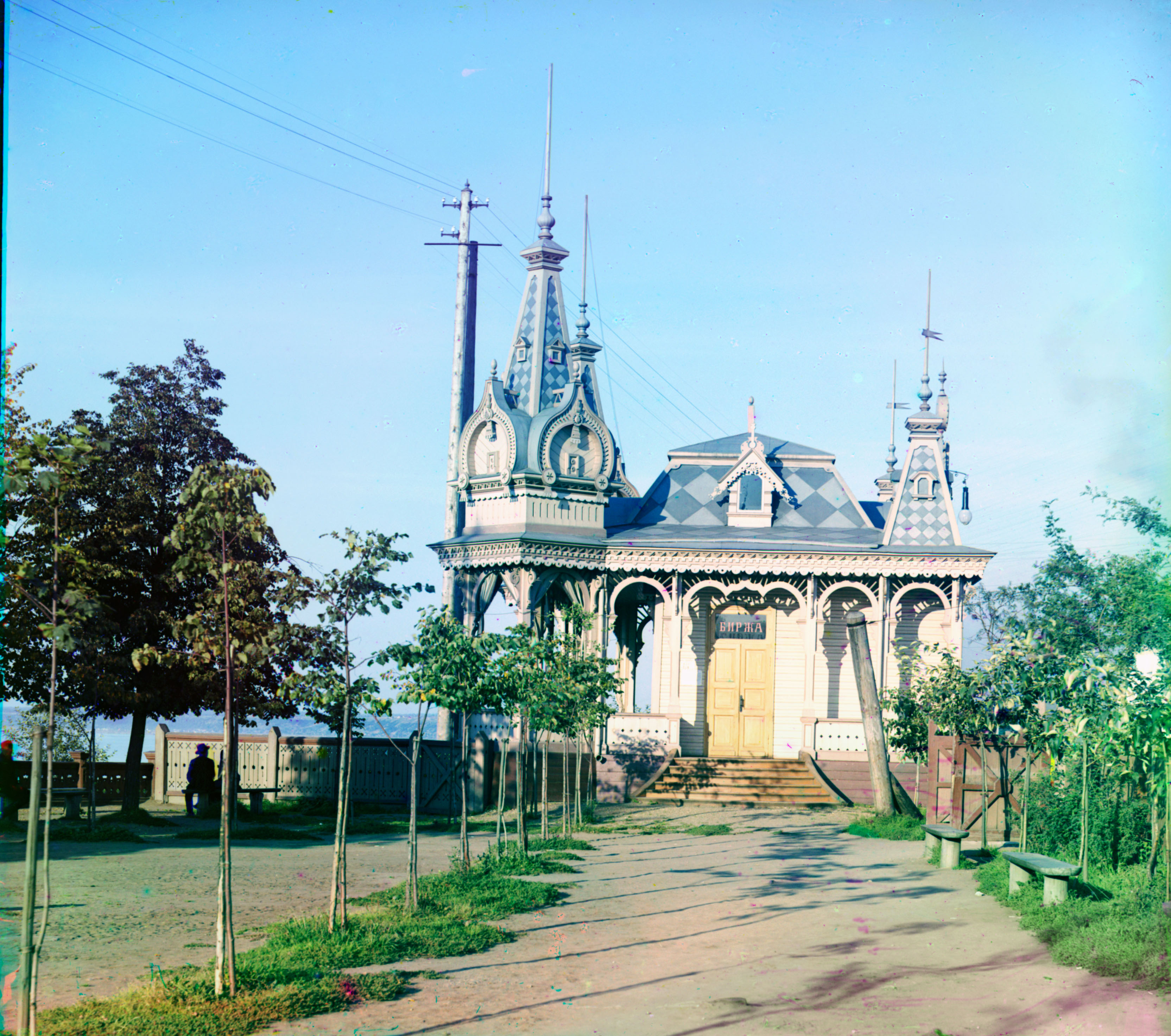
Пермь. Летнее помещение биржи.
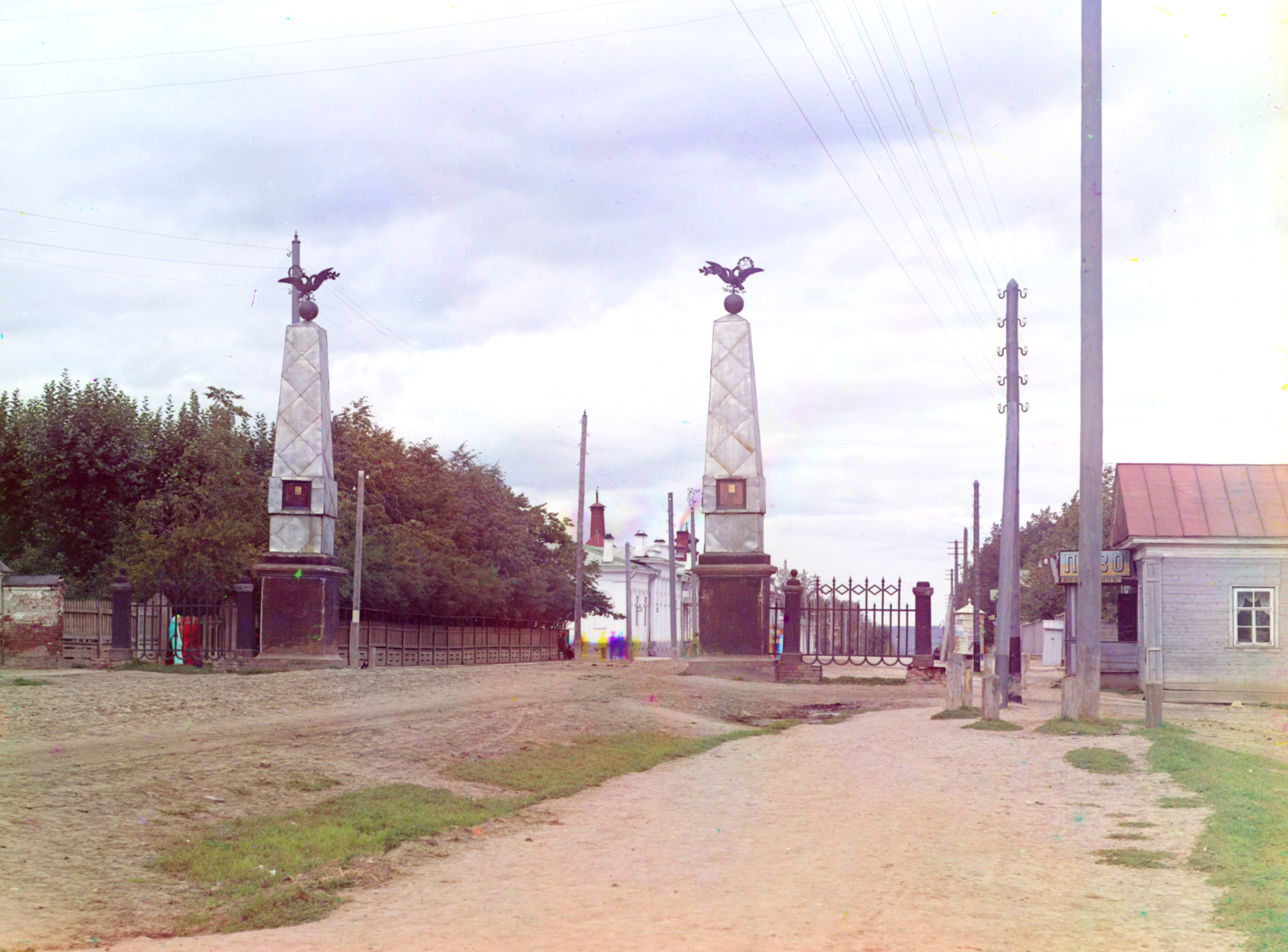
Старо-Сибирская застава
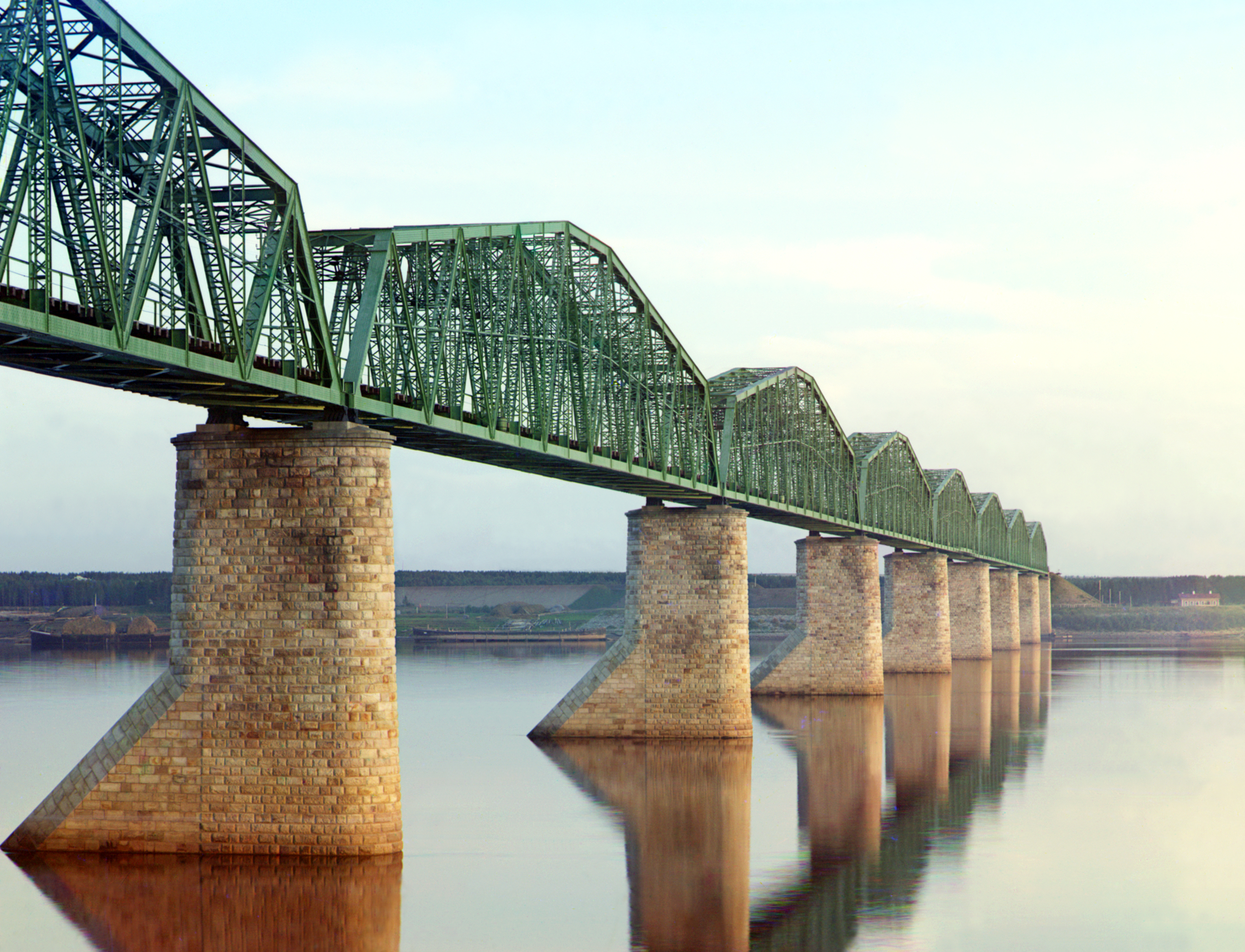
Железнодорожный мост через Каму
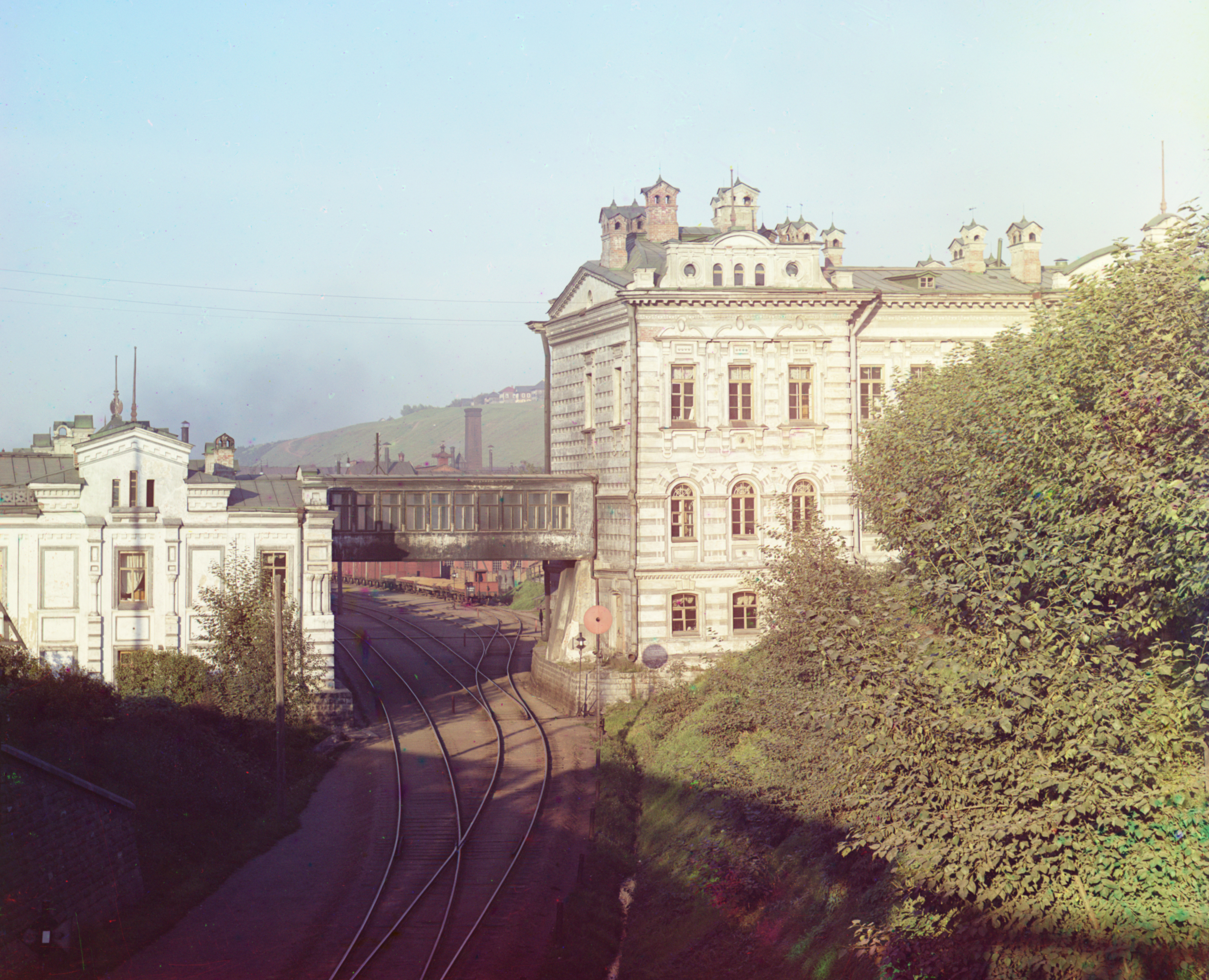
Дом управления Уральских железных дорог

### Революция 1905 года

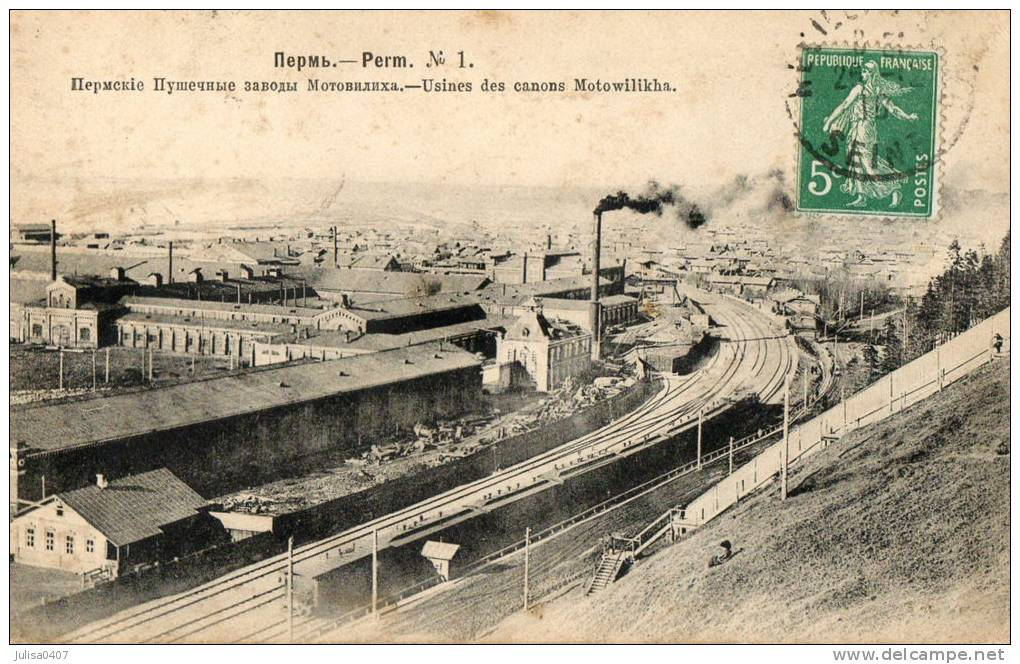
Мотовилихинские заводы. Начало XX века

В начале XX века население Перми вместе с Мотовилихой составляло около 100 тысяч человек. В самой Перми было мало промышленных предприятий. Большая часть населения города — мещане, купцы, ремесленники, чиновники и служащие — была лояльна к существующему строю. Но рядом с городом располагались Пермские пушечные заводы, где РСДРП вела активную пропаганду и пользовалась поддержкой части рабочих. Среди учащихся Перми также были как сочувствующие революционерам, так и активные участники антиправительственной деятельности. Вместе с примкнувшими к ним представителями радикально настроенной интеллигенции эти группы населения стали активными участниками революционных выступлений 1905 года. Кульминацией столкновений рабочих с правительственными войсками стали события в Мотовилихе 13 декабря 1905 года.

### Пермь и царские особы
С 30 сентября по 3 октября 1824 года Пермь посетил император Александр I со свитой. Специально к приезду императора были поставлены обелиски Сибирской и Казанской застав, сооружена ротонда в Загородном саду. Квартира для императора располагалась в здании на углу улиц Покровской и Сибирской, где впоследствии, после перестройки здания, размещалась Пермская губернская казённая палата.
С 23 по 25 мая 1837 года:71—76 в Перми находился проездом наследник цесаревич, будущий император Александр II в сопровождении своего воспитателя известного поэта В. А. Жуковского. Цесаревич остановился в губернаторском доме, который находился тогда на площади у Петропавловского собора.

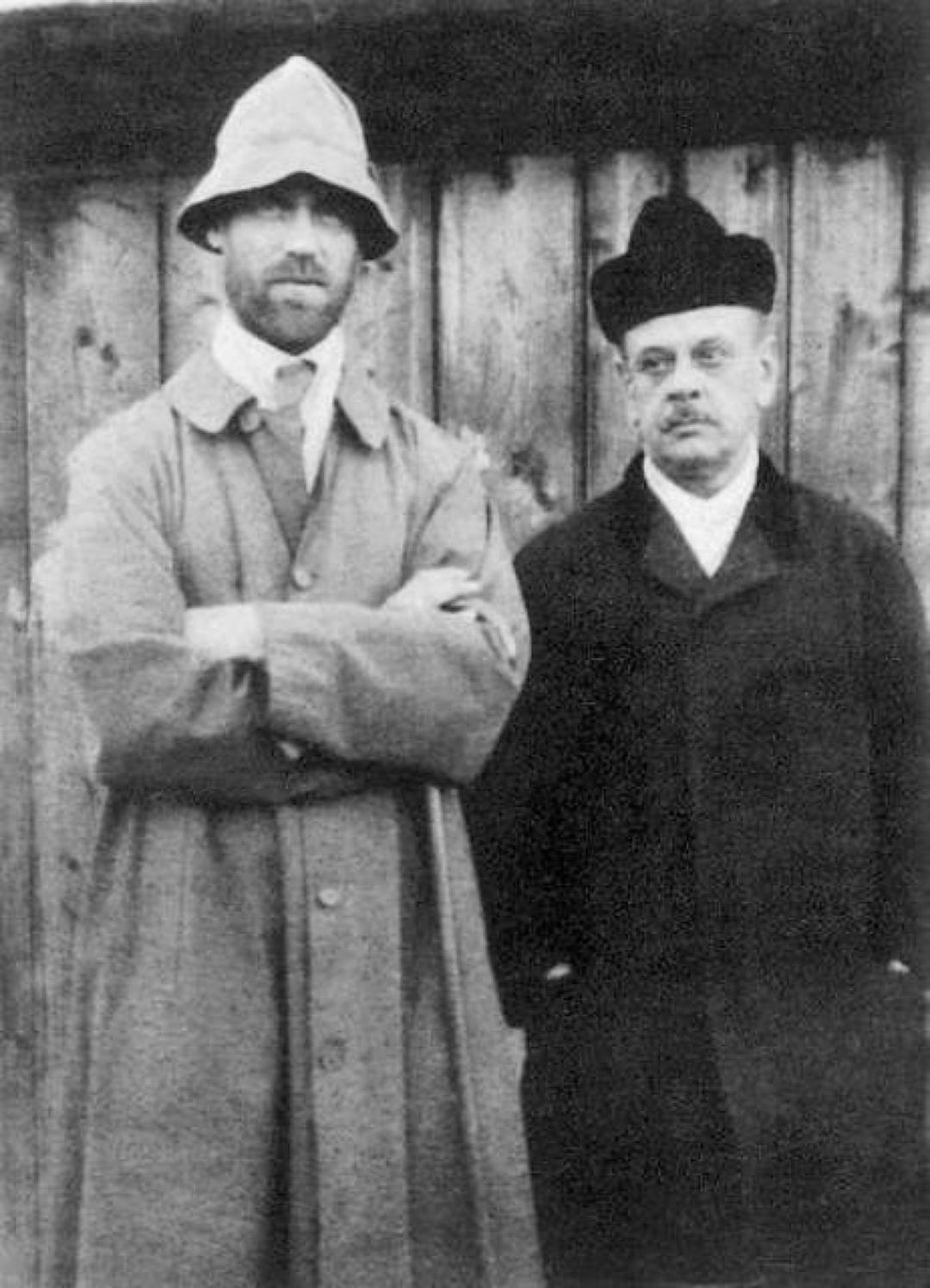
Михаил Романов (слева) и П. Л. Знамеровский. Снимок сделан в апреле 1918 г. уличным фотографом на Сенной площади Перми

С 9 по 11 июля 1873 года в Перми был проездом великий князь Алексей Александрович. В память о его пребывании в городе было открыто Пермское Алексеевское реальное училище.
11 и 12 июня 1887 года в Перми находился великий князь Михаил Николаевич с сыном Сергеем Михайловичем. Они посетили благотворительные и учебные заведения Перми, Мотовилихинский завод и произвели смотр местного батальона. В присутствии великого князя в торжественной обстановке было освящено здание Мариинской женской гимназии.
В июле 1914 года Пермь посетила великая княгиня Елизавета Фёдоровна. В городе была устроена иллюминация, сооружена триумфальная арка на углу Сибирской и Петропавловской улиц. Губернатор лично сопровождал высокую гостью в её поездках по Пермскому краю.
В марте 1918 года в Пермь под конвоем прибыл вагон с великим князем Михаилом Александровичем, его личным секретарём и другими ссыльными, всех сначала поместили в городскую тюрьму. Позже великому князю и его спутникам выделили помещения для проживания в бывшем доме Благородного собрания, а затем разрешили проживать в гостинице «Королёвские номера». В ночь с 12 на 13 июня 1918 года Михаил Александрович и его секретарь были похищены из гостиницы, вывезены в лес и убиты группой местных чекистов и милиционеров. Тела их до сих пор не найдены.

### Октябрьская революция и Гражданская война
26 октября 1917 года известия об Октябрьской революции достигли Перми. Городская дума 27 октября осудила захват власти Петроградским Советом. 17 декабря в Перми состоялся губернский съезд Советов рабочих, солдатских депутатов и части крестьянских депутатов, провозгласивший установление советской власти в Пермской губернии и сформировавший губернский исполнительный комитет, председателем которого стал большевик М. Н. Лукоянов.
Ещё до объявления красного террора отдельными представителями советской власти (как в случае с Михаилом Александровичем) или её официальными органами в Перми был предпринят ряд репрессивных акций. В частности, за контрреволюционную деятельность был арестован и убит архиепископ Пермский и Кунгурский Андроник, впоследствии причисленный Русской православной церковью к лику святых.
25 декабря 1918 года в Пермь вошли части Сибирской армии Радолы Гайды и после непродолжительных столкновений в районе железнодорожной станции Пермь-2 заняли город. Сдача города и дальнейшее продвижение белогвардейцев на запад были названы в ЦК РКП(б) «пермской катастрофой». После отчёта комиссии ЦК РКП(б) (под руководством И. В. Сталина и Ф. Э. Дзержинского) командование Восточного фронта РККА подготовило наступление для возврата Перми. К 20 июня 1919 года 2-я и 3-я армии красных вышли на дальние подступы к Перми, а 1 июля войска 3-й армии заняли город. При отступлении белогвардейцы сожгли почти весь Камский речной флот и взорвали железнодорожный мост через Каму.
Гражданская война, военный коммунизм и сопутствующая им хозяйственная разруха привели к деградации городского хозяйства Перми и, как следствие, — к резкому росту эпидемических заболеваний и сокращению числа населения города в начале 1920-х годов. В 1923 году город перестал быть губернским центром, так как согласно новому административно-территориальному делению была образована Уральская область с центром в Екатеринбурге.

### Советский период
3 ноября 1927 года состоялось объединение Перми и рабочего посёлка Мотовилиха в один город. В 1930 году началось строительство моторостроительного завода № 19 (позднее — завод имени Сталина, завод имени Свердлова, ныне — Пермский моторостроительный комплекс). В 1931 году Мотовилиха получила статус самостоятельного города под названием Молотово, а в 1938 году была снова включена в состав Перми под названием Молотовского района (сейчас — Мотовилихинский район).
По итогам переписи населения, проведённой в 1926 году, население Перми составило 84 804 человека (39 968 мужчин и 44 836 женщин). К переписи 1939 года, в связи с индустриализацией, население города выросло более чем в три раза и составило 306 тысяч человек.
Уже к 20 мая 1979 года население Перми насчитывало миллион человек, то есть за 50 лет увеличилось более чем в 10 раз (прирост населения в отдельные годы составлял 15 % и был самым большим среди всех городов Урала).

#### Под названием Молотов (1940—1957)
8 марта 1940 года Указом Президиума Верховного Совета СССР город был переименован в Молотов в честь В. М. Молотова, политического деятеля и председателя правительства СССР в 1930—1941 годах (в связи с его 50-летним юбилеем).
Указом Президиума ВС РСФСР от 18 января 1941 года был образован Кировский район за счёт включения в городскую черту города Молотова рабочего посёлка Закамска, пригородной зоны города Краснокамска и посёлков, объединяемых Закамским поселковым Советом.
Во время Великой Отечественной войны промышленность города была переориентирована на военные нужды. Машиностроительный завод имени Дзержинского был переведён на производство боеприпасов и других средств обороны, химический завод имени Орджоникидзе — на производство химических средств борьбы со вражеской техникой и сырья для боеприпасов.

Памятник героям фронта и тыла

Молотовская область стала одним из основных регионов, принимавших эвакуированное население и предприятия. В область было переведено 124 промышленных предприятия, из них в областном центре было размещено 64. На территории моторостроительного завода № 19 было размещено оборудование нескольких предприятий аналогичного направления.
В предвоенные и военные годы в Молотовской области было сформировано большое количество воинских частей, в том числе:
- 112-я стрелковая дивизия, сформированная со штабом в Перми во второй половине 1939 года[63];
- 243-я (62-я гвардейская) Молотовская танковая бригада 30-го (10 гвардейского) Уральского добровольческого танкового корпуса, сформированная в городе в 1943 году.

В послевоенные годы Молотов как крупный промышленный центр был включён в число 20 городов СССР, подлежащих атомной бомбардировке согласно плану войны против СССР (план «Totality»), разработанному в США в 1945 году, а также включался и в последующие подобные планы.
6 августа 1952 года Молотовский горисполком принял решение о включении в городскую черту г. Молотова населённых пунктов Соболи и Липовая Гора.
В 1955 году закончилось сооружение Камской гидроэлектростанции.

#### После 1957 года
2 октября 1957 года городу было возвращено название Пермь.
В 1958 году введена в эксплуатацию первая очередь Пермского нефтеперерабатывающего завода (ныне — ООО «Лукойл-Пермнефтеоргсинтез»).
1 февраля 1963 года в состав Индустриального района города Перми было включено село Верхние Муллы, на территории которого расположены органы власти Пермского района. Пермь стала административным центром Пермского района.
В 1967 году было завершено строительство Коммунального моста — автомобильно-пешеходного моста через Каму, связавшего центр города с правобережной частью.
18 марта 1965 года на корабле «Восход-2» космонавт А. А. Леонов совершил первый в истории человечества выход в открытый космос. Перед возвращением на Землю у корабля отказала система автоматической ориентации. П. И. Беляев вручную сориентировал корабль и включил тормозной двигатель. Посадка произошла в нерасчётном районе, в 180 км севернее Перми. После двух ночёвок в тайге космонавты были доставлены вертолётом в пермский аэропорт. Впоследствии часть Казанского тракта между аэропортом и городом была переименована в «шоссе Космонавтов».
22 января 1971 года город Пермь награждён орденом Ленина за успешное выполнение пятилетнего плана по развитию промышленного производства.
За годы советской власти в Перми возникли большие жилые районы, например, Городские горки и Балатово, реконструирован Комсомольский проспект, создана набережная Камы, осуществлена коренная перестройка улицы Ленина (в сторону железнодорожного вокзала Пермь II). Возведены такие крупные объекты, как комплекс зданий политехнического института (на правом берегу Камы), несколько кинотеатров, цирк, планетарий, здание областной библиотеки имени А. М. Горького, универмаг ЦУМ, много детских садов и яслей, школ, больниц, началось строительство Пермского метрополитена, однако проект так и не был реализован.

### Постсоветский период

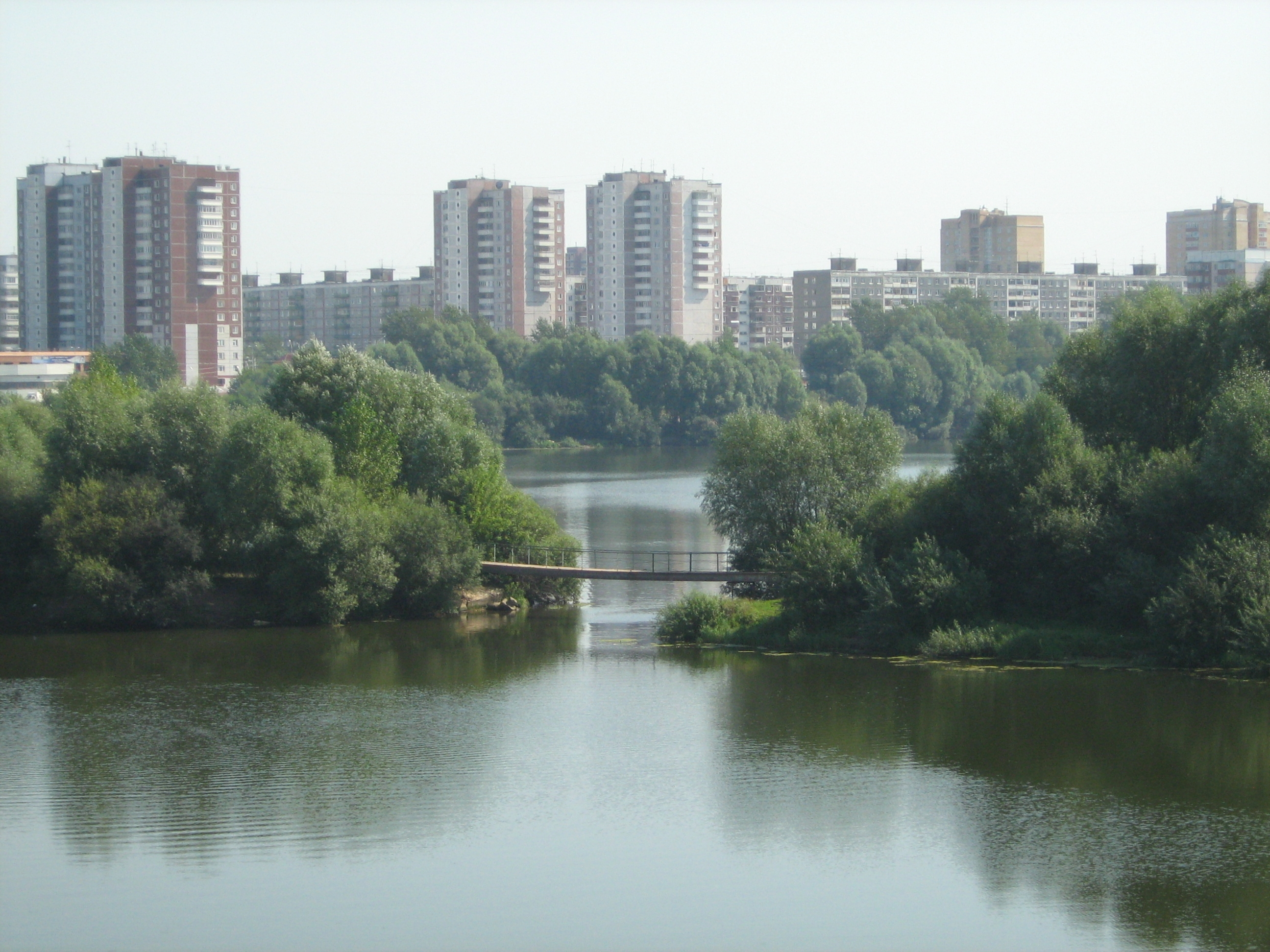
Микрорайон Парковый. Вид с моста по улице Строителей

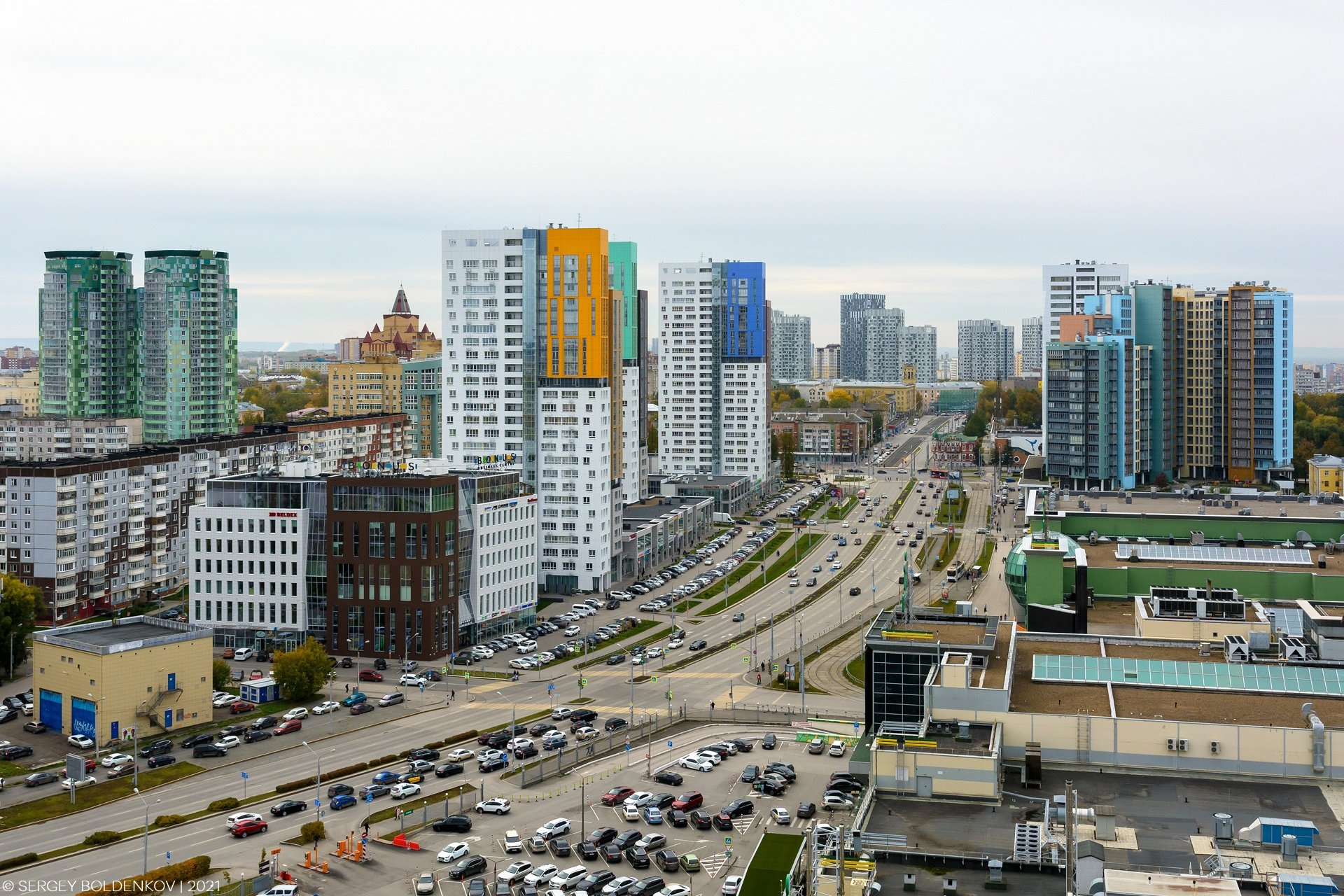
Улица Революции

Последствия общероссийского кризиса сказывались на разных сторонах жизни пермяков. В городе, как и по всей стране, сокращались объёмы промышленного производства, происходили задержки с выплатой зарплат и т. д. В начале 1993 года вспыхнула «бюджетная война» между городскими и областными властями и в течение нескольких лет продолжалась с переменным успехом. Кроме длительного судебного процесса, «бюджетная война» запомнилась, в том числе, приездом комиссии Верховного Совета, забастовкой «Скорой помощи», перебоями в работе общественного транспорта и уличного освещения.
20 марта 1994 года произошли впервые в постсоветской истории выборы в Пермскую городскую Думу. А 8 декабря 1996 года состоялись первые прямые выборы главы города. Уже в первом туре победу одержал Юрий Петрович Трутнев. Он занимал этот пост до 2000 года.
В 1990-е годы Пермь неофициально стала называться «столицей гражданского общества», часто можно услышать и «столица российского либерализма».
В 1990-е годы в городе были основаны ФК «Амкар» и ПБК «Урал-Грейт», в 2000-х добившиеся больших успехов в российском футболе и баскетболе («Амкар» играл в премьер-лиге, был финалистом Кубка страны и участником Кубка УЕФА, «Урал-Грейт» — двукратный чемпион России).
21 октября 2005 года была открыта 1-я очередь Красавинского моста — нового моста через Каму длиной 1736,95 метров. Строительство 2-й очереди моста завершено в сентябре 2008 года.
Конец 2000-х годов был омрачён рядом трагических происшествий, связанных с Пермью. 14 сентября 2008 года над территорией города потерпел крушение самолёт Boeing 737—500 рейса Москва-Пермь, погибло 82 пассажира и 6 членов экипажа. 5 декабря 2009 года произошёл пожар в ночном клубе, жертвами которого стали 156 человек, 78 пострадало.
Краеугольным камнем общественно-политической жизни Перми конца 2000-х — начала 2010-х годов стала новая культурная политика краевых властей, которая рассматривалась ими как основа для идеологической и экономической модернизации региона.
В июне 2010 года были отменены прямые выборы Главы города Перми.
20 сентября 2021 года на территории Пермского государственного университета произошло массовое убийство. Погибло 6 человек, пострадало около 40.

## Административное устройство

### Административное деление

Районы Перми

В рамках административно-территориального устройства края, Пермь является административно-территориальной единицей со статусом города краевого значения, который делится на 7 внутригородских районов, не являющихся муниципальными образованиями.
Районы города: Дзержинский (основан в 1936 году), Ленинский (1936), Свердловский (1936), Мотовилихинский (1938), Орджоникидзевский (1940), Кировский (1941), Индустриальный (1972).
Посёлок Новые Ляды как отдалённый микрорайон входит в городскую черту Перми и относится к Свердловскому внутригородскому району, при этом он имеет собственный территориальный орган администрации — администрацию посёлка Новые Ляды города Перми.
Перми подчинены 2 сельских населённых пункта: станция Адищево и Казарма 30 км.

### Городское самоуправление
В рамках организации местного самоуправления город Пермь с двумя сельскими населёнными пунктами (станция Адищево и Казарма 30 км) образует муниципальное образование Пермский городской округ.

#### Органы городского самоуправления

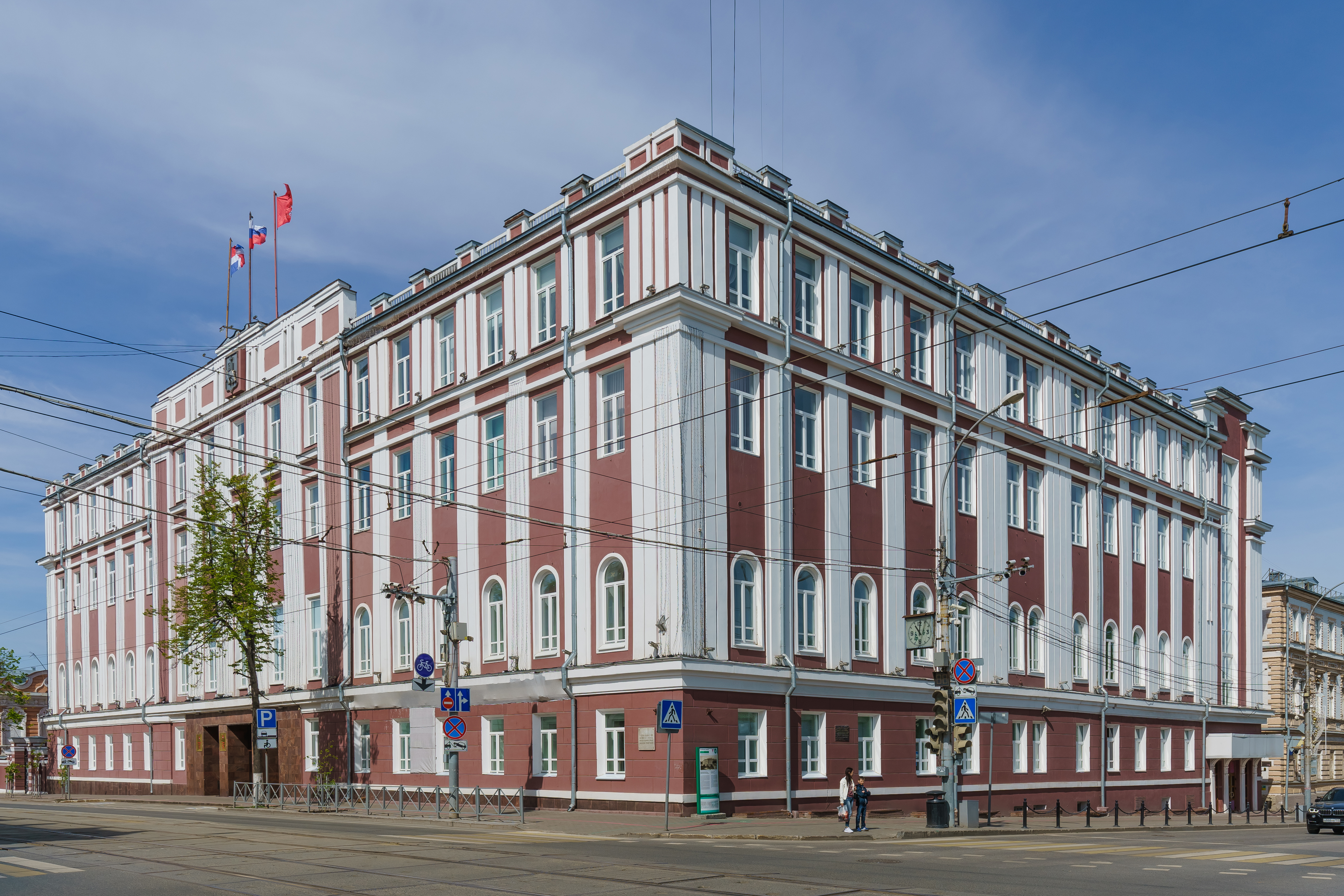
Здание администрации Перми и Пермской городской Думы

В соответствии с Уставом города Перми, который является основным нормативным правовым актом города, органами городского самоуправления являются:
- Пермская городская Дума;
- Глава города Перми — глава администрации города Перми (оба наименования равнозначны[76]);
- администрация города Перми;
- Контрольно-счётная палата города Перми.

Пермская городская Дума является постоянно действующим представительным органом городского самоуправления, состоит из 36 депутатов, избираемых населением по смешанной избирательной системе.
Председатель Думы избирается Думой из своего состава тайным голосованием.
Глава города Перми — глава администрации города Перми — высшее должностное лицо муниципального образования. Глава города Перми избирается Думой на 5 лет из числа кандидатов, представленных конкурсной комиссией по результатам конкурса. 22 августа 2023 года главой города назначен Эдуард Олегович Соснин.
Администрация города является исполнительно-распорядительным органом городского самоуправления, который возглавляет глава администрации города Перми (он же — Глава города Перми).

#### Официальная символика
Город Пермь имеет флаг, а также герб, утверждённый Указом Императрицы Екатерины II 17 июля 1783 года, имеющий следующее геральдическое описание: «В червлёном (красном) поле серебряный идущий медведь, несущий на спине золотое Евангелие и сопровождаемый во главе щита серебряным уширенным крестом».
Днём города признаётся 12 июня и приурочивается ко Дню принятия Декларации о государственном суверенитете Российской Федерации.

## Население

### Численность населения
Численность постоянного населения Перми — 1 027 518 чел. (2025 г.). На 1 января 2025 года по численности населения город находился на 15-м месте из 1124 городов Российской Федерации.
Численность населения Пермского городского округа (Пермь, станция Адищево и Казарма 30 км) — 1 027 521 чел. (2025). Численность сельского населения Пермского городского округа (станция Адищево и Казарма 30 км) — 7 чел. (2025 г.).

### Динамика численности населения
В 1979 году Пермь стала городом-миллионером. Максимальное значение численности населения по результатам переписи — 1 090 944 чел. (перепись 1989 года), по оценке — 1100 тыс. чел. (1991).
После 1991 года численность населения начала сокращаться и к началу 2004 года упала ниже отметки в миллион жителей, составив 994,6 тыс. чел. (оценка Росстата).
Пермь смогла вернуть статус города-миллионера лишь в 2011 году, когда население города составило 1 000 672 чел. (оценка на 01.01.2012).
| 1811       | 1840       | 1856       | 1863       | 1897       | 1913       | 1914       | 1920       | 1923       |
| ---------- | ---------- | ---------- | ---------- | ---------- | ---------- | ---------- | ---------- | ---------- |
| 3100       | ↗12 000    | ↘9500      | ↗19 200    | ↗45 205    | ↗50 000    | ↗68 100    | ↗70 026    | ↘67 400    |
| 1926       | 1931       | 1933       | 1937       | 1939       | 1956       | 1959       | 1962       | 1967       |
| ↗82 249    | ↗122 712   | ↗170 500   | ↘165 825   | ↗255 236   | ↗538 000   | ↗629 118   | ↗701 000   | ↗796 000   |
| 1970       | 1973       | 1975       | 1979       | 1982       | 1985       | 1986       | 1987       | 1989       |
| ↗850 324   | ↗901 000   | ↗959 000   | ↗999 157   | ↗1 028 000 | ↗1 062 000 | ↘1 061 000 | ↗1 075 000 | ↗1 090 944 |
| 1990       | 1991       | 1992       | 1993       | 1994       | 1995       | 1996       | 1997       | 1998       |
| ↘1 044 000 | ↗1 100 000 | ↘1 099 000 | ↘1 093 000 | ↘1 086 000 | ↘1 033 000 | ↘1 029 000 | ↘1 025 000 | ↘1 023 000 |
| 1999       | 2000       | 2001       | 2002       | 2004       | 2005       | 2006       | 2007       | 2008       |
| ↘1 017 100 | ↘1 009 700 | ↘1 004 800 | ↘1 001 653 | ↘994 600   | ↘989 500   | ↗993 300   | ↘990 200   | ↘987 234   |
| 2009       | 2010       | 2011       | 2012       | 2013       | 2014       | 2015       | 2016       | 2017       |
| ↘985 794   | ↗991 162   | ↗991 882   | ↗1 000 672 | ↗1 013 887 | ↗1 026 477 | ↗1 036 469 | ↗1 041 876 | ↗1 048 005 |
| 2018       | 2019       | 2020       | 2021       | 2023       | 2024       | 2025       |            |            |
| ↗1 051 583 | ↗1 053 938 | ↗1 055 397 | ↘1 034 002 | ↘1 027 153 | ↘1 026 908 | ↗1 027 518 |            |            |

### Национальный состав
Национальный состав населения Перми по переписи 2010 года, сведения о национальности были получены у 907 955 (91 %) человек, из них: русские — 823 333 чел. (90,7 %), татары — 34 253 чел. (3,8 %), башкиры — 7729 чел. (0,8 %), коми-пермяки — 7301 чел. (0,8 %), украинцы — 6507 чел. (0,7 %), удмурты — 4847 чел. (0,5 %), другие — 23 985 чел. (2,7 %).

## Экономика

### Промышленность
Пермь — главный экономический центр Пермского края и один из крупнейших экономических центров России. В 2003 году Пермь заняла 6-е место в рейтинге предпринимательского климата российских городов. В 2012 году опубликован рейтинг самых перспективных мегаполисов по версии журнала «Русский репортёр», в котором Пермь заняла 4-е место. По данным Росстата, производственные и экономические показатели Перми постоянно увеличиваются. Средний заработок в Перми в 2018 году, по данным официальной статистики, — 44 863,7 руб. Экономика города характеризуется, прежде всего, развитой тяжёлой промышленностью. Ведущие отрасли: электроэнергетика, нефтегазопереработка, машиностроение, химия и нефтехимия, деревообработка, полиграфия и пищевая промышленность.

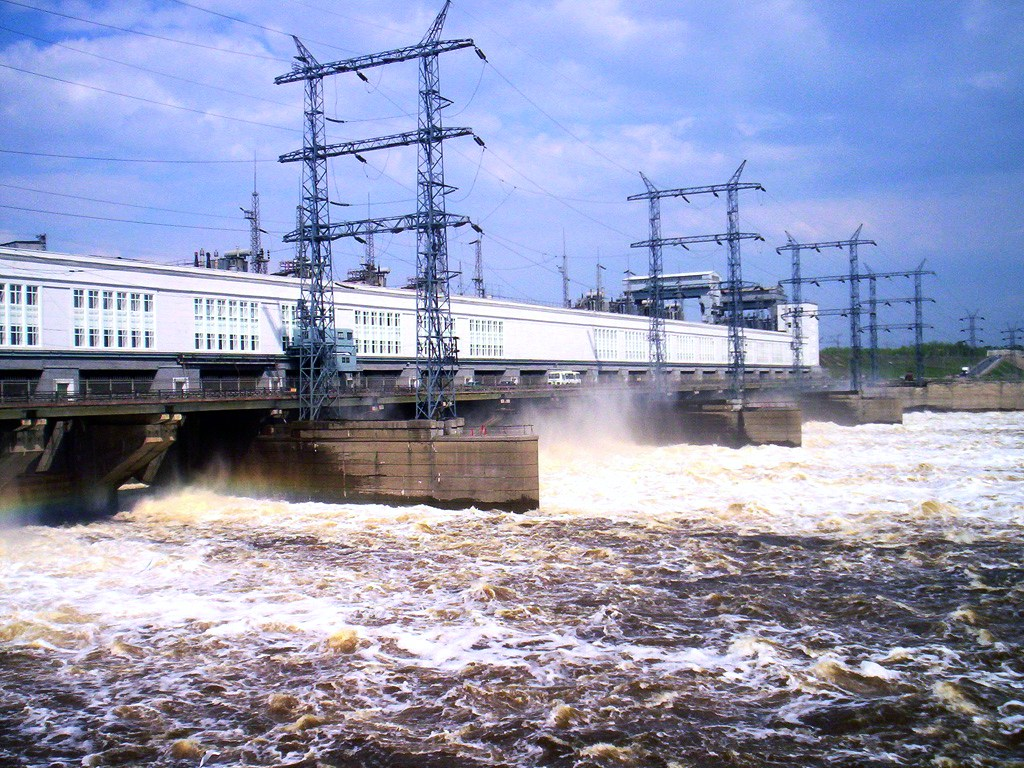
Камская ГЭС

В 2013 году Пермь заняла 6-е место в рейтинге 250 крупнейших промышленных центров России.
До 2014 года в Перми находился головной офис ТГК-9, в состав которой входили генерирующие мощности на территории Пермского края, Свердловской области и Республики Коми. Непосредственно на территории города располагаются Камская ГЭС и четыре ТЭЦ: № 6, № 9, № 13, № 14. В 2014 году ТГК-9 вошло в состав компании Т Плюс.
Нефтегазоперерабатывающая промышленность представлена предприятием «Лукойла» — заводом «Лукойл-Пермьнефтеоргсинтез», включившим в себя в 2014 году газоперерабатывающий завод «Лукойл-Пермнефтегазпереработка». Дочерние организации «Газпрома» в Перми — газосбытовая компания «Газпром межрегионгаз Пермь» и газораспределительная «Газпром газораспределение Пермь».
В машиностроении значительную долю составляют предприятия военно-промышленного комплекса. Основная продукция: артиллерийские системы, авиационные двигатели и газоперекачивающие установки, нефтепромысловое и горно-шахтное оборудование, электрические и бензомоторные пилы, аппаратура связи, дорожно-строительная техника, речные суда, электроинструменты. Крупнейшие предприятия отрасли:
- «Мотовилихинские заводы»;

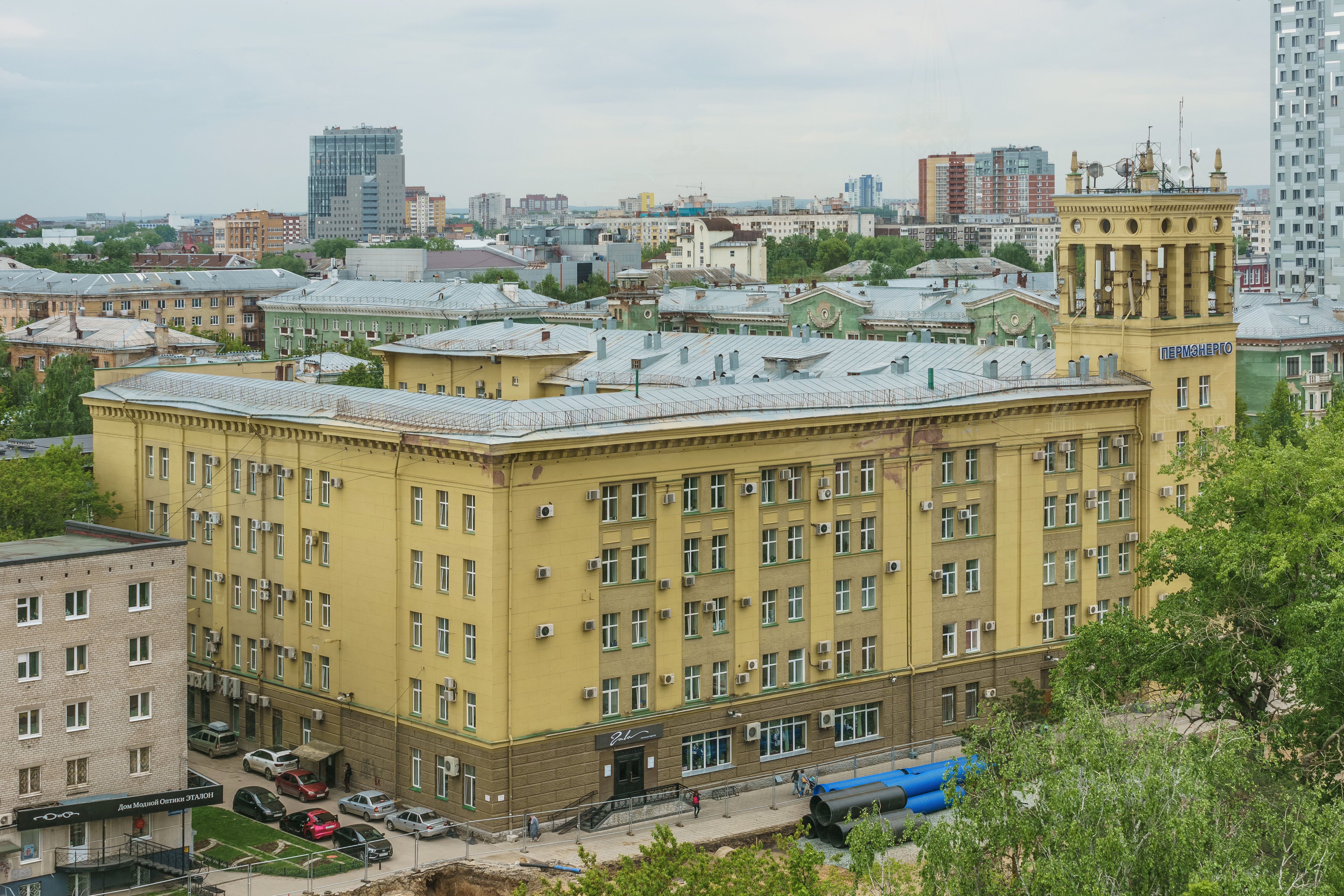
Здание «Пермэнерго»

- Пермский моторостроительный комплекс;
- Пермская научно-производственная приборостроительная компания;
- Морион;
- НПО Искра;
- завод «Машиностроитель»;
- Новомет;
- Пермский судостроительный завод «Кама»;
- Пермский мотовозоремонтный завод.

Предприятия химической и нефтехимической промышленности производят лаки и краски, взрывчатые вещества, минеральные удобрения, синтетические моющие средства, активированный уголь и другую продукцию. Крупнейшие предприятия отрасли:
- «Минеральные удобрения»;
- «Сибур-Химпром»;
- «Галоген»;
- Пермский пороховой завод.

Крупнейшие предприятия деревообрабатывающей промышленности: «Пиломатериалы „Красный Октябрь“», Пермский домостроительный комбинат, Закамская мебельная фабрика, «Драцена», «Пермский картон». Действует крупное полиграфическое производство — Пермская печатная фабрика Гознака, на ней производят документы государственного образца, денежные знаки, причём не только для нужд России, но и по заказу других государств.
В городе располагается несколько десятков предприятий пищевой промышленности (крупнейшие — Пермский мясокомбинат, молочный комбинат «Пермский», Пермская кондитерская фабрика, кондитерская фабрика «Камская» (принадлежит Nestlé).
В Перми расположено одно из крупнейших в России предприятий по производству велосипедов — «Форвард».

### Рынок финансовых услуг

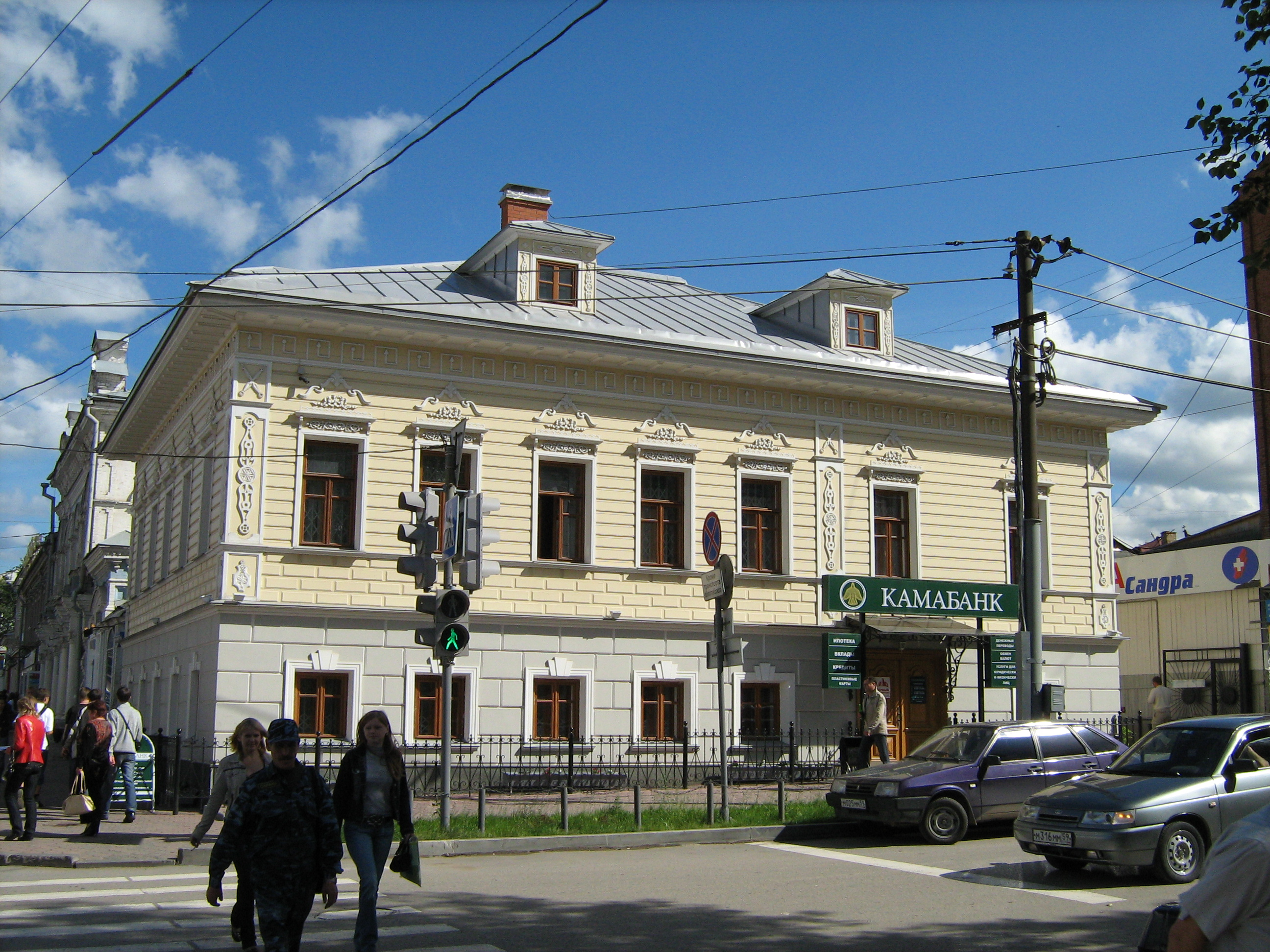
Офис «Камабанка»

На 2021 год в Перми действует 54 банка, большинство из которых — инорегиональные, местных банков только три: «Урал ФД», «Банк Пермь» и «Почта Банк».
Лидер банковских услуг Перми — пермское отделение Сбербанка России. Самым крупным региональным банком является «Урал ФД». Помимо Сбербанка в десятку крупнейших банков Перми по активам входят: «Альфа-банк», «ВТБ», «Газпромбанк», «Райффайзенбанк», «Россельхозбанк», «Росбанк», «Совкомбанк» и «ЮниКредит Банк».
В Пермском крае функционируют брокерские компании Alpari, Teletrade, ФИНАМ, БКС и Forex Club, а также местные инвестиционные компании «Витус» и «Пермская фондовая компания».

### Потребительский рынок
В Перми расположены магазины ряда международных и федеральных сетей: «Магнит», «Пятёрочка», «Лента», «Спортмастер», «М.видео», «Эльдорадо», «Finn Flare», «SELA», «Savage», «Детский мир», «Седьмой континент». Также в городе действует аптечная сеть «36,6». В марте 2015 года открылся первый в Перми гипермаркет «Ашан».
Крупные местные розничные сети: «Лион» и «Берег»; сеть магазинов по продаже бытовой техники и электроники «Сатурн-Р»; сеть кафе быстрого обслуживания «Алендвик».
Крупнейшие торговые центры:
- «Аврора», «Айсберг» и «Айсберг-Modern», «Алмаз», «Гостиный двор», «Домино», «Разгуляй», «Кит», «Колизей» («Колизей-Атриум» и «Колизей-синема»), «Лайнер», «Петропавловский», «Планета», «Семь пятниц», торгово-развлекательный комплекс «Семья», «СпешиLove», «Товары Прикамья», ЦУМ, «Шоколад», ТРЦ «Планета»;
- торгово-развлекательные комплексы «Карнавал», «Столица»; тематический торговый центр «Баумолл»; торгово-офисный центр Star Moll; «IMALL Эспланада».

## Телекоммуникации

### Сотовая связь
В Перми действуют сети операторов сотовой связи «Tele2 Россия», «Ростелеком», МТС, «МегаФон», «Билайн», «Сбермобайл» и Yota. У компании «Билайн» в городе располагается крупнейший центр поддержки клиентов (call-центр).

### Проводная телефонная связь
С 20 августа 2005 года в связи с исчерпанием номерной ёмкости применяются семизначные номера — к старым добавилась цифра 2 в начале.
По состоянию на 2013 год в Перми услуги проводной телефонной связи предоставляют операторы: Ростелеком (Домашний телефон), МТС (Междугородная, международная связь), Билайн (Домашний телефон), ЭР-Телеком (Дом.ru).

### Интернет
По итогам I квартала 2011 года количество домохозяйств в Перми, имеющих постоянный доступ в Интернет, превысило 250 тысяч. Уровень проникновения услуг широкополосного доступа (69 %) достаточно высок по сравнению с общероссийскими показателями. По типам подключения преобладает технология Ethernet (65,5 %) — по проникновению высокоскоростных оптоволоконных линий связи Пермь занимает первое место в России.
Структура абонентской базы рынка интернет-провайдеров Перми: «ЭР-Телеком» (Дом.ru) — 55 %; МТС (Домашний Интернет) — 20,8 %; «Ростелеком» (Домашний интернет) — 17,2 %; «Билайн» (Домашний интернет) — 5 %, другие провайдеры — 2 %.
В Перми находится штаб-квартира компании «ЭР-Телеком», входящей в десятку крупнейших телекоммуникационных компаний России. В 1994 году в Перми было создано ОАО «Уралсвязьинформ», ставшее впоследствии крупнейшим оператором телекоммуникационных услуг и монополистом в области телефонной связи Уральского региона.

## Городская планировка

### Историческая застройка

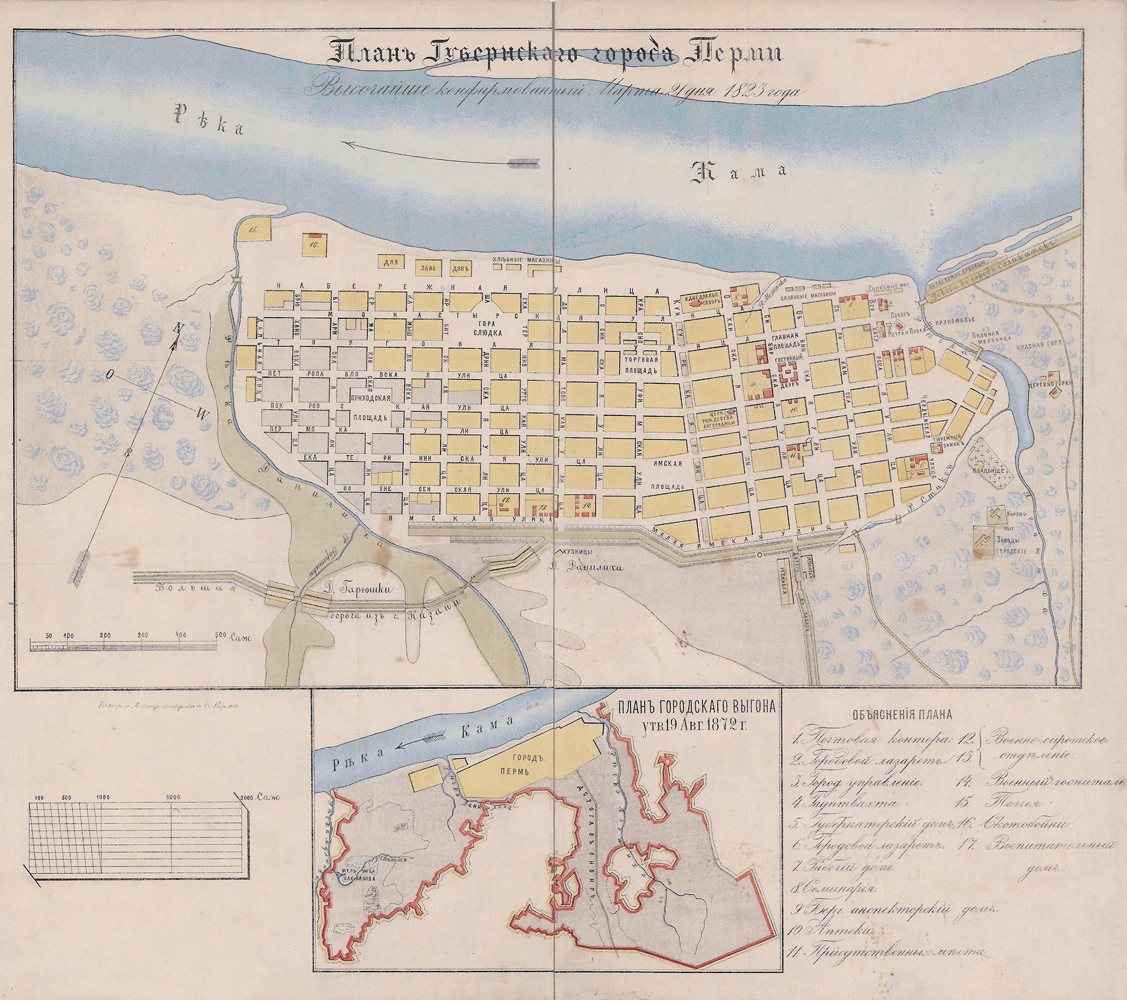
План Перми, 1823 год

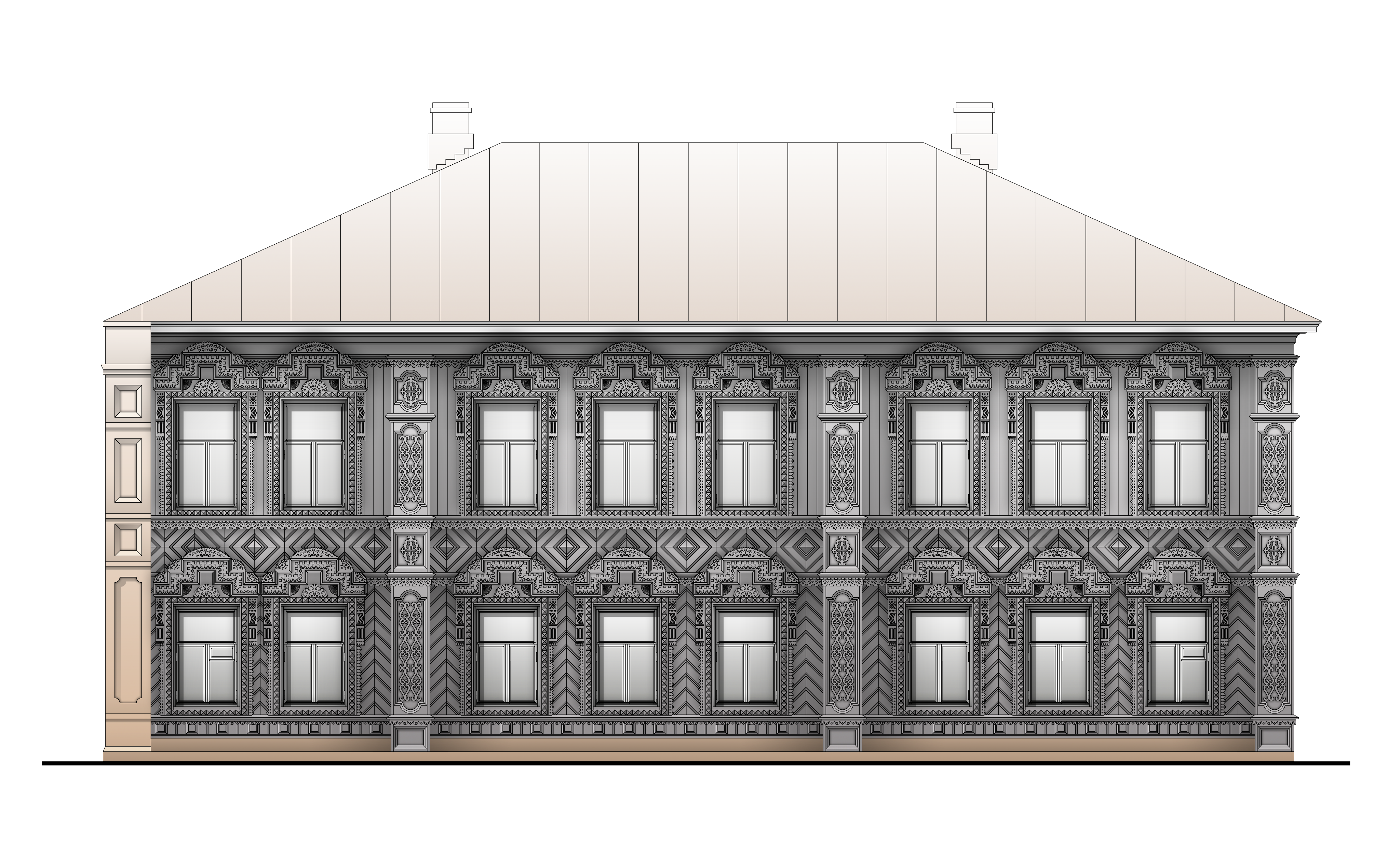
Двухэтажный дом по адресу ул. Клименко, 14а. Типичный пример деревянной застройки Перми конца XIX — начала XX веков

На раннем строительном плане Перми, чертеже 1782 года губернского землемера А. Е. Грубера, изображены постройки Егошихинского завода с посёлком и намечаемые кварталы губернского города. Особые заслуги при создании планировки города принадлежат губернатору К. Ф. Модераху. Именно он в начале XIX века определил основные принципы формирования структуры города. Как большинство городов, планировка которых создавалась в тот период, Пермь получила прямые перпендикулярные улицы и широкие проспекты. В целях пожарной безопасности расстояния между домами были большими. Все широтные улицы были расположены параллельно Каме, а меридиональные — перпендикулярно. В январе 1784 года был утверждён план губернского города Перми.
В дореволюционный период город развивался преимущественно вдоль Камы, но уже к середине XIX века многие общественные здания и дома именитых граждан города строились на улице Сибирской. Расположенная к Каме перпендикулярно, она связывала удобные сходы к речному порту и Сибирский тракт.
В целом историческая застройка отличается значительным типологическим разнообразием. В 1764 году в Перми был построен Петропавловский собор (ул. Советская, 1) — первое каменное (кирпичное) строение города. В начале и середине XIX века каменные здания в центре Перми появлялись, как правило, на месте сгоревших деревянных строений. Можно сказать, что благодаря этому губернский город Пермь обладал образцами почти всех архитектурных стилей и направлений, имевших распространение в дореволюционной России.
В советские времена в Перми появились здания в стиле конструктивизма и сталинского ампира.

### Современная планировка города
Жилая застройка, а также промышленное производство и общественно-деловые кварталы расположены, в основном, в левобережной части Перми. Всего в городе около 1300 улиц и переулков. В правобережной части города расположено крупнейшее городское кладбище «Северное».
При общей протяжённости левого берега Камы в пределах городской черты Перми около 30 км городская набережная имеет длину примерно 2,5 км. Есть мнение, что «Перми никогда не везло с набережной» — действительно, вблизи неё проходит железная дорога, усложняющая спуски к набережной, а многочисленные промышленные предприятия, занимающие левый берег Камы, загрязняют прибрежные воды. До создания в 1960-х годах в районе бывших камских пристаней благоустроенной пешеходной зоны горожане и гости Перми любили прогуливаться по верхней набережной части — от сквера Решетникова в направлении вниз по течению Камы до начала зоны промышленных предприятий (около 1,8 км).
Железная дорога с полосой отвода, проходящая по левому берегу Камы, была названа основной проблемой в затянувшейся в 2010-х годах реконструкции набережной. В 2017 году появилась информация, что с ОАО «РЖД» достигнута договорённость о ликвидации железнодорожного движения на участке от Перми II до КамГЭС с указанием срока — к празднованию 300-летия Перми. Жители Перми высказались против этого проекта.

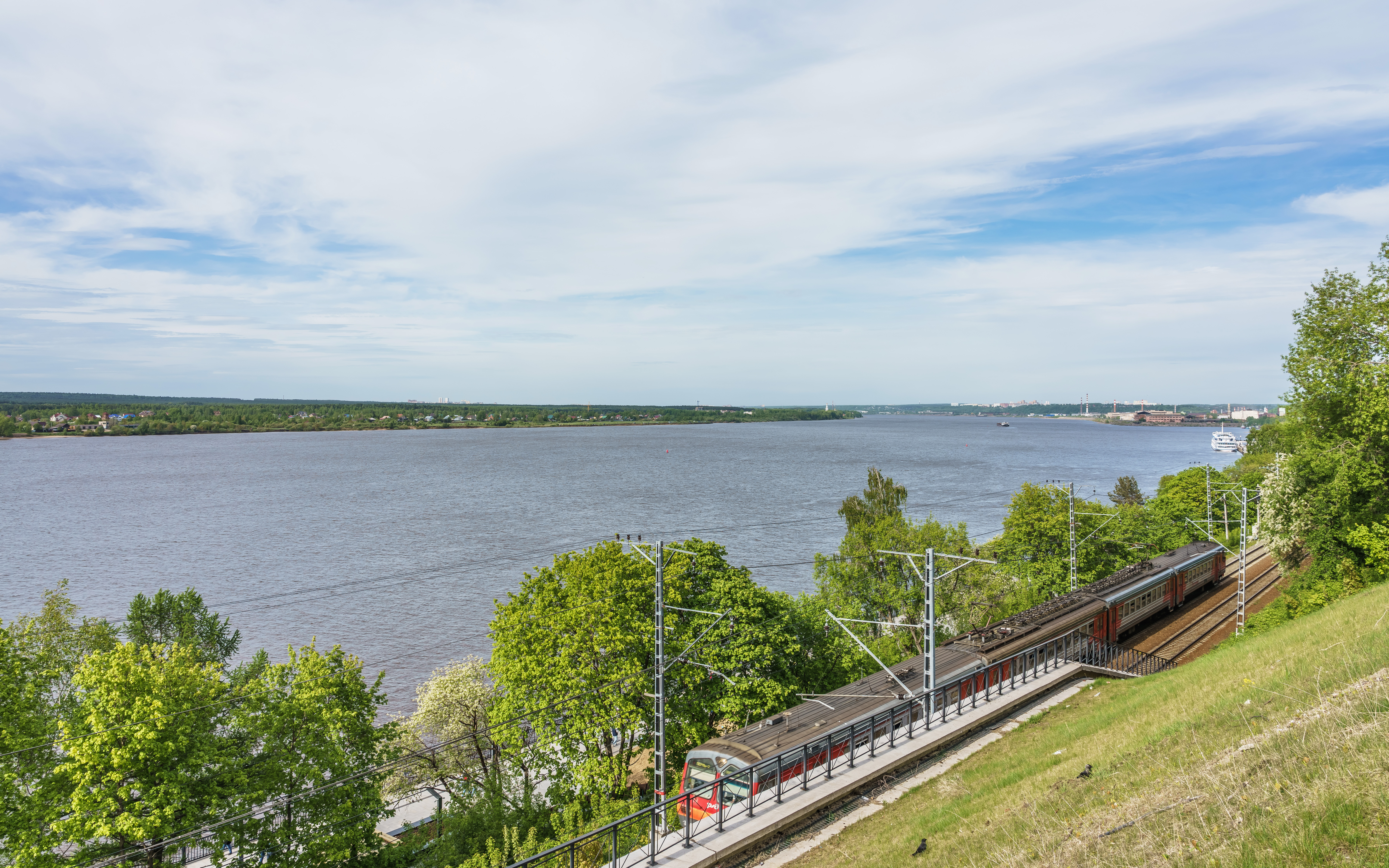
Железная дорога вдоль набережной

В Перми находится самая длинная улица в России — Восточный обход, протяжённость 22,6 км.
| Широтные | Меридиональные |
| --- | --- |
| - улица Ленина - улица Екатерининская - улица Луначарского - улица Монастырская - улица Пушкина - улица Революции - Парковый проспект - шоссе Космонавтов - улица Мира - улица Уральская - улица Маршала Рыбалко - улица Соликамская | - улица Горького - Комсомольский проспект - улица Сибирская - бульвар Гагарина - улица Куйбышева - улица Героев Хасана - улица Попова - улица Карпинского - улица Н. Островского |

### Парки, сады, скверы
Крупнейшие по площади объекты озеленения общего пользования по каждому из районов города:
- Дзержинский район — Парк культуры и отдыха «Балатово», 166 097 м²;
- Индустриальный район — Парк у Андроновских прудов, 151 949 м²;
- Кировский район — Парк культуры и отдыха Кировского района, 471 220 м²;
- Ленинский район — Эспланада, 137 978 м²;
- Мотовилихинский район — Сквер им. Розалии Землячки, 26 670 м²;
- Орджоникидзевский район — Парк культуры и отдыха им. А. П. Чехова, 79 502 м²;
- Свердловский район — Парк поселения «Сад им. Максима Горького», 82 316 м²;
- посёлок Новые Ляды — Сквер по ул. 40 лет Победы, 48 972 м².

### Зелёные насаждения
Площадь зелёных насаждений в Перми по состоянию на 2000 год составила:
| Категория зелёных насаждений                                                                       | Площадь |
| -------------------------------------------------------------------------------------------------- | ------- |
| общего пользования (сады, парки, скверы, бульвары)                                                 | 751 га  |
| ограниченного пользования (внутри жилых кварталов, на территории школ, больниц, других учреждений) | 1039 га |
| специального назначения (питомники, санитарно-защитные насаждения, кладбища и т. д.)               | 1020 га |

Преобладающие породы деревьев: тополь, клён, клён ясенелистный, сосна, берёза, ива.

## Транспортная и общегородская инфраструктура
Пермь — один из крупнейших транспортных узлов России. Город занимает особо выгодное географическое положение, так как находится в центре страны на пересечении железнодорожного пути из Европы в Азию (Транссибирская магистраль) с водным путём субмеридионального направления к пяти морям.

### Железнодорожный транспорт

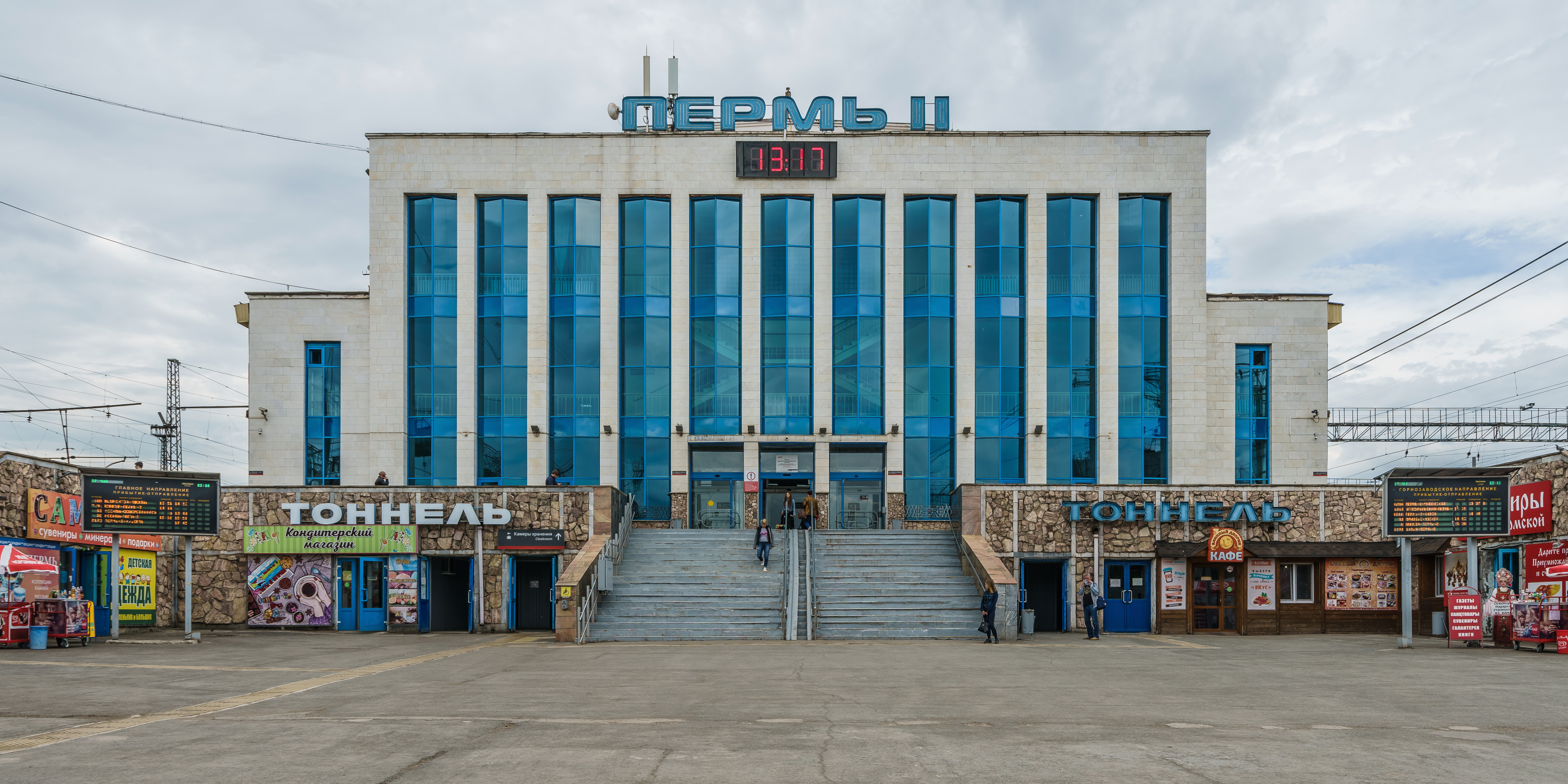
Железнодорожный вокзал Пермь II

Пермь является крупнейшим железнодорожным узлом Пермского отделения Свердловской железной дороги (ранее — Пермская железная дорога имени Л. М. Кагановича). На станции Пермь II движение поездов осуществляется по трём направлениям:
- западному (Казань, Москва, Санкт-Петербург);
- восточному (Кунгур, Екатеринбург → Владивосток);
- горнозаводскому (Углеуральская, Нижний Тагил, Приобье).

Горнозаводское направление в свою очередь разделяется после станции Лёвшино на две ветки: в направлении станции Углеуральской и в направлении станции Чусовской. Имеется железнодорожная ветка, проходящая по правобережной части города, по плотине Камской ГЭС.
Через Пермь проходят пассажирские поезда, связывающие Центральный, Северо-Западный, Волго-Вятский районы страны с Уралом, Сибирью и Дальним Востоком, Москву — со столицами Монголии и Китая, Санкт-Петербург — со столицей Казахстана.

### Воздушный транспорт
«Воздушными воротами» Перми является аэропорт Большое Савино, имеющий статус международного.
30 ноября 2017 года, после двух с небольшим лет строительства, был открыт новый терминал Большое Савино. Его площадь составляет 29 тыс. м², а планируемый максимальный пассажиропоток составляет 4,5 млн человек в год. Планируется, что ввод в эксплуатацию нового терминала приведёт к увеличению числа авиакомпаний, осуществляющих полёты из Перми, расширению географии полётов.
До 2000-х годов в Перми существовал аэропорт Бахаревка, откуда до начала 1990-х годов выполнялись местные рейсы в населённые пункты Пермского края.

### Автомобильный транспорт

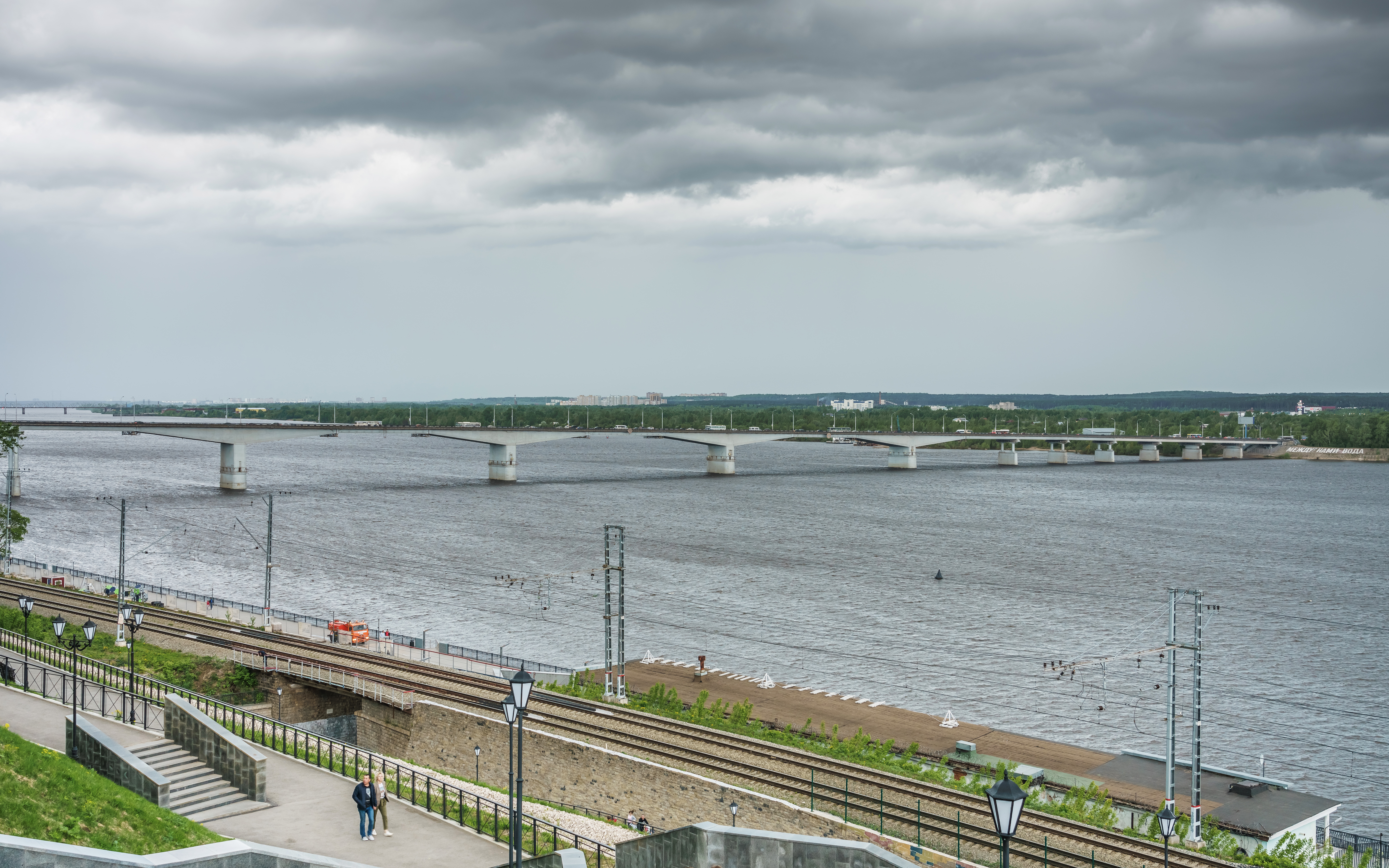
Автомобильный мост через Каму

К Перми существует подъезд с автодороги М7 E 22 (участок Елабуга — Ижевск — Пермь), в Перми начинается федеральная автодорога Р242 E 22 (Пермь — Екатеринбург). На начало 2011 года город имеет автодорожные выходы в соседние Удмуртию (три), Башкортостан (один) и Свердловскую область (два, один из которых связывает город также с Тюменью, а второй станет частью федеральной автодороги Пермь — Томск «Северная широтная магистраль»). Построена автодорога до границы с Кировской областью, которая станет частью федеральной автомагистрали Санкт-Петербург — Екатеринбург. Строится автомобильная дорога до Сыктывкара через Коми-Пермяцкий округ. В 1996 году введены в эксплуатацию автомобильный мост через реку Чусовая и автомобильная дорога Пермь — Березники, что позволило кратчайшим путём соединить с областным центром города Верхнекамья.

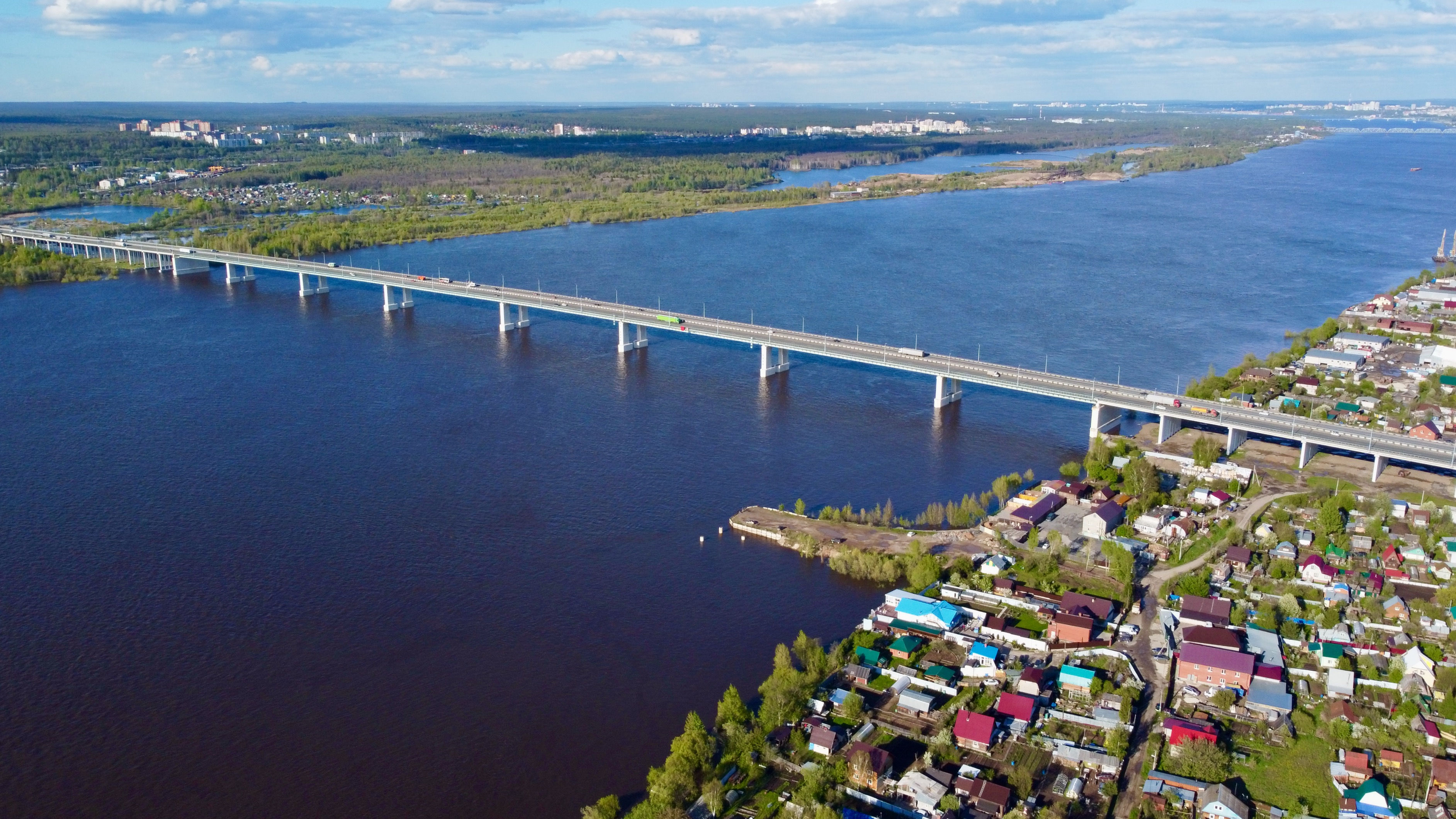
Красавинский мост

В октябре 2005 года пущена в эксплуатацию первая очередь Красавинского моста — нового автодорожного моста через Каму, который позволил разгрузить от транзитного транспорта центр города. В 2008 мост запущен полностью, а также открыт Южный обход, соединивший Красавинский мост с Восточным обходом. Красавинский мост лишь частично решил проблему связи правобережных районов с центром города. Проект строительства следующего автомобильного моста через Каму планировалось подготовить к 2020 году. Из рассматриваемых 9 вариантов расположения створа моста в 2017 году осталось 4 приоритетных:
- с выходом на площадь Гайдара;
- в створе улицы Крисанова;
- с выходом в долину реки Егошихи;
- в створе улицы Смирнова в Мотовилихе.

В 2013 году губернатор Пермского края Виктор Басаргин выбрал створ для строительства нового третьего автомобильного моста через Каму, с выходом к площади Гайдара в районе вокзала Пермь II. Дорога к новому мосту проектировалась как продолжение улицы Советской Армии через Черняевский лес. Для этой дороги планировалось создать дорогостоящий транспортный узел с несколькими протяжёнными автодорожными тоннелями. Губернатор намеревался открыть новый мост в течение ближайших пяти лет, хотя многие пермяки выступают за сохранение Черняевского леса, и добиваются строительства моста примерно в десяти километрах выше по течению Камы, для кратчайшей автомобильной связи Мотовилихи с Верхней Курьёй, между которыми в летнее время регулярно курсирует речной трамвай, а зимой горожане переходят в этом месте Каму по льду.
Автобусами и маршрутными такси Пермь связана со многими населёнными пунктами Пермской агломерации, всеми центрами административных территорий края, а также Ижевском, Воткинском, Сарапулом, Набережными Челнами, Нижнекамском, Уфой, Нефтекамском, Оренбургом, Тольятти, Екатеринбургом, Красноуфимском, Челябинском, Самарой, Чебоксарами. 30 июня 2008 года сдан в эксплуатацию после реконструкции автовокзал «Южный».

### Речной транспорт
Протекающая по городу река Кама является важным звеном единой глубоководной системы Европейской части России, в свою очередь связанной с водными путями европейских стран. В Перми находятся два самых восточных речных порта Европы: порт Пермь и порт Лёвшино. Из Перми можно осуществлять перевозку грузов в порты Балтийского, Белого, Чёрного, Азовского и Каспийского морей, речные порты Большого Европейского кольца.
Через Пермь проходят водные грузовые пути. Из городов Березники, Соликамск речным грузовым транспортом перевозятся различные грузы, в основном минеральные удобрения и калийные соли. Раньше Кама была одной из крупнейших транспортных водных артерий, но с развалом Камского речного пароходства (ныне — ОАО «Судоходная компания „Камское речное пароходство“» магната М. А. Антонова) судоходство через Пермь значительно сократилось.
Туристическими маршрутами Пермь связана с Санкт-Петербургом, Москвой, Ростовом-на-Дону, Кижами и городами на Волге. Из Перми отправляются туристские теплоходы «Владимир Маяковский», «Михаил Кутузов», «Павел Бажов», «Козьма Минин», «Александр Фадеев».

### Городской общественный транспорт
Внутригородские перевозки осуществляются автобусами, трамваями, маршрутными такси и электропоездами. Общественный транспорт появился в Перми в 1926 году, когда было открыто автобусное сообщение между Мотовилихой и центром города.
7 ноября 1929 года было открыто движение трамваев. Первая трамвайная линия начиналась в районе нынешней площади Восстания, пересекала реку Егошиху по старому мосту и проходила по улице Ленина до пересечения с улицей Куйбышева. Первый трамвайный парк находился в Разгуляе. В 1930 году линию от улицы Куйбышева продлили до железнодорожного вокзала станции Пермь II.
В 1960 году было открыто движение троллейбусов. Первая линия проходила по Комсомольскому проспекту от улицы Коммунистической до Комсомольской площади.
По состоянию на февраль 2018 года в городе действовало около 63 автобусных, 9 трамвайных и 6 троллейбусных маршрутов, а также 11 — маршрутных такси. 1 июля 2019 года троллейбусное движение в Перми было полностью закрыто.
В 1970-х годах, а затем в 1982 году появились проекты строительства пермского метро, но в 1990-х годах разработка была фактически прекращена. Метро вновь стало обсуждаться в начале 2000-х годов, город даже попал в Федеральную программу строительства метрополитенов до 2020 года, но проект так и не был реализован.
30 апреля 2022 года было запущено движение по центральному кольцу и по четырём диаметральным направлениям.

### Велосипедное движение
В Перми развивается велосипедная сеть и сопутствующая ей инфраструктура; велосипед пока играет незначительную роль в городской транспортной системе и в большинстве случаев используется для развлекательных и рекреационных поездок.
Тем не менее, генеральный план Перми, принятый в начале 2011 года, содержит оценку потенциала и преимуществ велосипедного движения в качестве одного из видов городского транспорта. Генплан предусматривает развитие в городе сети велосипедного движения протяжённостью около 750 км. Мастер-план Перми предусматривает развитие велосипедной сети в две фазы: усовершенствование существующей сети велосипедных маршрутов в городском центре и введение велосипедных зон в других районах города с обеспечением их сообщения с городским центром.
В 2009—2010 годах в рамках реализации концепции развития велосипедного движения были организованы велосипедные дорожки на центральных улицах Перми, а также в отдельных микрорайонах.
В 2024 года в Перми фактически была парализована работа кикшерингов: в городском центре и на улицах особого градостроительного значения была запрещена парковка электросамокатов и других СИМ. После этого операторы микромобильности заменили электросамокаты на электровелосипеды. Вопреки критике общественников и протестов на публичных слушаниях, местные власти распространили запрет парковки и на велосипеды (не только электрические), в том числе на обустроенных велопарковках.

## Образование и наука
Пермь — крупный научный центр, где сосредоточен ряд институтов Уральского отделения Российской академии наук, десятки научно-исследовательских и проектных институтов, семь высших учебных заведений, ведущих разнообразные научные исследования прикладной и фундаментальной тематики. Некоторые из научных организаций объединены в Пермский научный центр УрО РАН. Его ядро составляют Институт механики сплошных сред и Институт технической химии.

### Высшие учебные заведения

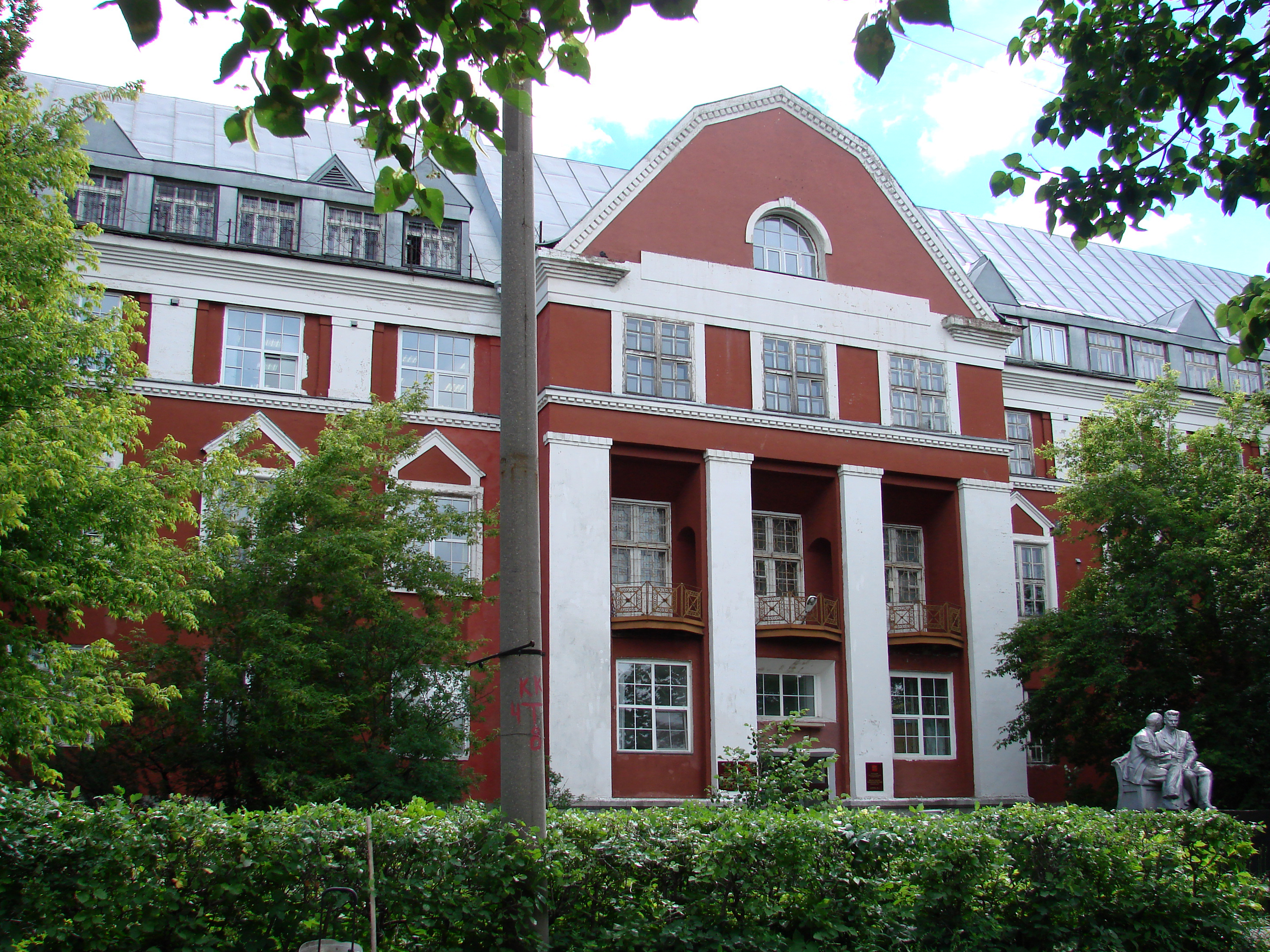
Пермский государственный университет. Корпус № 2

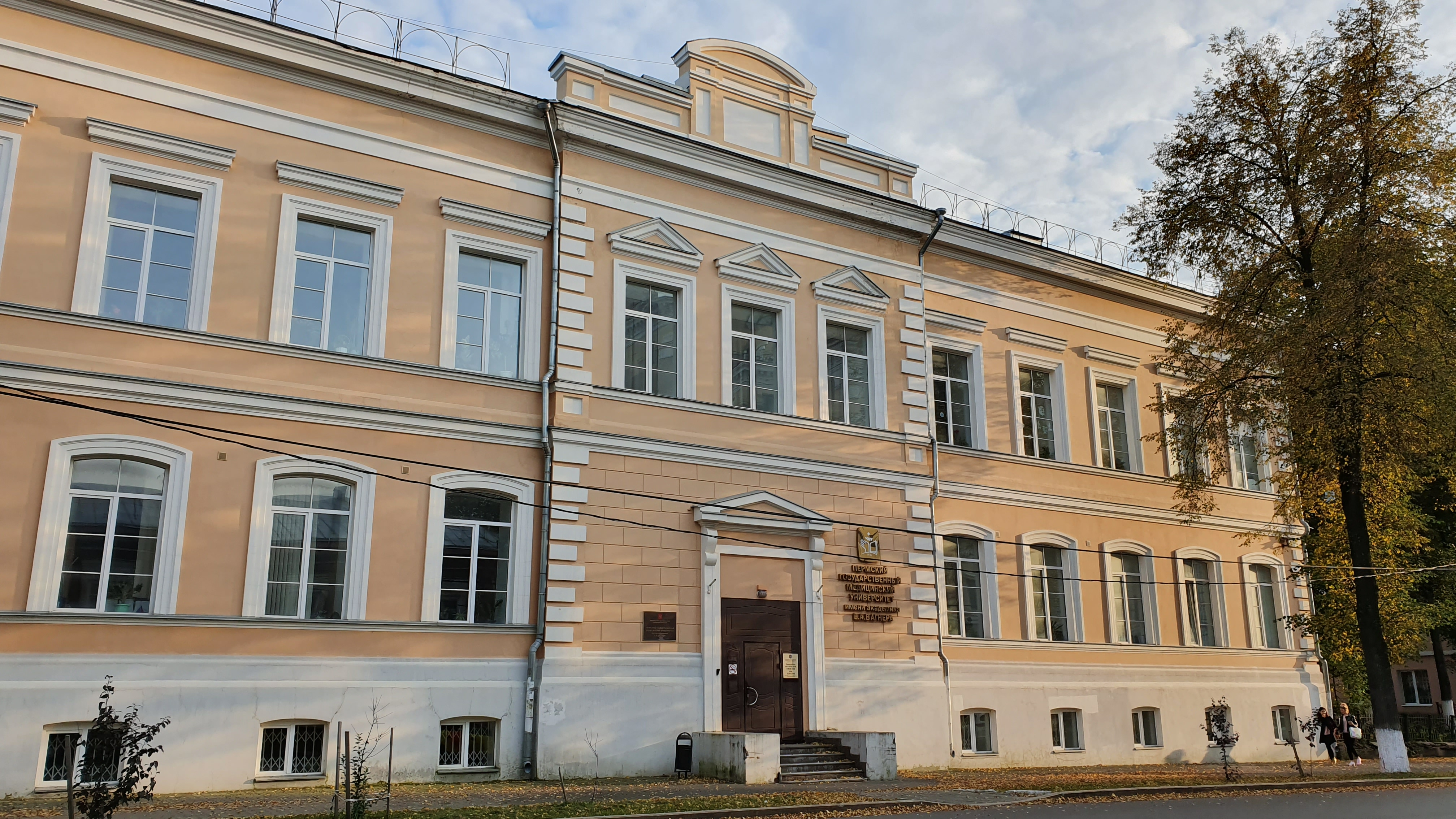
Пермский государственный медицинский университет им. ак. Е. А. Вагнера, Административный корпус

Открытие первого университета на Урале состоялось 1(14) октября 1916 г. Свой первый учебный год университет проработал как Пермское отделение Петроградского университета, уже на базе которого в июле 1917 года был открыт Пермский университет. Впоследствии из факультетов Пермского университета выделились институты: сельскохозяйственный (1930), педагогический (1930), медицинский (1931) и фармацевтический (1936); отделения технического факультета вошли в состав политехнического института (1960). В 1934 году в названии университета появилось слово «государственный» и под названием «Пермский государственный университет» и аббревиатурой «ПГУ» он был известен большую часть своей истории.

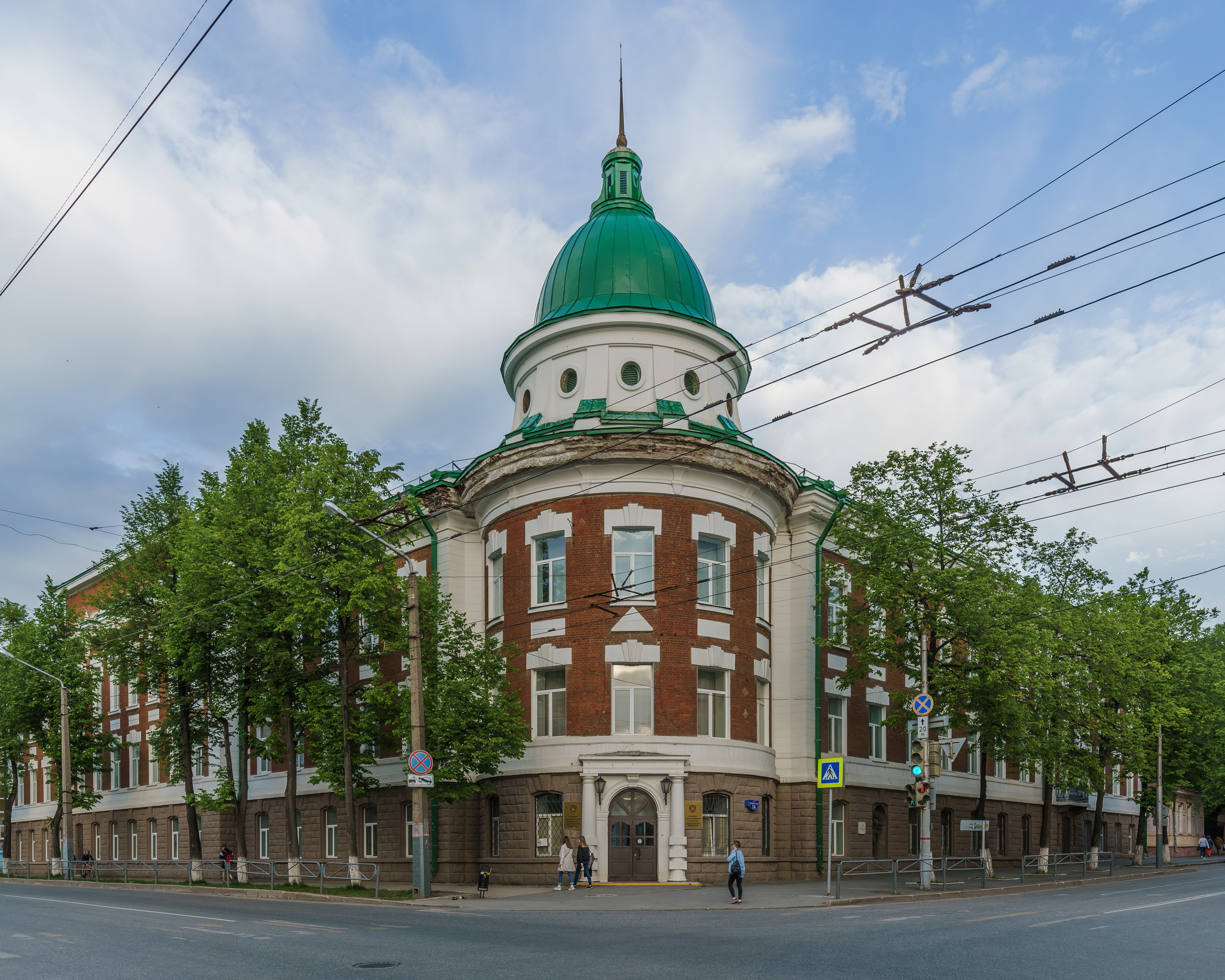
Пермский педагогический университет

Педагогическое образование в Перми берёт своё начало от женских Фребелевских курсов (1917), преобразованных через полгода во Фребелевский институт. В сентябре 1919 года в Перми был открыт Институт народного образования (ИНО), куда были переведены слушатели Фребелевского института. 9 сентября 1921 года ИНО был преобразован в Педагогический институт. В 1922—1930 годах пединститут входил в состав Пермского университета в виде педагогического факультета, но впоследствии снова был выделен в самостоятельный вуз (1931).

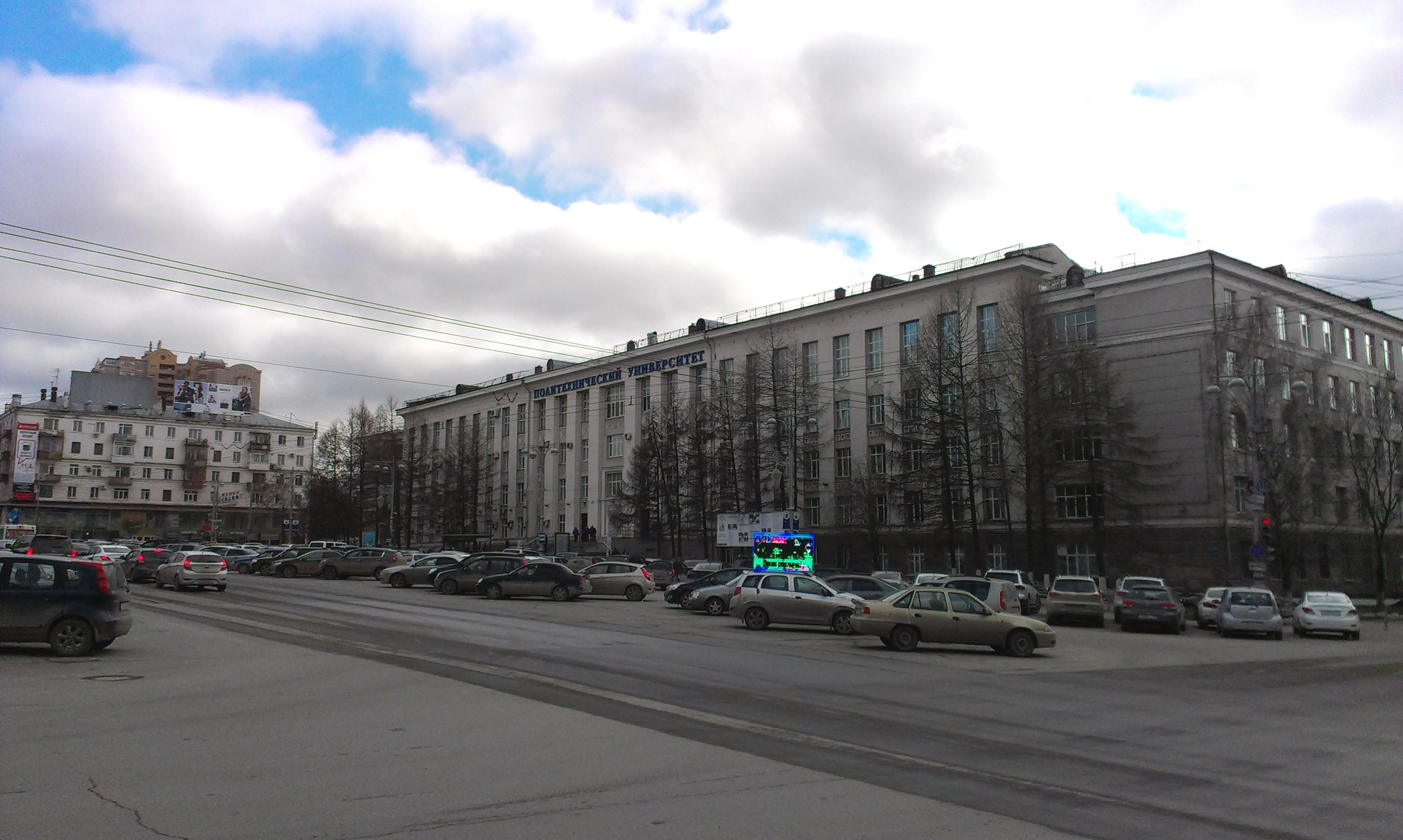
Пермский политехнический университет

В 1953 году в Перми (тогда — Молотове) был создан Молотовский горный институт, на базе которого в 1960 году был организован Пермский политехнический институт (ППИ) — крупнейший вуз Перми. Специально для института был построен Студенческий городок (Комплекс ППИ) на правом берегу Камы.
1 мая 1975 года был создан Пермский институт искусства и культуры.
В постсоветский период в Перми, как и во всей России, стали появляться негосударственные вузы, например, Уральский гуманитарный институт (1993), Западно-Уральский институт экономики и права (1994), Прикамский социальный институт (2001) и другие. В целом развитие высшего образования в Перми в этот период характеризовалось массовым открытием филиалов вузов из других регионов (Академия живописи, ваяния и зодчества, ВШЭ, РЭУ им. Г. В. Плеханова, РАНХиГС и другие), а также повышением статусов местных образовательных учреждений: техникумов и училищ — до институтов (их филиалов), а институтов, в свою очередь, — до университетов (ПГТУ, ПГПУ) и академий (ПГМА, ПГФА, ПГСА).
С 2015 года Рособрнадзор усилил контроль за работой вузов, особенно частных. В результате оптимизации головных вузов или отзыва у них лицензий закрывались их филиалы в регионах, а частности в Перми. Например, были закрыты филиалы Современной гуманитарной академии, РУДН, МИРБИС, Московской академии предпринимательства при правительстве Москвы, МГУТУ, МЭСИ, РГУТиС. В связи с реформой МВД ещё в 2011 году был закрыт Пермский филиал Нижегородской академии МВД России, который начал свою историю с 1961 года. Также были отозваны лицензии у ряда пермских негосударственных вузов: Пермского института экономики и финансов, Пермского гуманитарно-технологического института.
В рамках реформы образования Пермскому государственному университету и Пермскому государственному техническому университету был присвоен статус национального исследовательского университета, соответственно они стали называться ПГНИУ и ПНИПУ. Количество студентов в пермских вузах за период с 2010 по 2017 год сократилось с 102 444 до 60 302 человек (более чем на 40 %). Численность профессорско-преподавательского персонала также сократилась с 4607 до 3570 человек (почти на 23 %).
На начало 2018 года на территории Перми осуществляют деятельность 13 самостоятельных вузов (6 институтов, 5 университетов, 1 академия и 1 духовная семинария) из которых 11 имеют государственную аккредитацию (имеют право выдавать диплом государственного образца):
1. Пермский государственный национальный исследовательский университет.
2. Пермский государственный гуманитарно-педагогический университет.
3. Пермский государственный аграрно-технологический университет имени академика Д. Н. Прянишникова.
4. Пермский государственный медицинский университет имени академика Е. А. Вагнера.
5. Пермская государственная фармацевтическая академия.
6. Пермский национальный исследовательский политехнический университет.
7. Пермский государственный институт культуры.
8. Уральский гуманитарный институт.
9. Западно-Уральский институт экономики и права (без аккредитации).
10. Прикамский социальный институт.
11. Пермский военный институт войск национальной гвардии Российской Федерации.
12. Пермский институт Федеральной службы исполнения наказаний.
13. Пермская духовная семинария Пермской Епархии Русской Православной Церкви (без аккредитации).

Филиалы вузов других регионов России, имеющие лицензию на деятельность в Перми:
- Пермский институт (филиал) РЭУ им. Г. В. Плеханова;
- Пермский филиал РАНХиГС;
- Уральский филиал Российской академии живописи, ваяния и зодчества Ильи Глазунова;
- Пермский филиал Высшей школы экономики;
- Филиал Московского института государственного управления и права в Пермском крае (без аккредитации);
- Пермский филиал Волжского государственного университета водного транспорта;
- Пермский институт железнодорожного транспорта — филиал Уральского государственного университета путей сообщения в г. Перми (без аккредитации);
- Филиал Санкт-Петербургского института внешнеэкономических связей, экономики и права.

### Средние учебные заведения

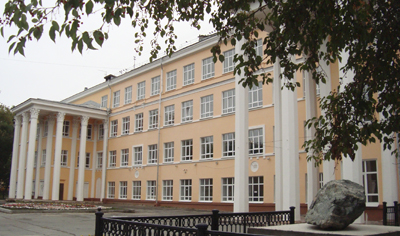
Школа № 9 имени А. С. Пушкина с углублённым изучением физики и математики

В городе действует 20 средних специальных учебных заведений (10 техникумов и 10 училищ), около 30 профтехучилищ. Одним из самых известных в России учебных заведений Прикамья является Пермское государственное хореографическое училище.
В 2014 году открыто Пермское суворовское военное училище Министерства обороны России.
В Перми действует 156 средних школ, из них: 10 гимназий, 10 лицеев, 1 кадетская школа, 20 школ с углублённым изучением предметов, 2 общеобразовательных школы-интерната. Кроме того — 1 начальная школа, 3 основных общеобразовательных школы, 4 вечерних (сменных) общеобразовательных школы, 4 открытых (сменных) общеобразовательных школы, 1 центр образования. Общее число учащихся — 94 112 человек.

### Научно-просветительские учреждения

#### Зоопарк
Зоопарк в Перми появился в 1920-х годах. С 22 апреля 1931 года он располагается на территории архиерейского кладбища в ограде кафедрального Преображенского собора. С 1990-х годов предпринимаются попытки переноса зоопарка в более подходящее (просторное для зверей) место. В разное время зоопарк планировалось перевезти то на ул. Братскую 100, то в Черняевский лес, то в Закамск, то в долину реки Егошихи.
2 сентября 2015 года мэрия Перми предложила построить новый зоопарк в микрорайоне Нагорном — между улицами: Архитектора Свиязева, Карпинского, Космонавта Леонова. Здесь планируется разместить биопарк, создать Парк Победы, летний театр, тематические аттракционы и тренажёрную площадку. В адрес администрации Перми уже неоднократно поступали обращения местных жителей с просьбами благоустроить территорию этого лесного массива, и многие работы уже осуществлены.

#### Планетарий
Пермский планетарий был построен и сдан в эксплуатацию 7 декабря 1967 года. До этого времени у планетария не было своего помещения, и он располагался в Пермском областном краеведческом музее, который к 1960 году приобрёл специальную аппаратуру. Тогда это был единственный планетарий на Урале. Купол планетария стал одним из символов Перми. Сегодня планетарий — это один из центров естествознания города Перми.

## Культура и искусство

### Кинематограф

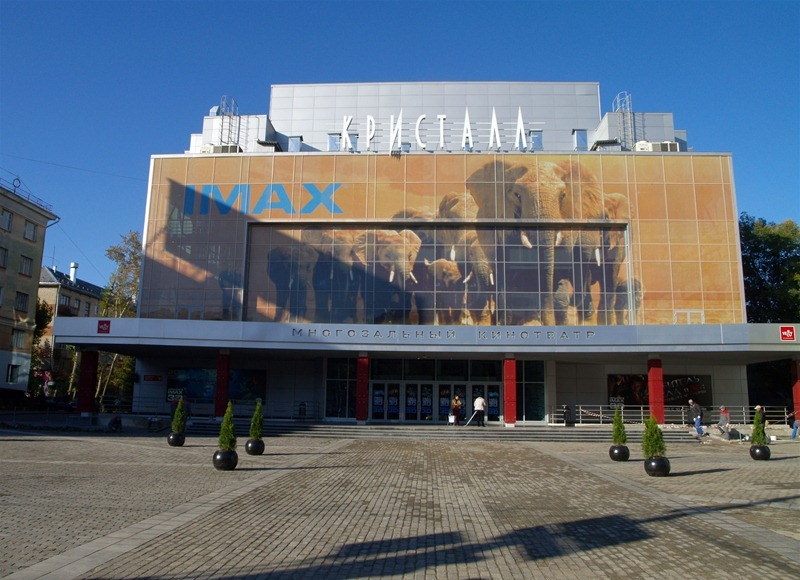
Кинотеатр «Кристалл-IMAX»

Первое в Перми заведение для демонстрации кинематографа (электротеатр) появилось в 1896 году в доме В. М. Михайловой по ул. Большой Ямской (ныне ул. Пушкина), тогда его называли «Иллюзион», как и многие подобные заведения. Первое в городе специализированное здание для кинотеатра «Триумф» было построено в 1913 году по ул. Покровской (ул. Ленина).
В 2017 году в Перми функционировало 10 кинотеатров, в том числе восьмизальные кинотеатры «СИНЕМА ПАРК Колизей» в ТРК «Колизей-Cinema» и «СИНЕМА ПАРК Семья» в ТРК «Семья-2», шестизальный кинотеатр «Премьер», пятизальный кинотеатр «КиноМакс» в ТРК «Столица» и Кинодром под открытым небом в Камской долине, а также четырёхзальный кинотеатр «СИНЕМА ПАРК Кристалл IMAX».
В августе 2013 года в Пермском парке им. Горького открылся виртуальный доисторический 3D «океанариум» — лабиринт, состоящий из 8 видео-экранов, демонстрирующих фильм о жизни древних обитателей морей, таких как мегалодона, лиоплевродона, церезиозавра, нотозавра, дунклеостея и других. Посетителям выдают 3D-очки.
В августе 2018 года в городе впервые прошёл Всероссийский молодёжный кинофестиваль позитивного кино. Организаторами фестиваля стали продюсер Наталья Злыгостева и руководитель молодёжного киносообщества Перми Лев Калимуллин.
К середине 2021 года в Перми действует 5 кинотеатров и один кинодром в Камской долине. В разное время в Перми действовало до 20 кинозалов одновременно.

### Филармония
Первым музыкальным сообществом в Перми стал музыкальный кружок, организованный в 1874 году юристом и меценатом Иваном Павловичем Дягилевым и известным пермским виолончелистом Константином Флегонтовичем Сперанским. В 1909 году певец Александр Дмитриевич Городцов организовал в Перми филармоническое общество, с которого и берёт начало одна из старейших на Урале концертных организаций — Пермская краевая филармония.
В центре города, между двумя крупнейшими зданиями Администрации, располагается концертный органный зал Пермской краевой филармонии. Помимо органа, зал оборудован профессиональным концертным роялем «Стэнвей».

### Художественные галереи

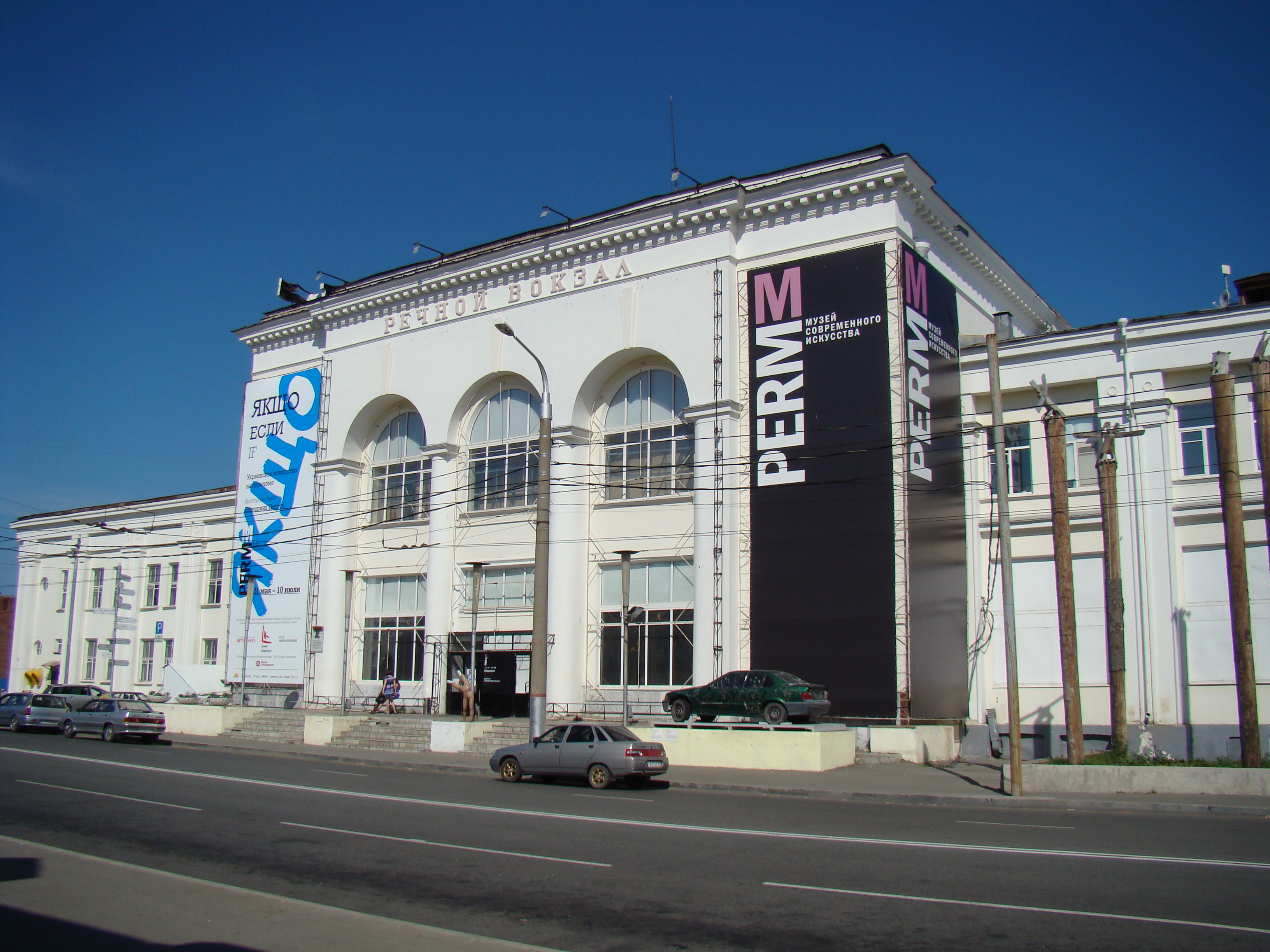
Пермский музей современного искусства в здании речного вокзала

Основой искусства племён Среднего Прикамья в VIII—III веках до н. э. стал «Пермский звериный стиль». Костяные и роговые гребни оформлены фигурками птиц, животных. Часто это изображение лося, оленя, коня или хищной птицы. В эпоху раннего железного века расширяется не только материал, на котором изображаются животные, бронзовые булавки, браслеты, подвески гривны несут в себе изображения новых животных: змей, волков, собак, медведей. Мотивы «пермского звериного стиля» распространены в стилизованных изделиях современных мастеров.
Выставки современного искусства проводятся в нескольких галереях города. Самая известная площадка — Центральный выставочный зал. Помимо него работают Дом художника, галереи «Союз-Арт», «Марис-Арт» и «Green-Арт». Работы выставляемых в городе авторов можно посмотреть в Пермской открытой интернет-галерее. Ежегодно на Пермской ярмарке проходят художественные салоны «Арт-Пермь».
В 2008 году в здании Речного вокзала был открыт центр современного искусства. Первая выставка «Русское бедное» была открыта 25 сентября 2008 года. Работы, выполненные в стиле «Арте повера», представили 36 российских художников.
В городе действуют творческие объединения — Некоммерческий фонд скульпторов России «Единение», Пермские отделения Союза художников России, Союза фотохудожников России, Союза дизайнеров России.

### Музеи

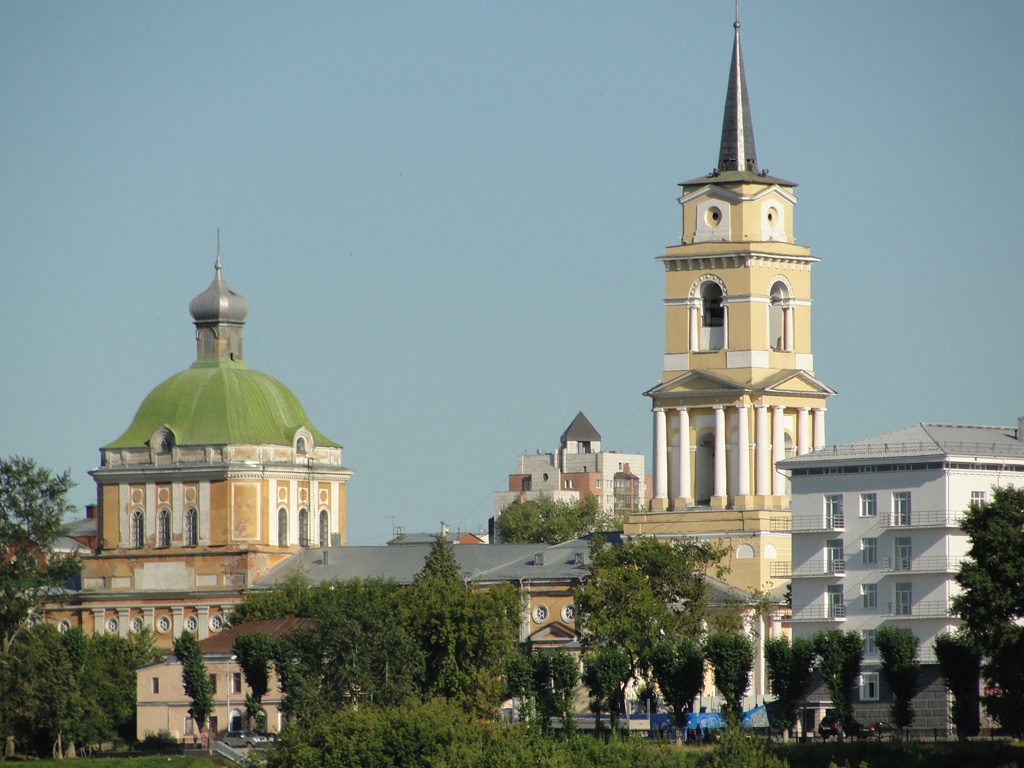
Пермская художественная галерея. Вид с Камы

В Перми находятся 13 музеев и множество инсталляций. Самым известным музеем города является Пермская художественная галерея, в которой хранится всемирно известная коллекция пермской деревянной скульптуры. Галерея — это и одно из самых богатых в России хранилищ шедевров русской иконописи (коллекция «строгановских» икон), произведений живописи (подлинный Репин, Левитан, Саврасов, Серов).
Коллекции Пермского краевого музея содержат нигде в мире не встречаемые уникальные предметы «пермского звериного стиля», палеоботаническую коллекцию Г. Т. Мауэра, фонд редкой книги, этнографические, нумизматические и другие коллекции. В частности, здесь хранится Посох Епископа Стефана Пермского.
Музей истории пермской милиции имеет уникальный комплект документов В. П. Войнарского — начальника Пермского уголовного розыска в 1930 годы, с именем которого связывают расцвет уголовного розыска Перми, а также уникальные фотодокументы, личные вещи сотрудников, их награды. Центральное место в экспозиции занимает мемориал «Вечная слава» с именами погибших при исполнении служебных обязанностей.
Музей «Мотовилихинских заводов» обладает одной из самых полных в России коллекций артиллерийских вооружений.
В Мемориальном доме-музее Н. Г. Славянова хранится «стакан Славянова», образец дуговой сварки металлическим (плавящимся) электродом, которая впервые в мире была выполнена в цехах Пермских пушечных заводов.
В 2009 году был открыт Музей современного искусства PERMM, основателем и первым директором которого был галерист Марат Гельман.
В апреле 2013 года открылся музей занимательной науки «Парк научных развлечений», интерактивные экспонаты которого наглядно демонстрируют принципы действия различных законов физики, оптики, химии, математики, объясняют природу происхождения явлений окружающего мира.
В декабре 2017 года в отреставрированных зданиях Речного вокзала и железнодорожного вокзала Пермь I был открыт филиал исторического парка Россия — моя история.
Кроме того, в городе есть Мемориальный дом-музей «Подпольная типография», Музей-диорама на Вышке-1 — в советский период — главный монумент города, Музей истории Пермского государственного университета, Музей палеонтологии и исторической геологии имени Б. К. Поленова, Музей театральных кукол при Пермском кукольном театре, музей «Дом Дягилева», Музей истории связи, Пермского филиала Музея гидроэнергетики, частный Музей авиации и другие.

### Театры

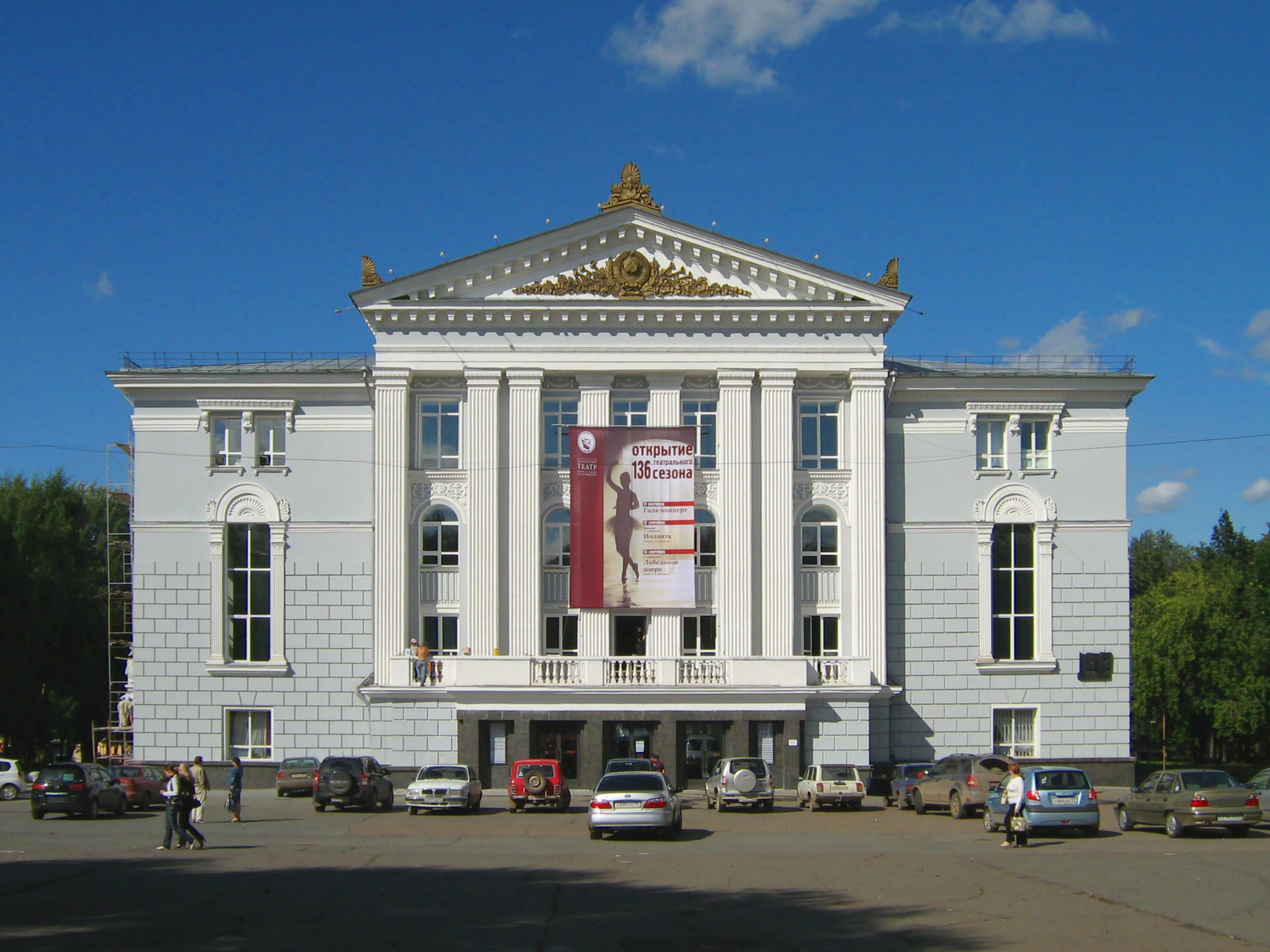
Пермский академический театр оперы и балета

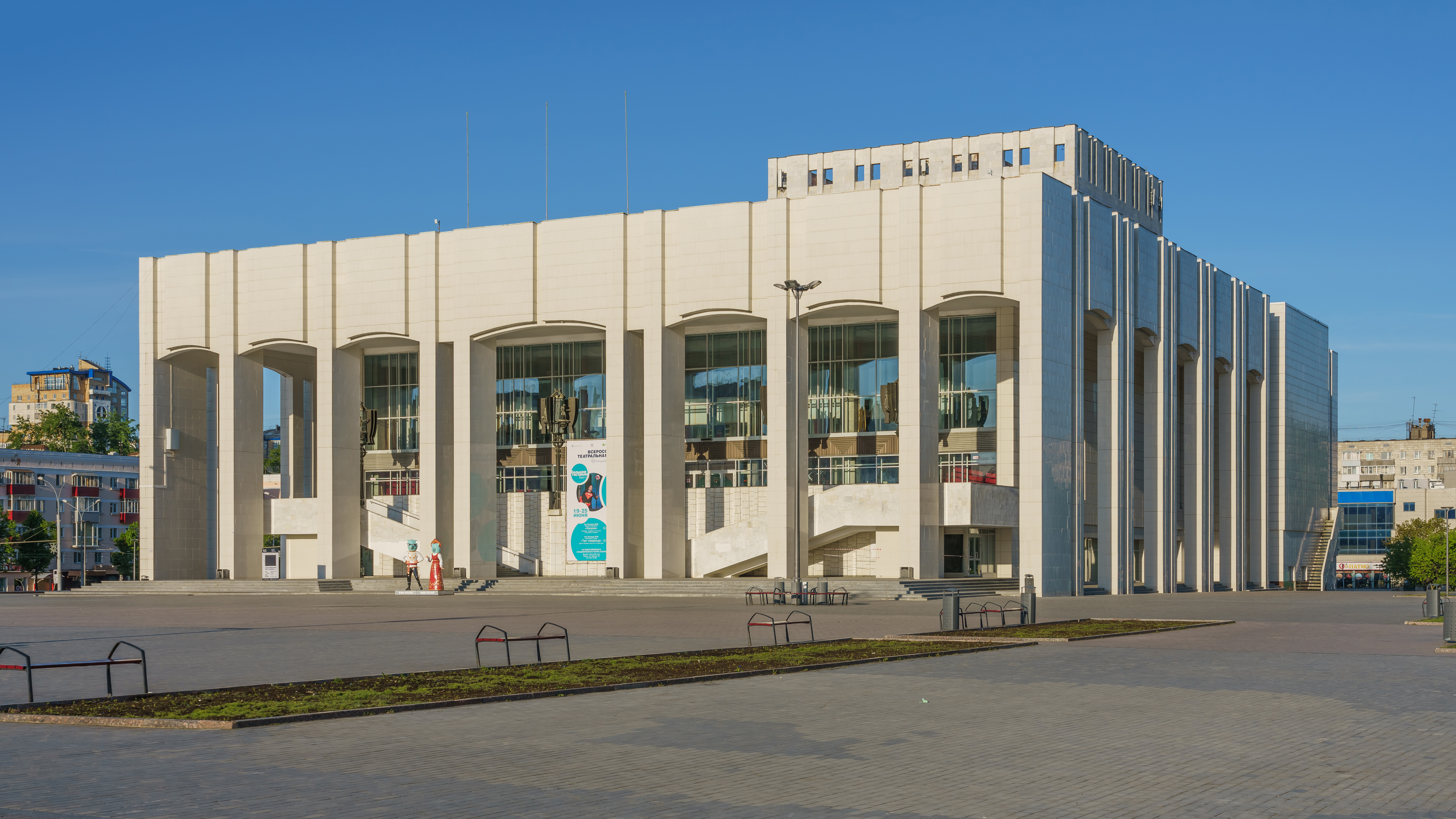
Пермский академический театр «Театр»

В Перми четыре государственных театра: Пермский академический театр оперы и балета имени Петра Ильича Чайковского, Пермский академический театр «Театр», Пермский театр юного зрителя и Пермский театр кукол. Кроме того, театральные постановки осуществляются на сценах муниципальных и самодеятельных театров, среди которых лауреатами театральной премии «Золотая маска» в разные годы становились Пермский театр «У Моста» и «Балет Евгения Панфилова».
Пермский академический театр оперы и балета имени Петра Ильича Чайковского был основан в 1870 году и уникален тем, что на его сцене были поставлены все сценические произведения П. И. Чайковского — 10 опер и 3 балета. Театральная труппа (более 600 человек) активно гастролирует в странах Западной Европы и Северной Америки: балетная труппа под маркой «Чайковский-балет», оперная — «Чайковский-театр».
В городе проводятся театральные фестивали и конкурсы, среди которых стоит выделить Международный фестиваль «Дягилевские сезоны: Пермь-Петербург-Париж» и Открытый конкурс артистов балета России «Арабеск».
Фестиваль «Дягилевские сезоны» проводится раз в два года, начиная с 2003, и имеет своей целью поддержание и развитие традиций выдающегося импресарио и пропагандиста русской культуры Сергея Дягилева. Структурной моделью этого мультижанрового фестиваля выступает многообразная деятельность Дягилева, связанная с оперно-балетным театром, музыкой, изобразительным искусством, издательским делом.
Конкурс артистов балета «Арабеск» проводится раз в два года. Первый «Арабеск» состоялся в 1990 году. Конкурс традиционно возглавляли его художественный руководитель Владимир Васильев и председатель жюри конкурса Екатерина Максимова, с 2010 года В. Васильев совмещает обе эти должности. Цель, которую ставит перед собой конкурс — открытие новых имён в балете. Так, Гран-При в 1993 году получил Морихиро Ивата, впоследствии солист Большого театра; в 1996 году первое место занял Андрей Баталов, ставший затем солистом Мариинского театра; золотым лауреатом 2002 года стал Николай Вьюжанин — будущий солист балета в Токио.

### Цирк
В Перми действует Пермский государственный цирк, здание которого было построено в 1970 году в Мотовилихинском районе города.
В цирке работает цирковой музей, который содержит более 15 тысяч экспонатов. В цирке регулярно дают представления известные труппы, например, Московский цирк Юрия Никулина, и другие российские и зарубежные цирковые коллективы.

### Памятники архитектуры
Великолепный пример позднего русского классицизма — Дом Мешкова (ул. Монастырская, 11), построенный в 1820-е годы (восстановлен в 1885—1886). Одно из самых красивых зданий в городе — Дом Грибушина (ул. Ленина, 13а). Построен в 1895—1897 годах пермским архитектором А. Б. Турчевичем в стиле живописного модерна, считается, что именно этот дом изображён в романе «Доктор Живаго» Б. Л. Пастернака как «дом с фигурами».
| - Дом Мешкова - Дом Грибушина - Здание бывшего Духовного училища - Здание бывшей Мариинской женской гимназии - Здание железнодорожного вокзала станции Пермь-I |

В государственный список недвижимых памятников градостроительства и архитектуры федерального значения входят следующие здания и комплексы зданий на территории Перми:
- Духовное училище (1885, архитектор Р. И. Карвовский, ул. Газеты «Звезда», 18);
- Мариинская женская гимназия (1884—1887, архитектор Ю. О. Дютель, ул. Петропавловская, 23)[нет в источнике];
- Спасо-Преображенский кафедральный собор (1798—1832, архитекторы М. Ф. Казаков, Ф. М. Росляков, П. Т. Васильев, И. И. Свиязев, Комсомольский пр., 4) и Архиерейский дом (1793—1800, архитектор Г. Х. Паульсен, Комсомольский пр., 6);
- Усадьба купца А. Г. Гаврилова (2-я половина XIX века, архитектор неизвестен, ул. Куйбышева, 6);
- Успенский женский монастырь (1870-е — 1880-е годы)[нет в источнике];
- Церковь Казанской Иконы Божией Матери (1905—1908, архитектор Ю. Скавронский, ул. Плеханова, 39);
- Кирилло-Мефодиевское училище (1910, архитектор В. А. Кендржинский, ул. Пушкина, 76);
- Дом губернатора (Дом Прянишникова) (конец XVIII века, архитектор Г. Х. Паульсен, ул. Сибирская, 27);
- Ротонда в городском саду (1824, архитектор И. И. Свиязев, ул. Сибирская, 41);
- Собор Святых Апостолов Петра и Павла (Петропавловский собор) (1757—1764, архитектор неизвестен, ул. Советская, 1);
- Церковь Всех Святых (Всехсвятская церковь) (1826—1832, архитектор И. И. Свиязев, ул. Тихая, 23).

Памятник Василию Татищеву, основателю Перми

### Скульптурные памятники и монументы
В государственный список памятников монументального искусства федерального значения входит памятник В. И. Ленину в Комсомольском сквере (1955, скульптор Г. В. Нерода, архитектор И. Г. Тараев).
11 сентября 2006 года на улице Ленина перед органным залом была открыта скульптура «Легенда о пермском медведе». Автор памятника — скульптор-монументалист из Нижнего Тагила Владимир Павленко. Монумент сделан из искусственного камня и занимает площадь около 3,5 м². Масса медведя — 2,5 т, основания памятника — 1 т. Открытие скульптуры стало началом ряда культурных событий в рамках программы «Пермь — культурная столица Поволжья — 2006». 29 октября 2008 года скульптура была убрана. 12 июня 2009 года поставили бронзовую статую, но уже в другом месте — около гостиниц «Урал» и «Прикамье», напротив ЦУМа.
В 2010 году у здания 17-го Арбитражного апелляционного суда установлена скульптура «Юрист».
В июне 2018 года на улице Революции, в парке жилого квартала «Гулливер», был открыт памятник уроженцу Перми — известному актёру театра и кино Георгию Буркову. Автор памятника — пермский скульптор Алексей Залазаев. В открытии монумента принимала участие народная артистка РСФСР Валентина Талызина, снимавшаяся вместе с Георгием Бурковым во многих фильмах.
В октябре 2019 года на улице Ленина установлен памятник профессору Павлу Преображенскому, открывшему на Урале первое нефтяное месторождение.

### Книгоиздание
Книгоиздание Перми представлено, прежде всего, «Пермским книжным издательством». Кроме него действуют государственное «Пермская книга», кооперативные и частные — «Капик», «Закамская сторона», «Книжный мир», «Пушка», «Билингва», «Юрятин», «Курсив», «Маматов», «Зёбра», «Типография купца Тарасова», «Звезда», «DPS» и др.

### Библиотеки и архивы

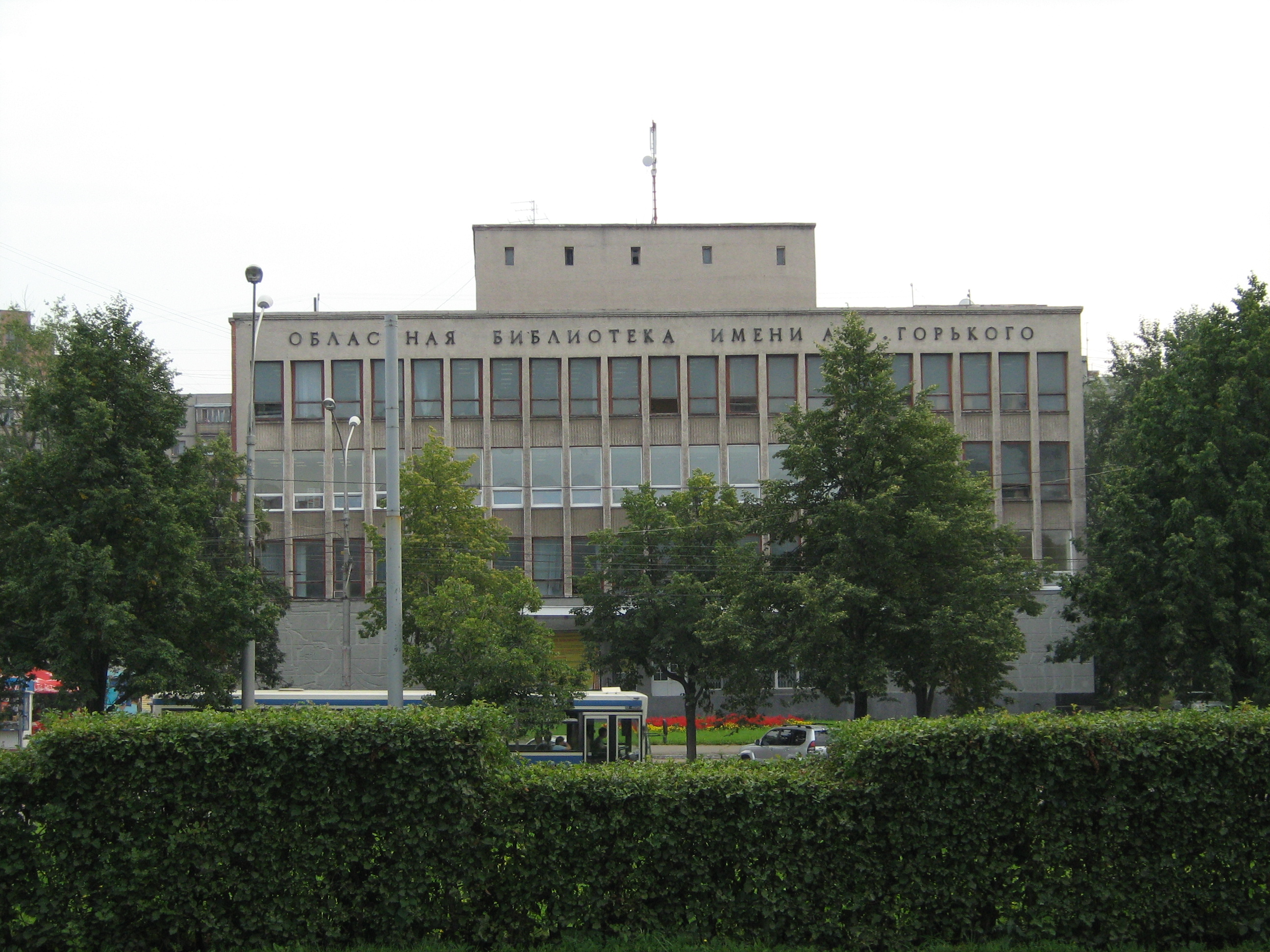
Библиотека имени А. М. Горького

4 января 1836 года по распоряжению Министерства внутренних дел в здании училища детей канцелярских служителей была открыта первая в Перми и на Урале публичная библиотека. К началу XX века, по свидетельству современников, библиотека стала одной из лучших губернских библиотек в России. В современной России Пермская краевая библиотека им. А. М. Горького остаётся одним из крупнейших информационных центров, содержит около 4 млн документов, в том числе книги, периодические издания, ноты, карты, изоматериалы, видео- и аудиокассеты, CD, DVD, электронные базы данных и т. д.

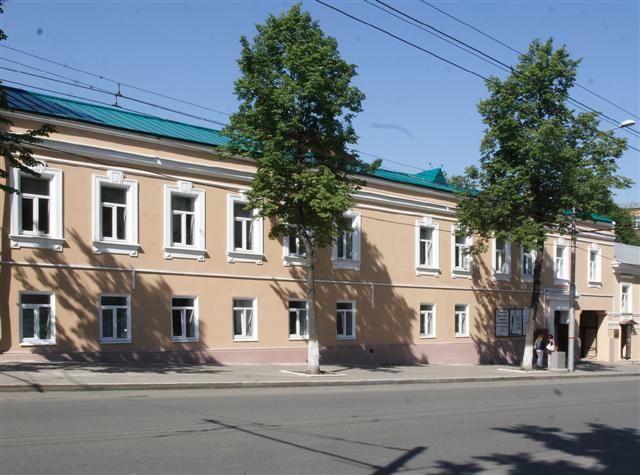
Детская библиотека имени Л. И. Кузьмина

Пермская краевая детская библиотека им. Л. И. Кузьмина (ПКДБ им. Л. И. Кузьмина, ул. Сибирская, 11) — государственное, специальное информационное, образовательное некоммерческое учреждение культуры, обеспечивающие библиотечно-библиографическое обслуживание детей и подростков до 16 лет и руководителей детского чтения, осуществляющее консалтинг и научно-методическую помощь детским и школьным библиотекам Пермского края. Библиотека создавалась на базе детского отдела Пермской областной библиотеки имени А. М. Горького, который был по многочисленным ходатайствам её директора В. Н. Панова в 1928 году. Решение об открытии в городе областной детской библиотеки принял Пермский облисполком (19 октября 1965), с 1 января 1966 она начинает функционировать, а 20 ноября того же года состоялось её досрочное торжественное открытие для читателей.
Также в городе имеются городская библиотека имени А. С. Пушкина, детская библиотека имени Б. С. Житкова.
В Перми располагаются два государственных архива: Государственный архив Пермского края, хранящий фонды с документами по истории Пермской губернии и Пермской области, и Пермский государственный архив новейшей истории, основу фондов которого составляют документы о деятельности политических партий и органов государственной власти советского, а также постсоветского периодов; дела граждан, репрессированных в годы советской власти. Кроме того в Перми работает городской Архив, основанный в 1993 году.

### Пермская культурная революция
25 сентября 2008 года в Перми открылась выставка современного искусства «Русское бедное». Выставка стала пилотным проектом для музея современного искусства PERMM и послужила отправной точкой культурной революции в Перми.
Новую культурную политику связывали, прежде всего, с именами Бориса Мильграма, Сергея Гордеева, Марата Гельмана, Артемия Лебедева, Эдуарда Боякова, Теодора Курентзиса. Губернатор Пермского края Олег Чиркунов неоднократно заявлял о своей полной поддержке проектов, проводимых в рамках новой культурной политики, а будучи активным блогером, в определённый момент был одним из идеологов и проводников этой политики. Помимо музея современного искусства PERMM c новой культурной политикой связывали Пермский центр развития дизайна, Пермский академический Театр-Театр, театр «Сцена-Молот», фестивали «Живая Пермь» и «Белые ночи в Перми».
С критикой проводимой официальными властями культурной политики выступали как известные деятели, в частности, писатель Алексей Иванов, режиссёр Павел Печёнкин, так и простые граждане. Как правило, власть обвиняли в игнорировании интересов местного культурного сообщества, предпочитая ему иногородних артистов и художников. Вызывали нарекание вопросы целесообразности расходования бюджетных денежных средств, выделяемых на масштабные фестивальные мероприятия, неоднозначные арт-объекты, дорогостоящие постановки.
После 2013 года мнение противников проекта совпало с позицией новой региональной власти и проект был постепенно свёрнут. Теодор Курентзис проработал в Пермском театре оперы и балета до 2019 года.

## Средства массовой информации

### Телевидение и радиовещание

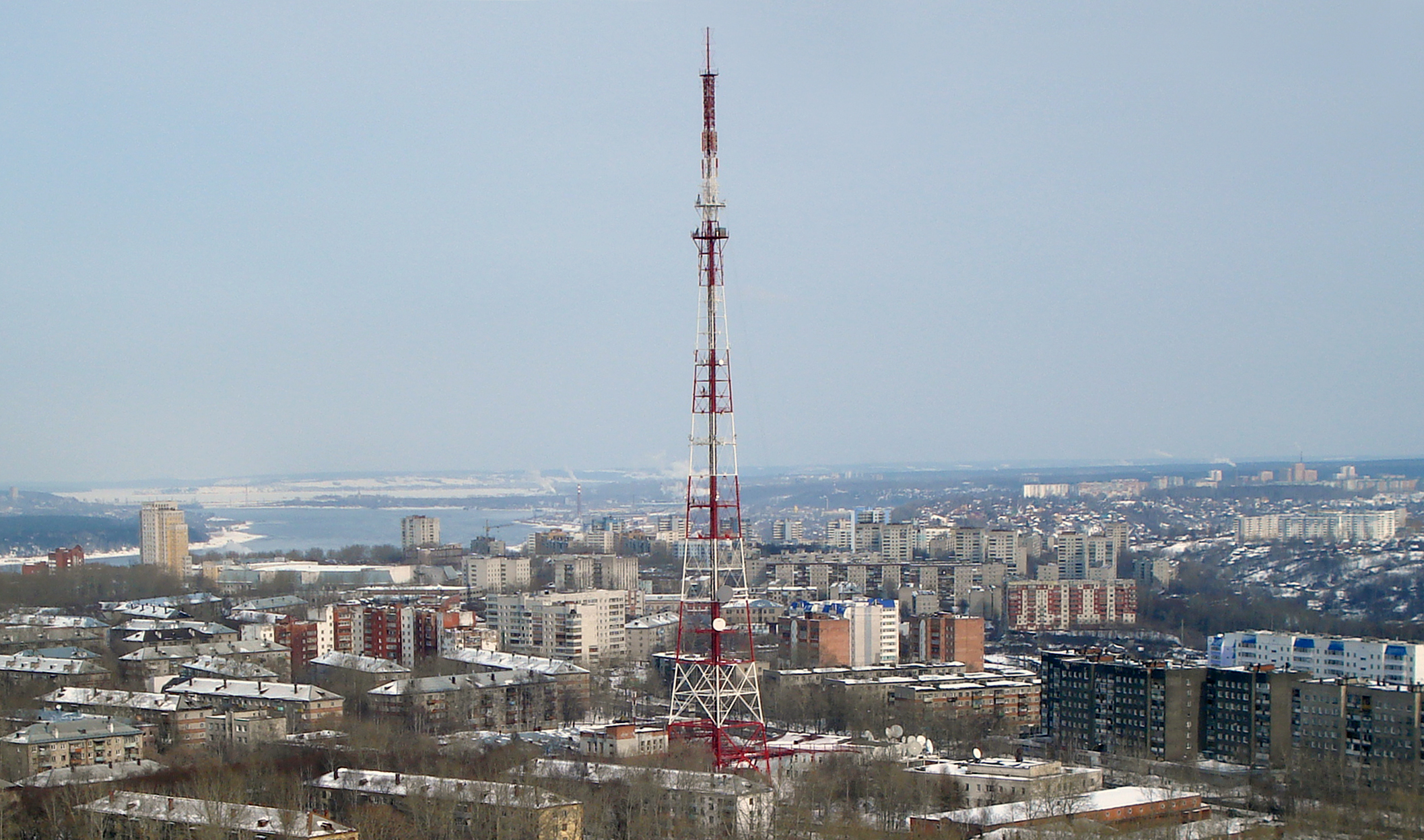
Пермская телебашня, построенная в 1958 году

Телевизионное и радиовещание в Перми осуществляется с четырёх телебашен, сигнал с которых позволяет смотреть телеканалы и слушать радиостанции на территории Перми, Краснокамска и близлежащих окрестностей. Цифровое эфирное телевещание ведётся в стандарте DVB-T2 (пакеты РТРС-1 и РТРС-2, с региональными вставками), вещание осуществляется Пермским филиалом РТРС. Кабельное телевещание осуществляется операторами: ЭР-Телеком (под маркой «Дом.ru»), Ростелеком, МТС и Билайн, — которые предоставляют как аналоговое, так и цифровое кабельное телевидение.
Основу телеэфира составляют программы федеральных телеканалов, в партнёрстве с которыми работают региональные телекомпании: ГТРК Пермь (старейшая в Пермском крае телерадиовещательная компания), Рифей-Пермь, ВЕТТА, УралИнформ ТВ и РБК-Пермь.
В пермском ЧМ-радиоэфире вещают более 30 радиостанций. Развитие радиовещания происходит на фоне увеличения присутствия федеральных радиовещательных сетей и сокращения местных радиостанций. С советского периода действует сеть проводного вещания.

### Печать
В рэнкинге СМИ 75 крупнейших городов России Пермь заняла 11 место по совокупному еженедельному тиражу общественно-политических печатных СМИ (813 350 экз.) и 19 место по «доступности негосударственных СМИ».
Несколько федеральных печатных изданий имеют собственные редакции в Перми: «Аргументы и факты», «Дело и Ко», «Жизнь», «Коммерсантъ», «Комсомольская правда», «Московский комсомолец», «Работа для вас», «Российская газета», «Известия», «Парламентская газета», «Собеседник — Пермский край», «Мир новостей», «Телесемь», «Труд».
Краевые газеты, печатающиеся в Перми: «Business Class», «Досье 02», «Звезда» (экономическое приложение «Капитал-WEEKLY»), «Новости города. Пермь», «Новый компаньон», «Лечебный телегид», «Профсоюзный курьер», «Пятница», «Эфир».
У большинства пермских СМИ на сайтах имеются информационные ленты. В Перми есть и представительства информационных агентств Интерфакс, ТАСС, «Новый Регион», REGNUM.

## Религия

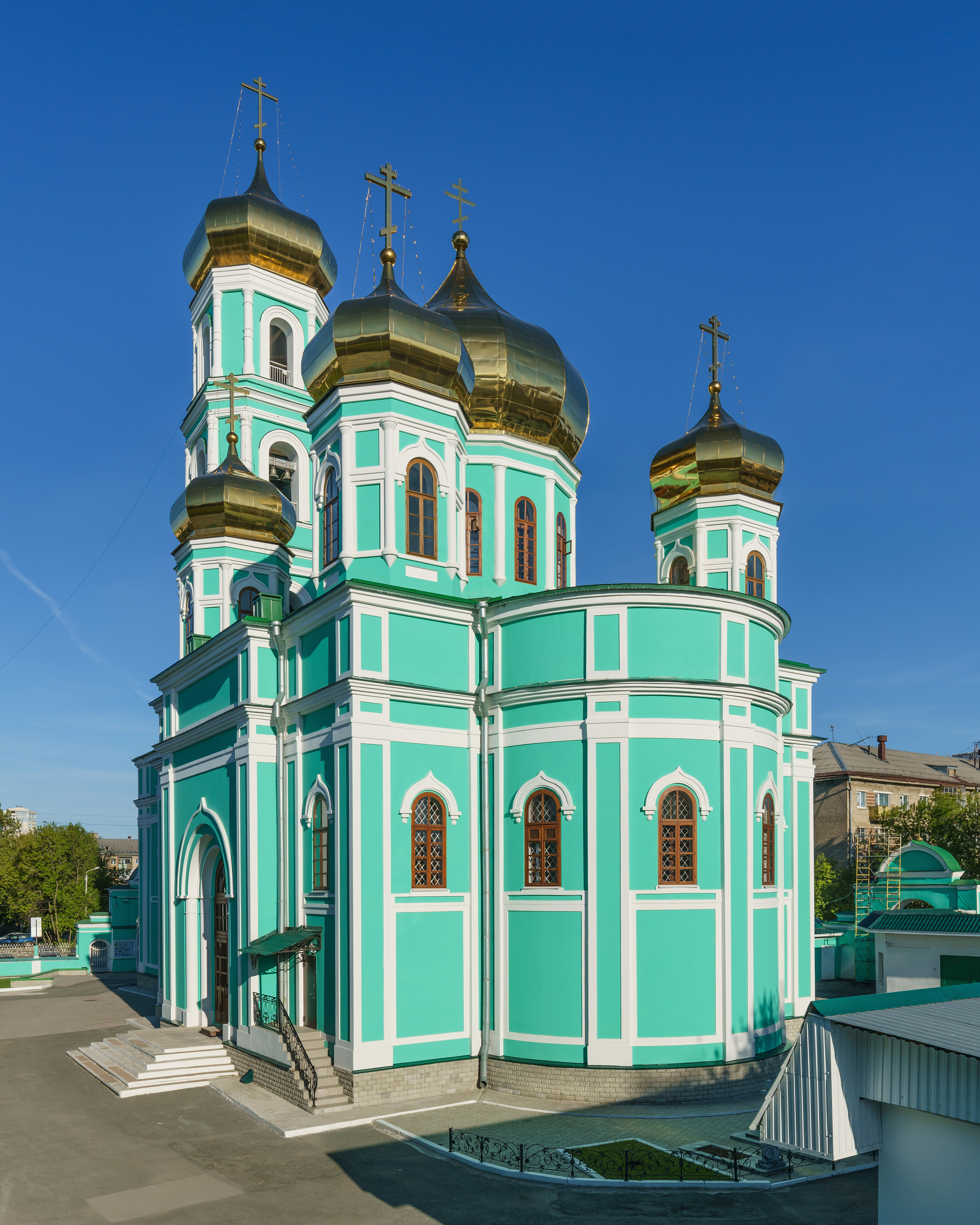
Свято-Троицкий кафедральный собор

В городе представлены следующие религии: христианство (включая основные конфессии: православие, католицизм, протестантизм), ислам, буддизм, иудаизм. Также широко представлен атеистический слой населения.
С октября 1998 года работает Межконфессиональный консультативный комитет Пермского края, где руководители основных конфессий (православие, католицизм, лютеранство, русская старообрядческая община, иудаизм и мусульманство) совместно решают общие для них и наиболее актуальные вопросы общественной, культурной и духовной жизни населения Пермского края.
Православие
Пермь является кафедральным городом Пермской митрополии и Пермской и Кунгурской епархии. В городе 38 действующих православных храмов и часовен, в том числе Свято-Троицкий кафедральный собор, несколько мужских и женских монастырей. Образовательную деятельность ведут 5 православных учебных заведений, в том числе Пермская духовная семинария, отделение дополнительного катехизаторского и педагогического образования при духовной Семинарии, Регентское училище, Иконописная школа, Православная классическая гимназия и множество приходских воскресных школ.
Старообрядчество
Пермский край является одним из очагов старообрядчества, согласно неофициальным данным более 100 тыс. жителей Пермского края старообрядцы или имеют старообрядческие корни. На сегодняшний день подавляющее большинство старообрядцев Пермского края проживают в северных районах, но Пермь является кафедральным городом, центром Уральской епархии РПСЦ. В Перми действует один старообрядческий храм в честь Стефана Великопермского.
Католицизм
После польского восстания 1863 года в Пермь были сосланы поляки, которые исповедовали католицизм, они и основали вскоре после поселения пермскую католическую общину, построили маленький храм, который сегодня единственный католический храм Перми. Католическая община города активно занимается благотворительностью, имеет детский приют.
Протестантизм
Первыми протестантами в Перми были немцы-лютеране, сегодня они составляют очень малочисленную общину. В советское время в Перми действовала баптистская церковь, в 1990-е годы многие члены баптистской общины возглавили пятидесятнические церкви, которые ведут очень активную миссионерскую деятельность и занимают очень заметные позиции в обществе. Самой многочисленной среди протестантских общин Перми является церковь «Новый Завет». Пермь называют пятидесятнической столицей России. Кроме перечисленных течений протестантизма в Перми есть общины адвентистов, меннонитов, пресвитериан и других деноминаций.
Ислам

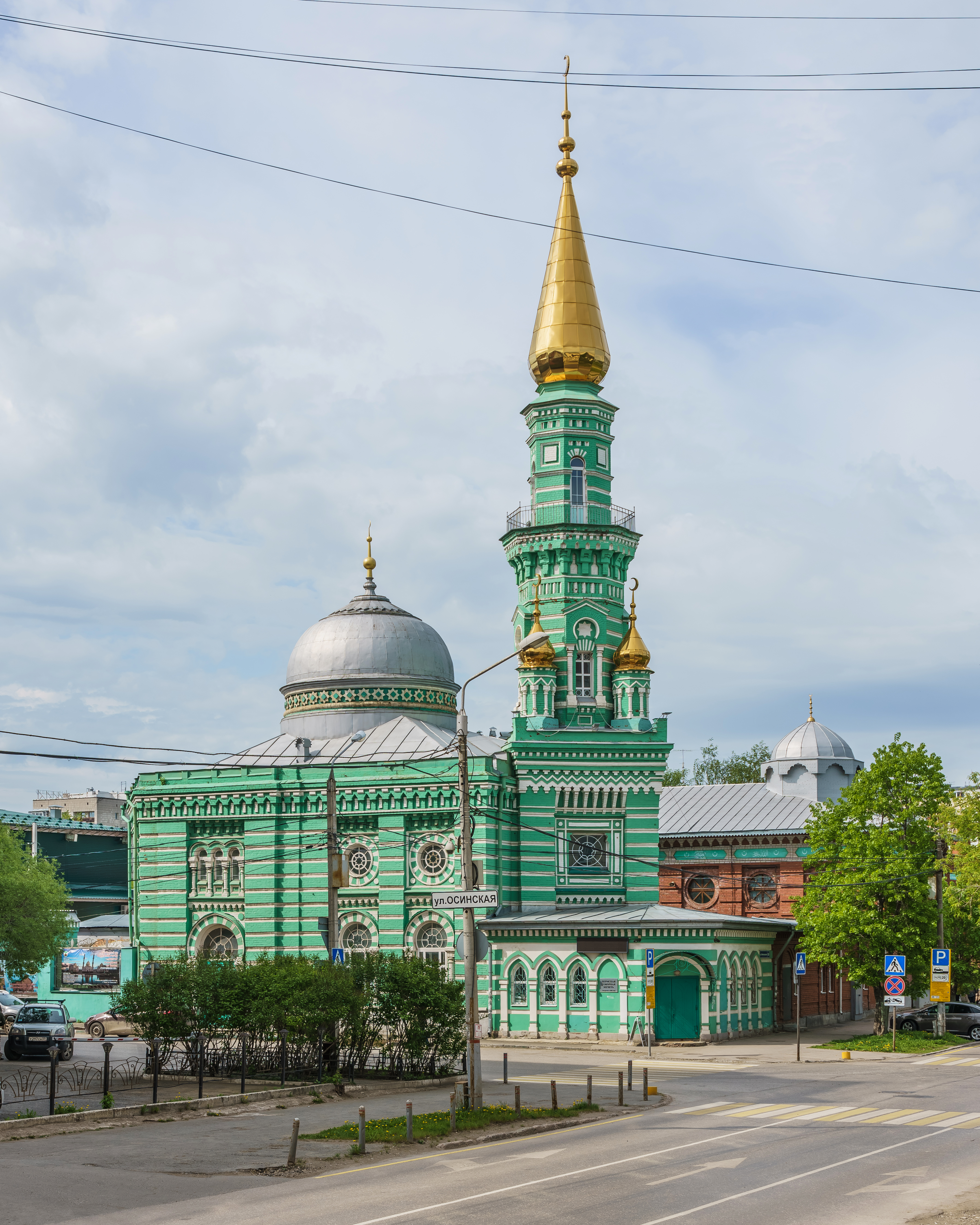
Пермская мечеть

В Перми функционирует Мухтасибат (территориальное правление мусульман) города Перми Пермского Муфтията, Пермская соборная мечеть и Пермский мусульманский колледж «Тарик» («Путь»). Ведётся строительство новой Соборной мечети «Новая Афкула».
Иудаизм
Иудаизм в Перми представлен ортодоксальным Хабад-Любавич и реформистским течением, имеются 2 синагоги. В городе находится еврейская религиозная школа.
Прочие
Кроме перечисленных конфессий, в Перми представлены мормоны, кришнаиты, саентология, пятидесятники и другие религиозные организации.

## Здравоохранение
Система здравоохранения Перми включает в себя 44 муниципальных учреждения здравоохранения, где медицинскую помощь населению оказывают 4800 врачей и 7200 медицинских сестёр.
Для оказания стационарной медицинской помощи в стационарах Перми развёрнуто 5724 койки круглосуточного пребывания и 865 коек дневного стационара при поликлиниках, а также 244 койки для новорождённых при акушерских стационарах.
С сентября 2007 года в Перми работает Единая общегородская служба записи на приём к врачу, так называемая «Электронная регистратура», благодаря которой на приём к врачу любой районной поликлиники можно записаться по телефону, либо через Интернет (с 20 октября 2008 года).
Скорую медицинскую помощь оказывает Муниципальное учреждение здравоохранения «Городская станция скорой медицинской помощи», в составе которого функционируют 92 круглосуточные выездные бригады, из них 54 бригады общепрофильные и 38 специализированных (кардиологических, неврологических, реанимационных, педиатрических, психиатрических). Бригады дислоцированы на 9 подстанциях, расположенных в каждом районе города, в том числе отдельно в микрорайоне Вышка-2. Так же имеются два филиала: в микрорайоне Пролетарский и в посёлке Новые Ляды.
Одним из крупнейших лечебных учреждений города является Институт сердца, филиал НЦССХ им. А. Н. Бакулева РАМН, специализирующийся на лечении сердечно-сосудистых заболеваний.
С 2012 года в Перми функционирует бюро медико-социальной экспертизы № 133 Главного бюро МСЭ ФМБА России, предоставляющее государственную услугу по проведению медико-социальной экспертизы работников организаций отдельных отраслей промышленности с особо опасными условиями труда.

## Физкультура и спорт

### Спортивные сооружения

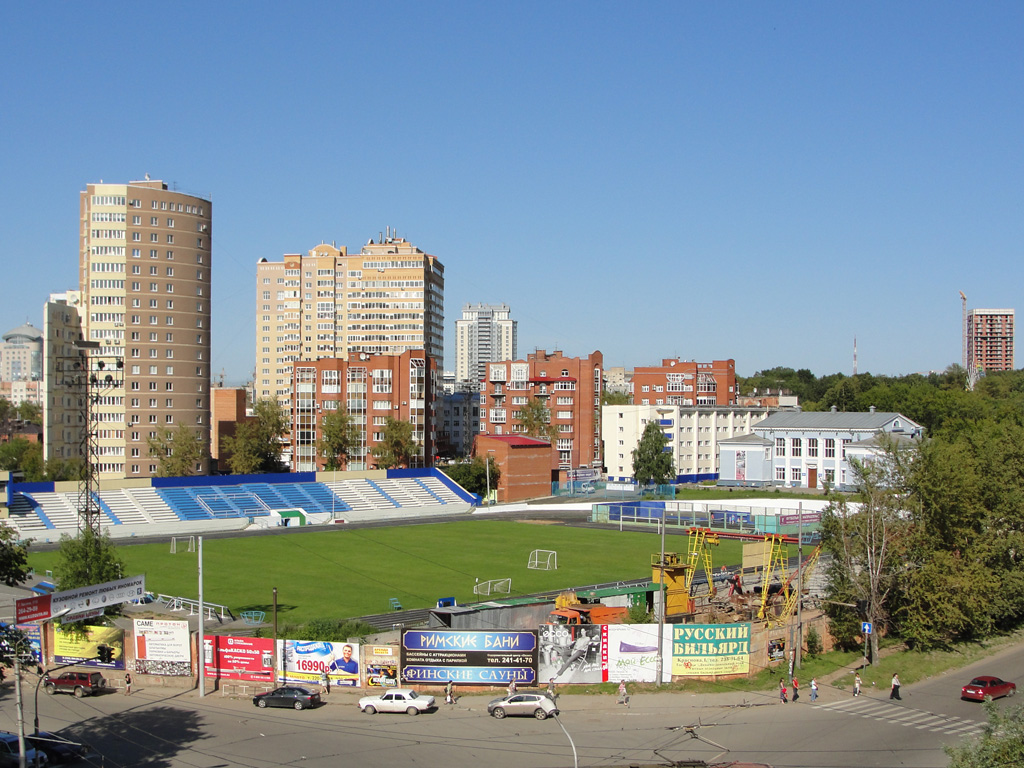
Стадион «Динамо»

Как и большинство крупных городов, Пермь обладает развитой спортивной инфраструктурой, в том числе:
- стадионы и спортивные комплексы: «Авангард», «Динамо», «Звезда», «Ипподром», «Гайва», «Кама», «Молния», «Молот», «Нефтяник», «Спартак», «Дом Бокса», «Орлёнок», «Прикамье», «Урал», «Энергия», «Юность России», «Юность», «Химик»;
- бассейны: «БМ», «Кама», «Олимпия», «Чайка», «Жемчужина»; «Рекорд»;
- лыжные базы: «Динамо», «Молот», «Прикамье»[251], «Морион», «Урал»;
- школа верховой езды Ипподрома;
- Экстрим парк.

### Клубы и команды

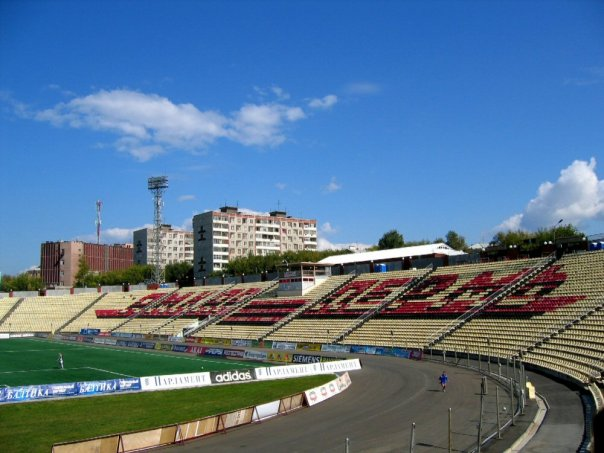
Пермский футбольный стадион «Звезда»

В городе есть волейбольный клуб «Кама», играющий в Высшей лиге А, хоккейная команда «Молот-Прикамье», играющая в Высшей хоккейной лиге. Значительных успехов добился женский футбольный клуб «Звезда-2005», который шесть раз становился чемпионом России по футболу среди женских команд, шесть раз был обладателем Кубка России, был финалистом Кубка УЕФА. Гандбольная команда «Пермские медведи» в 2014 году завоевала Кубок России по гандболу. Участник Единой лиги ВТБ баскетбольный клуб «Парма» стал обладателем Кубка России по баскетболу (2015/2016). В 2018 году в Перми был воссоздан футбольный клуб «Звезда», берущий своё начало с 1932 года и расформированный в 1996 году.
Среди пермских спортивных команд, прекративших своё существование, стоит отметить созданный в 1995 году баскетбольный клуб «Урал-Грейт», который до сих пор является единственным клубом, прервавшим победную серию ПБК ЦСКА в чемпионатах России (2001, 2002). В 2004 году «Урал-Грейт» выиграл Кубок России. Клуб был расформирован в 2009 году из-за проблем с финансированием. Футбольный клуб «Амкар», созданный в 1990-е годы, фактически заменил собой «Звезду» в качестве главного футбольного клуба Перми. «Амкар» добился выхода в премьер-лигу российского футбола и играл там в течение 14 лет, до момента своего расформирования в 2018 году. Самым успешным для клуба был 2008 год, когда «Амкар» стал финалистом Кубка России, занял 4-е место в Чемпионате и получил право выступать в Еврокубках. В 2020 году «Амкар» был восстановлен, клуб выступает в соревнованиях третьей лиги. Волейбольная команда «Прикамье» (до 2006 года «Уралсвязьинформ») выступала в высшем дивизионе Чемпионата России по волейболу среди мужчин. В своё время в Перми играли футбольные клубы «Динамо» и «Арсенал» (мини-футбол), которые выступали во вторых дивизионах соответствующих Чемпионатов.
Традиционно представители Перми добиваются высоких результатов на мировом и российском уровне в лёгкой атлетике, бадминтоне, баскетболе, биатлоне, боксе, гандболе, дзюдо, лыжных гонках, настольном теннисе, конном спорте, плавании на открытой воде, самбо, санному спорту, спортивном ориентировании, фигурном катании, футболе, фехтовании, хоккее, художественной гимнастике, шахматах, скалолазании, альпинизме, ледолазании, а также в новых для России видах — алтимат фрисби, армспорте, карате-кёкусинкай, скейтборде, фигурном автокатании на льду (автотанцах). Выпускник пермской СДЮСШОР «Звезда» Константин Зырянов назван в 2007 году лучшим игроком страны.

## Международное сотрудничество
Города-побратимы
| Страна         | Город-побратим | Год установления связи |
| -------------- | -------------- | ---------------------- |
| Франция        | Амневиль       | 1992                   |
| США            | Луисвилл       | 1994                   |
| Великобритания | Оксфорд        | 1995                   |
| Китай          | Циндао         | 2006                   |
| Германия       | Дуйсбург       | 2007                   |
| Италия         | Агридженто     | 2012                   |
| Беларусь       | Минск          | 2024                   |

## Регулярные мероприятия, проводимые в Перми
В Перми проходит ряд всероссийских и международных фестивалей и конкурсов:
- Арабеск (конкурс артистов балета), биеннале.
- Дягилевский фестиваль.
- Rock-Line (рок-фестиваль).
- Флаэртиана (фестиваль документального кино), ежегодно.
- Парусная регата «Кубок Камы» (чемпионат по парусному спорту), ежегодно.
- Кубок России по снежной и ледовой скульптуре «Зимний вернисаж».

## В искусстве
- Существует мнение, что прообразом города Юрятина из романа Бориса Пастернака «Доктор Живаго» является город Пермь[262][263].
- В Былое и думы Герцен описывает своё недолгое пребывание в Перми во время ссылки.
- Существует мнение, что чеховские три сестры (Циммерман) жили в Перми. В подтверждение этой версии приводится цитата из письма М. Горькому, что действие пьесы «Три сестры» «происходит в провинциальном городе вроде Перми»[264].

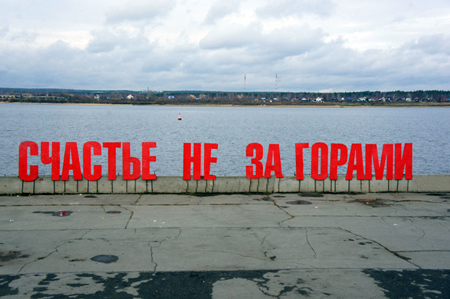
Популярный арт-объект «Счастье не за горами» можно увидеть в фильме «Географ глобус пропил» и сериале «Реальные пацаны»

- Повесть «Евдокия» Веры Пановой: «На улице Кирова, бывшей Пермской, стоит двухэтажный бревенчатый дом Евдокима Чернышёва, кузнеца. Евдоким воздвигал его почти двадцать лет…»[265].
- В Перми происходит действие романа Алексея Иванова «Географ глобус пропил», экранизация романа Александром Велединским частично отснята в Перми.
- В 1966 году в городе проходили съёмки фильма «Три с половиной дня из жизни Ивана Семёнова — второклассника и второгодника» по повести Льва Давыдычева «Многотрудная, полная невзгод и опасностей жизнь Ивана Семёнова, второклассника и второгодника».
- В Перми происходит действие сериала «Реальные пацаны».
- Места съёмок некоторых кинопроизведений:
  - «Поезд идёт на восток» (1947) — вокзал Пермь II;
  - «По ту сторону» (1958) — угол улиц Монастырская и Попова, ж/д техникум, двор дома Любимовой, Комсомольский проспект, Слудская церковь;
  - «Заре навстречу» (1959) — дом Мешкова;
  - «Бессонная ночь» (1960) — грузовой порт, Октябрьская площадь, Комсомольский проспект;
  - «Большой трамплин» (1973) — лыжный трамплин в Мотовилихе;
  - «Один и без оружия» (1984) — ж/д техникум, улица Окулова, двор усадьбы купца Гаврилова;
  - «Под северным сиянием» (1990) — ж/д техникум, Всехсвятская церковь на Егошихинском кладбище;
  - «Отчий берег» (2017) — ж/д техникум, улица Пермская, дом Боброва на улице Советской, кинотеатр «Родина», двор дома Мешкова.

## В филателии и нумизматике
- В Перми в середине 1918 года были изданы первые советские марки — почтовые марки Пермского Совдепа для советской уездной почты[266].
- 17 апреля 2023 года Банк России выпустил серебряную монету номиналом 3 рубля, посвящённую 300-летию основания Перми[267].
- 15 мая 2023 года в оборот была выпущена юбилейная продукция Почты России, посвящённая 300-летию основания Перми, — марка, юбилейные конверты и почтовый блок[268].
- 2 мая 2024 года Банк России выпустил памятную монету из стали планкированную латунью номиналом 10 рублей в серии «Города трудовой доблести».

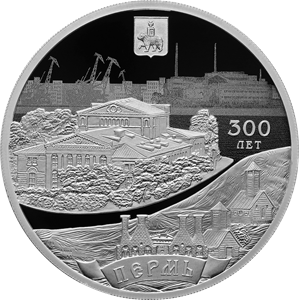
Монета Банка России, посвящённая 300-летию Перми
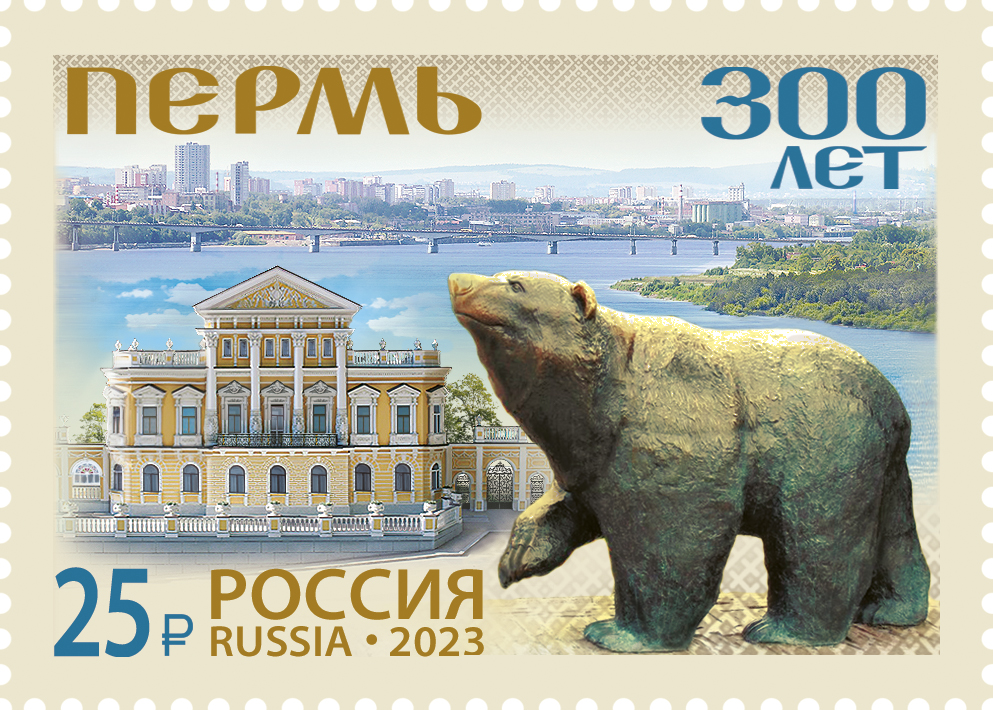
Почтовая марка, посвящённая 300-летию Перми
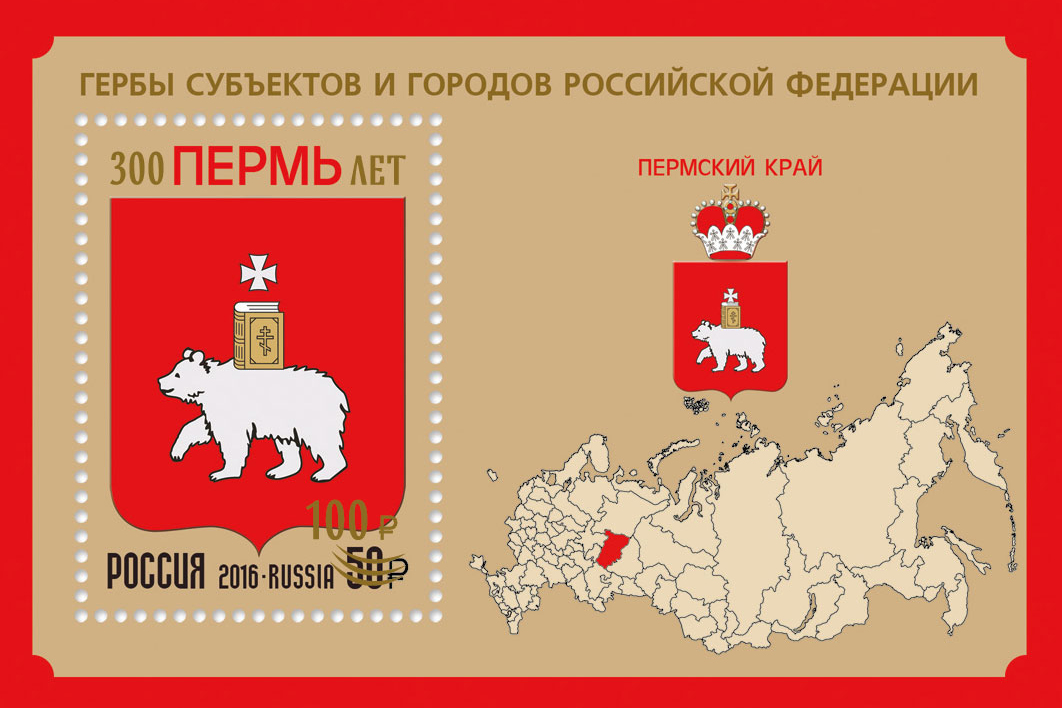
Почтовый блок «Пермь. 300 лет»
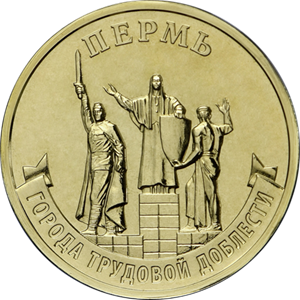
Монета Банка России, серия «Города трудовой доблести»